# Kardynałowie
Aktualnie zawiera spis wszystkich kardynałów kreowanych w latach 112–607 oraz od 1800.

## Indeks
A Á B C Ć D E F G H I J K L Ł M N O Ó P Q R S Š Ś T U V W X Y Z Ż Ž

## A
- Abril y Castelló, Santos (ur. 21 września 1935) – kreowany przez Benedykta XVI 18 lutego 2012
- Acerbi, Angelo (ur. 23 września 1925) – kreowany przez Franciszka 7 grudnia 2024
- Aconzio – kreowany przez Gelazjusza I w 492 lub 494 roku
- Acton, Charles Januarius (6 marca 1803 – 23 czerwca 1847) – kreowany in pectore przez Grzegorza XVI 18 lutego 1839 (nomin. opublikowana 24 stycznia 1842)
- Adeodat – kreowany przez Grzegorza I w 604 roku
- Adeodato, Rufo – kreowany przez Grzegorza I w 604 roku
- Advincula, Jose (ur. 30 marca 1952) – kreowany przez Franciszka 28 listopada 2020
- Agagianian, Grégoire Pierre XV (18 września 1895 – 16 maja 1971) – kreowany przez Piusa XII 18 lutego 1946
- święty Agapit – kreowany przez Feliksa IV w 530 roku
- Agliardi, Antonio (4 września 1832 – 19 marca 1915) – kreowany przez Leona XIII 22 czerwca 1896
- Agnelo, Geraldo Majella (19 października 1933 – 26 sierpnia 2023) – kreowany przez Jana Pawła II 21 lutego 2001
- Agostini, Domenico (31 maja 1825 – 31 grudnia 1891) – kreowany przez Leona XIII 27 marca 1882
- Agré, Bernard (2 marca 1926 – 9 czerwca 2014) – kreowany przez Jana Pawła II 21 lutego 2001
- Aguiar, Américo (ur. 12 grudnia 1973) – kreowany przez Franciszka 30 września 2023
- Aguiar Retes, Carlos (ur. 9 stycznia 1950) – kreowany przez Franciszka 19 listopada 2016
- Aguirre y García, Gregorio María (12 marca 1835 – 10 października 1913) – kreowany przez Pius X 16 kwietnia 1907
- Agustoni, Gilberto (26 lipca 1926 – 13 stycznia 2017) – kreowany przez Jana Pawła II 26 listopada 1994
- Aiuti, Andrea (17 czerwca 1849 – 28 kwietnia 1905) – kreowany przez Leona XIII 22 czerwca 1903
- Alameda y Brea, Cirilo de OFM (9 lipca – 30 czerwca 1872) – kreowany przez Piusa IX 16 marca 1858
- Albani, Giuseppe (13 września 1750 – 3 grudnia 1834) – kreowany przez Piusa VII 23 lutego 1801
- Albareda, Joaquín Anselmo María (16 lutego 1892 – 19 lipca 1966) – kreowany przez Jana XXIII 19 marca 1962
- Alberghini, Giuseppe (13 września 1770 – 30 września 1847) – kreowany in pectore przez Grzegorza XVI 23 czerwca 1834 (nomin. opublikowana 6 kwietnia 1835)
- Albino – kreowany przez Grzegorza I w 590 roku
- Alencherry, George (ur. 19 kwietnia 1945) – kreowany przez Benedykta XVI 18 lutego 2012
- Alfrink, Bernardus Johannes (5 lipca 1900 – 16 grudnia 1987) – kreowany przez Jana XXIII 28 marca 1960
- Alimonda, Gaetano (23 października 1818 – 30 maja 1891) – kreowany przez Leona XIII 12 maja 1879
- Almaraz y Santos, Enrique (22 września 1847 – 22 stycznia 1922) – kreowany przez Pius X 27 listopada 1911
- Aloisi Masella, Benedetto (29 czerwca 1879 – 30 września 1970) – kreowany przez Piusa XII 18 lutego 1946
- Aloisi Masella, Gaetano (30 września 1826 – 22 października 1902) – kreowany przez Leona XIII 14 marca 1887
- Altieri, Lodovico (17 lipca 1805 – 11 sierpnia 1867) – kreowany in pectore przez Grzegorza XVI 14 grudnia 1840 (nomin. opublikowana 21 kwietnia 1845)
- Amat di San Filippo e Sorso, Luigi (20 czerwca 1796 – 30 marca 1878) – kreowany przez Grzegorza XVI 19 maja 1837
- Amato, Angelo SDB (ur. 8 czerwca 1938) – kreowany przez Benedykta XVI 20 listopada 2010
- Ambongo Besungu, Fridolin OFM Cap (ur. 24 stycznia 1960) – kreowany przez Franciszka 5 października 2019
- Ambrozic, Aloysius (27 stycznia 1930 – 26 sierpnia 2011) – kreowany przez Jana Pawła II 21 lutego 1998
- Amette, Leon-Adolphe (6 września 1850 – 29 sierpnia 1920) – kreowany przez Pius X 27 listopada 1911
- Amigo Vallejo, Carlos (23 sierpnia 1934 – 27 kwietnia 2022) – kreowany przez Jana Pawła II 21 października 2003
- Anastazy – kreowany przez Gelazjusza I w 494 roku, kardynał diakon IV i XI regionów kościelnych Rzymu
- Anastasio – kreowany przez Gelazjusza I w 494 roku, kardynał prezbiter w kościele św. Anastazji
- Anastasio – kreowany przez Symmachusa w 500 roku, kardynał prezbiter w kościele św. Anastazji
- Anatolio – kreowany przez Wigiliusza w 553 roku
- Anatolio – kreowany przez Grzegorza I w 590 roku
- Andrea – kreowany przez Gelazjusza I w 494 roku, kardynał prezbiter w kościele św. Mateusza
- Andrea – kreowany przez Symmachusa w 501 roku, kardynał prezbiter
- Andrea – kreowany przez Jana I w 526 roku
- Andrea – kreowany przez Pelagiusza II w 585 roku
- Andrieu, Pierre-Paulin (7 grudnia 1849 – 15 lutego 1935) – kreowany przez Pius X 16 grudnia 1907
- Andromaco – kreowany przez Grzegorza I w 590 roku
- Andromaco – kreowany przez Grzegorza I w 590 roku
- Angelini, Fiorenzo (1 sierpnia 1916 – 22 listopada 2014) – kreowany przez Jana Pawła II 28 czerwca 1991
- Antici Mattei, Ruggero Luigi (23 marca 1811 – 21 kwietnia 1883) – kreowany in pectore przez Piusa IX 15 marca 1875 (nomin. opublikowana 17 września 1875)
- Antonelli, Ennio (ur. 18 listopada 1936) – kreowany przez Jana Pawła II 21 października 2003
- Antonelli, Giacomo (2 kwietnia 1806 – 6 listopada 1876) – kreowany przez Piusa IX 11 czerwca 1847
- Antonelli, Ferdinando Giuseppe O.F.M. (14 lipca 1896 – 12 lipca 1993) – kreowany przez Pawła VI 5 marca 1973
- Antonetti, Lorenzo (31 lipca 1922 – 10 kwietnia 2013) – kreowany przez Jana Pawła II 21 lutego 1998
- Antonio, Silvano (318 – ?)
- Antonucci, Antonio Benedetto (17 września 1798 – 29 stycznia 1879) – kreowany przez Piusa IX 16 marca 1858
- Antoniutti, Ildebrando (3 sierpnia 1898 – 1 sierpnia 1974) – kreowany przez Jana XXIII 19 marca 1962
- Aós Braco, Celestino OFM Cap (ur. 6 kwietnia 1945) – kreowany przez Franciszka 28 listopada 2020
- Apolloni, Achille (13 maja 1823 – 3 kwietnia 1893) – kreowany przez Leona XIII 24 maja 1889
- Aponte Martínez, Luis (4 sierpnia 1922 – 10 kwietnia 2012) – kreowany przez Pawła VI 5 marca 1973
- Applicatus – kreowany przez Pelagiusza I w 558 roku
- Apuzzo, Francesco Saverio (6 kwietnia 1807 – 30 lipca 1880) – kreowany przez Piusa IX 12 marca 1877
- Aramburu, Juan Carlos (11 lutego 1912 – 18 listopada 2004) – kreowany przez Pawła VI 24 maja 1976
- Aratore – kreowany przez Wigiliusza w 553 roku
- Araújo, Serafim Fernandes de (13 sierpnia 1924 – 8 października 2019) – kreowany przez Jana Pawła II 21 lutego 1998
- Arborelius, Anders OCD (ur. 24 września 1949) – kreowany przez Franciszka 28 czerwca 2017
- Arce y Ochotorena, Manuel (18 sierpnia 1879 – 16 września 1948) – kreowany przez Piusa XII 18 lutego 1946
- Arezzo, Tommaso (16 grudnia 1756 – 3 lutego 1833) – kreowany przez Piusa VII 8 marca 1816
- Arinze, Francis (ur. 1 listopada 1932) – kreowany przez Jana Pawła II 25 maja 1985
- Arizmendi Esquivel, Felipe (ur. 1 maja 1940) – kreowany przez Franciszka 28 listopada 2020
- Arns, Paulo Evaristo OFM (14 września 1921 – 14 grudnia 2016) – kreowany przez Pawła VI 5 marca 1973
- Arriba y Castro, Benjamín de (8 kwietnia 1886 – 8 marca 1973) – kreowany przez Piusa XII 12 stycznia 1953
- Arteaga y Betancourt, Manuel (28 grudnia 1879 – 20 marca 1963) – kreowany przez Piusa XII 18 lutego 1946
- Ascalesi, Alessio (22 października 1872 – 11 maja 1952) – kreowany przez Benedykta XV 4 grudnia 1916
- Asello – kreowany przez Gelazjusza I w 494 roku
- Asquini, Fabio Maria (14 sierpnia 1802 – 23 grudnia 1878) – kreowany in pectore przez Grzegorza XVI 22 stycznia 1844 (nomin. opublikowana 21 kwietnia 1845)
- Asterio – kreowany przez Gelazjusza I w 494 roku
- Aquileo, Serrao[1] (335 – ?)
- Astero[2] (118 – ?)
- Aveline, Jean-Marc (ur. 26 grudnia 1958) – kreowany przez Franciszka 27 sierpnia 2022
- Avenzio – kreowany przez Grzegorza I w 590 roku
- Aventino – kreowany przez Grzegorza I w 590 roku
- Aventino, Giacomo (319 – ?)
- Ayuso Guixot, Miguel Ángel MCCJ (17 czerwca 1952 – 25 listopada 2024) – kreowany przez Franciszka 5 października 2019

   (wróć do indeksu)

## Á
- Álvarez Martínez, Francisco (14 czerwca 1925 – 5 stycznia 2022) – kreowany przez Jana Pawła II 21 lutego 2001

   (wróć do indeksu)

## B
- Baawobr, Richard M. Afr. (21 czerwca 1959 – 27 listopada 2022) – kreowany przez Franciszka 27 sierpnia 2022
- Bacci, Antonio (4 września 1885 – 20 stycznia 1971) – kreowany przez Jana XXIII 28 marca 1960
- Bacilieri, Bartolomeo (28 marca 1842 – 14 lutego 1923) – kreowany przez Leona XIII 15 kwietnia 1901
- Backis, Audrys (ur. 1 stycznia 1937) – kreowany przez Jana Pawła II 21 lutego 2001
- Bafile, Corrado (4 lipca 1903 – 3 lutego 2005) – kreowany przez Pawła VI 24 maja 1976
- Baggio, Fabio C.S. (ur. 15 stycznia 1965) – kreowany przez Franciszka 7 grudnia 2024
- Baggio, Sebastiano (16 maja 1913 – 21 marca 1993) – kreowany przez Pawła VI 28 kwietnia 1969
- Bagnasco, Angelo (ur. 14 lutego 1943) – kreowany przez Benedykta XVI 24 listopada 2007
- Baldelli, Fortunato (6 sierpnia 1935 – 20 września 2012) – kreowany przez Benedykta XVI 20 listopada 2010
- Baldisseri, Lorenzo (ur. 29 września 1940) – kreowany przez Franciszka 22 lutego 2014
- Balland, Jean (26 lipca 1934 – 1 marca 1998) – kreowany przez Jana Pawła II 21 lutego 1998
- Ballestrero, Anastasio Alberto O. C. D. (3 października 1913 – 21 czerwca 1998) – kreowany przez Jana Pawła II 30 czerwca 1979
- Baluffi, Gaetano (28 marca 1788 – 11 listopada 1866) – kreowany przez Piusa IX 21 grudnia 1846
- Barbarin, Philippe Xavier Christian Ignace Marie (ur. 17 października 1950) – kreowany przez Jana Pawła II 21 października 2003
- Barberini, Benedetto (22 października 1788 – 10 kwietnia 1863) – kreowany in pectore przez Leona XII 2 października 1826 (nomin. opublikowana 15 grudnia 1828)
- Barbieri, Antonio María OFMCap (12 października 1892 – 6 czerwca 1979) – kreowany przez Jana XXIII 15 grudnia 1958
- Bardaxí y Azara, Dionisio (7 października 1760 – 3 grudnia 1826) – kreowany przez Piusa VII 8 marca 1816
- Barili, Lorenzo (1 grudnia 1801 – 8 marca 1875) – kreowany przez Piusa IX 13 marca 1868
- Barnabò, Alessandro (2 marca 1801 – 24 lutego 1874) – kreowany przez Piusa IX 16 czerwca 1856
- Barreto Jimeno, Pedro SJ (ur. 12 lutego 1944) – kreowany przez Franciszka 28 czerwca 2018
- Barrio y Fernández, Mariano Benito (22 listopada 1805 – 20 listopada 1876) – kreowany przez Piusa IX 22 grudnia 1873
- Bartolini, Domenico (16 maja 1813 – 2 października 1887) – kreowany przez Piusa IX 15 marca 1875
- Bartolucci, Domenico (7 maja 1917 – 11 listopada 2013) – kreowany przez Benedykta XVI 20 listopada 2010
- Basilio – kreowany przez Hormizdasa w 523 roku
- Bassetti, Gualtiero (ur. 7 kwietnia 1942) – kreowany przez Franciszka 22 lutego 2014
- Basso – kreowany przez Grzegorza I w 590 roku
- Basso – kreowany przez Grzegorza I w 590 roku
- Battaglia, Domenico (ur. 20 stycznia 1963) – kreowany przez Franciszka 7 grudnia 2024
- Battaglini, Francesco (13 marca 1823 – 8 lipca 1892) – kreowany przez Leona XIII 27 lipca 1885
- Baudrillart, Alfred COr (6 stycznia 1859 – 19 maja 1942) – kreowany przez Piusa XI 16 grudnia 1935
- Bauer, Franziskus von Sales (26 stycznia 1841 – 25 grudnia ¹ 1915) – kreowany przez Pius X 27 listopada 1911
- Baum, William Wakefield (21 grudnia 1926 – 23 lipca 2015) – kreowany przez Pawła VI 24 maja 1976
- Bausa, Agostino S.P. (23 lutego 1821 – 15 kwietnia 1899) – kreowany przez Leona XIII 23 maja 1887
- Bausset-Roquefort, Louis-François de (14 grudnia 1748 – 21 czerwca 1821) – kreowany przez Piusa VII 28 lipca 1817
- Bea, Augustin SJ (28 maja 1881 – 16 grudnia 1968) – kreowany przez Jana XXIII 14 grudnia 1959
- Becciu, Giovanni Angelo (ur. 2 czerwca 1948) – kreowany przez Franciszka 28 czerwca 2018
- Becker, Karl Josef SJ (18 kwietnia 1928 – 10 lutego 2015) – kreowany przez Benedykta XVI 18 lutego 2012
- Bedini, Gaetano (15 maja 1806 – 6 września 1864) – kreowany przez Piusa IX 27 września 1861
- Bégin, Louis-Nazaire (10 stycznia 1840 – 19 lipca ² 1925) – kreowany przez Pius X 25 marca 1914
- Belli, Silvestro (29 grudnia 1781 – 9 września 1844) – kreowany in pectore przez Grzegorza XVI 14 grudnia 1840 (nomin. opublikowana 15 lipca 1841)
- Bello, António Mendes (18 czerwca 1842 – 5 sierpnia 1929) – kreowany in pectore przez Piusa X 27 listopada 1911 (nomin. opublikowana 25 maja 1914)
- Belloy, Jean-Baptiste de (9 października 1709 – 10 czerwca 1808) – kreowany przez Piusa VII 17 stycznia 1803
- Beltrami, Giuseppe (17 stycznia 1889 – 13 grudnia 1973) – kreowany przez Pawła VI 26 czerwca 1967
- Benavides y Navarrete, Francisco de Paula (14 maja 1810 – 30 marca 1895) – kreowany przez Piusa IX 12 marca 1877
- Benedetto – kreowany przez Gelazjusza I w 494 roku
- Benelli, Giovanni (12 maja 1921 – 26 października 1982) – kreowany przez Pawła VI 27 czerwca 1977
- Bengsch, Alfred (10 września 1921 – 13 grudnia 1979) – kreowany przez Pawła VI 26 czerwca 1967
- Benlloch y Vivó, Juan Bautista (29 grudnia 1864 – 14 lutego 1926) – kreowany przez Benedykta XV 7 marca 1921
- Benvenuti, Giovanni Antonio (16 maja 1765 – 14 listopada 1838) – kreowany in pectore przez Leona XII 2 października 1826 (nomin. opublikowana 15 grudnia 1828)
- Beran, Josef (29 grudnia 1888 – 17 maja 1969) – kreowany przez Pawła VI 22 lutego 1965
- Berardi, Giuseppe (28 września 1810 – 6 kwietnia 1878) – kreowany przez Piusa IX 13 marca 1868
- Beras Rojas, Octavio Antonio (16 listopada 1906 – 1 grudnia 1990) – kreowany przez Pawła VI 24 maja 1976
- Bergoglio, Jorge Mario SJ (17 grudnia 1936 – 21 kwietnia 2025) – kreowany przez Jana Pawła II 21 lutego 2001
- Bernadou, Victor-Félix (25 czerwca 1816 – 15 listopada 1891) – kreowany przez Leona XIII 7 czerwca 1886
- Bernardin, Joseph (2 kwietnia 1928 – 14 listopada 1996) – kreowany przez Jana Pawła II 2 lutego 1983
- Bernet, Joseph (4 września 1770 – 5 lipca 1846) – kreowany przez Grzegorza XVI 19 stycznia 1846
- Bernetti, Tommaso (29 grudnia 1779 – 21 marca 1852) – kreowany przez Leona XII 2 października 1826
- Bertazzoli, Francesco (1 maja 1754 – 7 kwietnia 1830) – kreowany przez Piusa VII 10 marca 1823
- Bertello, Giuseppe (ur. 1 października 1942) – kreowany przez Benedykta XVI 18 lutego 2012
- Bertoli, Paolo (1 lutego 1908 – 8 grudnia 2001) – kreowany przez Pawła VI 28 kwietnia 1969
- Bertone, Tarcisio SDB (ur. 2 grudnia 1934) – kreowany przez Jana Pawła II 21 października 2003
- Bertram, Adolf (14 marca 1859 – 6 lipca 1945) – kreowany przez Benedykta XV 4 grudnia 1916
- Bessi Dogbo, Ignace (ur. 17 sierpnia 1961) – kreowany przez Franciszka 7 grudnia 2024
- Betori, Giuseppe (ur. 25 lutego 1947) – kreowany przez Benedykta XVI 18 lutego 2012
- Betti, Umberto O.F.M. (7 marca 1922 – 1 kwietnia 2009) – kreowany przez Benedykta XVI 24 listopada 2007
- Bettinger, Franziskus von (17 września 1850 – 12 kwietnia 1917) – kreowany przez Pius X 25 marca 1914
- Bevilacqua, Anthony (17 czerwca 1923 – 31 stycznia 2012) – kreowany przez Jana Pawła II 28 czerwca 1991
- Bevilacqua, Giulio COr (14 listopada 1881 – 6 maja 1965) – kreowany przez Pawła VI 22 lutego 1965
- Bianchi, Ambrogio OSBCam (17 października 1771 – 3 marca 1856) – kreowany in pectore przez Grzegorza XVI 6 kwietnia 1835 (nomin. opublikowana 8 lipca 1839)
- Bianchi, Angelo (19 listopada 1817 – 22 stycznia 1897) – kreowany przez Leona XIII 25 września 1882
- Biayenda, Emile (1927 – 23 marca 1977) – kreowany przez Pawła VI 5 marca 1973
- Biffi, Giacomo (13 czerwca 1928 – 11 lipca 2015) – kreowany przez Jana Pawła II 25 maja 1985
- Bilio, Luigi Maria CRSP (25 marca 1826 – 30 stycznia 1884) – kreowany przez Piusa IX 22 czerwca 1866
- Billé, Louis-Marie (18 lutego 1938 – 12 marca 2002) – kreowany przez Jana Pawła II 21 lutego 2001
- Billiet, Alexis (28 lutego 1783 – 30 kwietnia 1873) – kreowany przez Piusa IX 27 września 1861
- Billot, Louis SJ (12 stycznia 1846 – 18 grudnia 1931) – kreowany przez Pius X 27 listopada 1911
- Binet, Charles-Henri-Joseph (8 kwietnia 1869 – 15 lipca 1936) – kreowany przez Piusa XI 19 grudnia 1927
- Bisleti, Gaetano (20 marca 1856 – 30 sierpnia 1937) – kreowany przez Pius X 27 listopada 1911
- Bizzarri, Giuseppe Andrea (11 maja 1802 – 26 sierpnia 1877) – kreowany przez Piusa IX 16 marca 1863
- Blázquez, Ricardo (ur. 13 kwietnia 1942) – kreowany przez Franciszka 14 lutego 2015
- Bocos Merino, Aquilino CMF (ur. 17 maja 1938) – kreowany przez Franciszka 28 czerwca 2018
- Bo, Charles Maung SDB (ur. 29 października 1948) – kreowany przez Franciszka 14 lutego 2015
- Boetto, Pietro SJ (19 maja 1871 – 31 stycznia 1946) – kreowany przez Piusa XI 16 grudnia 1935
- Bofondi, Giuseppe (24 października 1795 – 2 grudnia 1867) – kreowany in pectore przez Piusa IX 21 grudnia 1846 (nomin. opublikowana 11 czerwca 1847)
- Boggiani, Tommaso Pio OP (19 stycznia 1863 – 26 lutego 1942) – kreowany przez Benedykta XV 4 grudnia 1916
- Boisgelin de Cucé, Jean-de-Dieu-Raymond de (27 lutego 1732 – 22 sierpnia 1804) – kreowany przez Piusa VII 17 stycznia 1803
- Bokalic Iglic, Vicente C.M. (ur. 11 czerwca 1952) – kreowany przez Franciszka 7 grudnia 2024
- Bonald, Louis Jacques Maurice de (30 października 1787 – 25 lutego 1870) – kreowany przez Grzegorza XVI 1 marca 1841
- Bonaparte, Lucien-Louis-Joseph-Napoléon (15 listopada 1828 – 19 listopada 1895) – kreowany przez Piusa IX 13 marca 1868
- Bonel y Orbe, Juan José (17 marca 1782 – 11 lutego 1857) – kreowany przez Piusa IX 30 września 1850
- Bonifacio – kreowany przez Feliksa IV w 530 roku
- święty Bonifacy (? – 4 września 422)
- Bonnechose, Henri-Marie-Gaston Boisnormand de (30 maja 1800 – 28 października 1883) – kreowany przez Piusa IX 11 grudnia 1863
- Bono (kardynał) – kreowany przez Gelazjusza I w 492 lub 494 roku
- Basso – kreowany przez Grzegorza I w 590 roku
- Bonzano, Giovanni (27 września 1867 – 26 grudnia 1927) – kreowany przez Piusa XI 11 grudnia 1922
- Borbón y Vallábriga, Luis Maria (22 maja 1777 – 19 marca 1823) – kreowany przez Piusa VII 20 października 1800
- Borgongini Duca, Francesco (26 lutego 1884 – 4 października 1954) – kreowany przez Piusa XII 12 stycznia 1953
- Borromeo, Edoardo (3 sierpnia 1822 – 30 listopada 1881) – kreowany przez Piusa IX 13 marca 1868
- Boschi, Giulio (2 marca 1838 – 15 maja 1920) – kreowany przez Leona XIII 15 kwietnia 1901
- Bottiglia Savoulx, Luigi (16 lutego 1752 – 14 września 1836) – kreowany przez Grzegorza XVI 23 czerwca 1834
- Bottini, Lorenzo Prospero (2 marca 1737 – 11 sierpnia 1818) – kreowany in pectore przez Piusa VII 8 marca 1816 (nomin. opublikowana 1 października 1817)
- Bourne, Francis (23 marca 1861 – 1 stycznia 1935) – kreowany przez Pius X 27 listopada 1911
- Bourret, Joseph-Chrétien-Ernest (9 grudnia 1827 – 10 lipca 1896) – kreowany przez Leona XIII 12 czerwca 1893
- Bovone, Alberto (11 czerwca 1922 – 17 kwietnia 1998) – kreowany przez Jana Pawła II 21 lutego 1998
- Boyer, Jean-Pierre (27 lipca 1829 – 16 grudnia 1896) – kreowany przez Leona XIII 29 listopada 1895
- Bozanić, Josip (ur. 20 marca 1949) – kreowany przez Jana Pawła II 21 października 2003
- Bracci, Francesco (5 grudnia 1879 – 24 marca 1967) – kreowany przez Jana XXIII 15 grudnia 1958
- Brady, Sean Baptist (ur. 16 sierpnia 1939) – kreowany przez Benedykta XVI 24 listopada 2007
- Brancadoro, Cesare (28 sierpnia 1755 – 12 września 1837) – kreowany przez Piusa VII 23 lutego 1801
- Brandmüller, Walter (ur. 5 stycznia 1929) – kreowany przez Benedykta XVI 20 listopada 2010
- Bráz de Aviz, João (ur. 24 kwietnia 1947) – kreowany przez Benedykta XVI 18 lutego 2012
- Brenes, Leopoldo (ur. 7 marca 1949) – kreowany przez Franciszka 22 lutego 2014
- Brennan, Francis (7 maja 1894 – 2 lipca 1968) – kreowany przez Pawła VI 26 czerwca 1967
- Brignole, Giacomo Luigi (8 maja 1797 – 23 czerwca 1853) – kreowany przez Grzegorza XVI 20 stycznia 1834
- Brislin, Stephen – (ur. 24 września 1956) – kreowany przez Franciszka 30 września 2023
- Brossais-Saint-Marc, Godefroy (5 lutego 1803 – 26 lutego 1878) – kreowany przez Piusa IX 17 września 1875
- Browne, Michael OP (6 maja 1887 – 31 marca 1971) – kreowany przez Jana XXIII 19 marca 1962
- Brunelli, Giovanni (23 czerwca 1795 – 21 lutego 1861) – kreowany in pectore przez Piusa IX 15 marca 1852 (nomin. opublikowana 7 marca 1853)
- Bruno, Giuseppe (30 czerwca 1875 – 10 listopada 1954) – kreowany przez Piusa XII 18 lutego 1946
- Bueno y Monreal, José María (11 września 1904 – 20 sierpnia 1987) – kreowany przez Jana XXIII 15 grudnia 1958
- Burke, Raymond Leo (ur. 30 czerwca 1948) – kreowany przez Benedykta XVI 20 listopada 2010
- Bussi, Giovanni Battista (29 stycznia 1755 – 31 stycznia 1844) – kreowany przez Leona XII 3 maja 1824
- Bustillo, François-Xavier OFMConv (ur. 23 listopada 1968) – kreowany przez Franciszka 30 września 2023
- Byczok, Mykoła CSsR (ur. 13 lutego 1980) – kreowany przez Franciszka 7 grudnia 2024

¹ – według innych źródeł 26 grudnia;
² – według innych źródeł 18 lipca.
   (wróć do indeksu)

## C
- Cabrera Herrera, Luis O.F.M. (ur. 11 października 1955) – kreowany przez Franciszka 7 grudnia 2024
- Caccia Dominioni, Camillo (7 lutego 1877 – 12 grudnia 1946) – kreowany przez Piusa XI 16 grudnia 1935
- Caccia-Piatti, Giovanni (8 marca 1751 – 15 września 1833) – kreowany przez Piusa VII 8 marca 1816
- Cacciavillan, Agostino (14 sierpnia 1926 – 5 marca 2022) – kreowany przez Jana Pawła II 21 lutego 2001
- Cadello, Diego Gregorio (1 marca 1735 – 5 lipca 1807) – kreowany przez Piusa VII 17 stycznia 1803
- Cadolini, Antonio Maria CRSP (10 lipca 1771 – 1 sierpnia 1851) – kreowany przez Grzegorza XVI 19 czerwca 1843
- Cadolini, Ignazio Giovanni (4 listopada 1794 – 11 kwietnia 1850) – kreowany przez Grzegorza XVI 27 stycznia 1843
- Caffarra, Carlo (1 czerwca 1938 – 6 września 2017) – kreowany przez Benedykta XVI 24 marca 2006
- Caggiano, Antonio (30 stycznia 1889 – 23 września 1979) – kreowany przez Piusa XII 18 lutego 1946
- Cagiano de Azevedo, Antonio Maria (14 grudnia 1797 – 13 stycznia 1867) – kreowany przez Grzegorza XVI 22 stycznia 1844
- Cagiano Azevedo de, Ottavio (7 listopada 1845 – 11 lipca 1927) – kreowany przez Pius X 11 grudnia 1905
- Cagliero, Giovanni SDB (11 stycznia 1838 – 28 lutego 1926) – kreowany przez Benedykta XV 6 grudnia 1915
- Calcagno, Domenico (ur. 3 lutego 1943) – kreowany przez Benedykta XVI 18 lutego 2012
- Caleppi, Lorenzo (29 kwietnia 1741 – 10 stycznia 1817) – kreowany przez Piusa VII 8 marca 1816
- święty Calepodio (112 – ?)
- Callegari, Giuseppe (4 listopada 1841 – 14 kwietnia 1906) – kreowany przez Pius X 9 listopada 1903
- Callori di Vignale, Federico (15 grudnia 1890 – 10 sierpnia 1971) – kreowany przez Pawła VI 22 lutego 1965
- Cámara, Jaime de Barros (3 lipca 1894 – 18 lutego 1971) – kreowany przez Piusa XII 18 lutego 1946
- Camassei, Filippo (14 września 1848 – 18 stycznia 1921) – kreowany przez Benedykta XV 15 grudnia 1919
- Cambacérès, Étienne Hubert de (11 września 1756 – 25 października 1818) – kreowany przez Piusa VII 17 stycznia 1803
- Canali, Francesco (20 października 1764 – 11 kwietnia 1835) – kreowany in pectore przez Grzegorza XVI 30 września 1831 (nomin. opublikowana 23 czerwca 1834)
- Canali, Nicola (6 czerwca 1874 – 3 kwietnia 1961) – kreowany przez Piusa XI 16 grudnia 1935
- Canestri, Giovanni (30 września 1918 – 29 kwietnia 2015) – kreowany przez Jana Pawła II 28 czerwca 1988
- Cañizares Llovera, Antonio (ur. 15 października 1945) – kreowany przez Benedykta XVI 24 marca 2006
- Canossa, Luigi di (20 kwietnia 1809 – 12 marca 1900) – kreowany przez Piusa IX 12 marca 1877
- Cantalamessa, Raniero OFM Cap (ur. 22 lipca 1934) – kreowany przez Franciszka 28 listopada 2020
- Cantoni, Oscar (ur. 1 września 1950) – kreowany przez Franciszka 27 sierpnia 2022
- Capaccini, Francesco (14 sierpnia 1784 – 15 czerwca 1845) – kreowany in pectore przez Grzegorza XVI 22 lipca 1844 (nomin. opublikowana 21 kwietnia 1845)
- Capalti, Annibale (21 stycznia 1811 – 18 października 1877) – kreowany przez Piusa IX 13 marca 1868
- Capecelatro di Castelpagano, Alfonso COr (5 lutego 1824 – 14 listopada 1912) – kreowany przez Leona XIII 27 lipca 1885
- Capotosti, Luigi (23 lutego 1863 – 16 lutego 1938) – kreowany przez Piusa XI 21 czerwca 1926
- Capovilla, Loris (14 października 1915 – 26 maja 2016) – kreowany przez Franciszka 22 lutego 2014
- Cappellari, Mauro OSB.Cam. (18 września 1765 – 1 czerwca 1846) – kreowany in pectore przez Leona XII 21 marca 1825 (nomin. opublikowana 13 marca 1826)
- Cappelletti, Benedetto (2 listopada 1764 – 15 maja 1834) – kreowany in pectore przez Grzegorza XVI 30 września 1831 (nomin. opublikowana 2 lipca 1832)
- Caprano, Pietro (28 lutego 1759 – 24 lutego 1834) – kreowany in pectore przez Leona XII 2 października 1826 (nomin. opublikowana 15 grudnia 1828)
- Caprio, Giuseppe (15 listopada 1914 – 15 października 2005) – kreowany przez Jana Pawła II 30 czerwca 1979
- Caracciolo, Diego Innico (18 lipca 1759 – 24 stycznia 1820) – kreowany przez Piusa VII 11 sierpnia 1800
- Carafa della Spina di Traetto, Domenico (12 lipca 1805 – 17 czerwca 1879) – kreowany przez Grzegorza XVI 22 lipca 1844
- Carafa di Belvedere, Maryn (29 stycznia 1764 – 5 kwietnia 1830) – kreowany przez Piusa VII 23 lutego 1801
- Carberry, John (31 lipca 1904 – 17 czerwca 1998) – kreowany przez Pawła VI 28 kwietnia 1969
- Cardijn, Joseph-Léon (18 grudnia 1882 – 25 lipca 1967) – kreowany przez Pawła VI 22 lutego 1965
- Carles Gordó, Ricardo María (24 września 1926 – 17 grudnia 2013) – kreowany przez Jana Pawła II 26 listopada 1994
- Caro Rodríguez, José María (23 czerwca 1866 – 4 grudnia 1958) – kreowany przez Piusa XII 18 lutego 1946
- Carpino, Francesco (18 maja 1905 – 5 września 1993) – kreowany przez Pawła VI 26 czerwca 1967
- Carter, Gerald Emmett (11 marca 1912 – 6 kwietnia 2003) – kreowany przez Jana Pawła II 30 czerwca 1979
- Casali del Drago, Giovanni Battista (30 stycznia 1838 – 17 marca 1908) – kreowany przez Leona XIII 19 czerwca 1899
- Casanas y Pagés, Salvador (5 września 1834 – 27 października 1908) – kreowany przez Leona XIII 29 listopada 1895
- Casanova y Marzol, Vicente (16 kwietnia 1854 – 23 września 1930) – kreowany przez Piusa XI 30 marca 1925
- Casariego y Acevedo, Mario CRS (13 lutego 1909 – 15 czerwca 1983) – kreowany przez Pawła VI 28 kwietnia 1969
- Casaroli, Agostino (24 listopada 1914 – 9 czerwca 1998) – kreowany przez Jana Pawła II 30 czerwca 1979
- Cascajares y Azara, Antonio María (2 marca 1834 – 27 lipca 1901) – kreowany przez Leona XIII 29 listopada 1895
- Caselli, Carlo Francesco OSM (20 października 1740 – 20 kwietnia 1828) – kreowany in pectore przez Piusa VII 23 lutego 1801 (nomin. opublikowana 9 sierpnia 1802)
- Casoni, Filippo (6 marca 1733 – 9 października 1811) – kreowany przez Piusa VII 23 lutego 1801
- Casoria, Giuseppe (1 września 1908 – 8 lutego 2001) – kreowany przez Jana Pawła II 2 lutego 1983
- Cassetta, Francesco di Paola (12 sierpnia 1841 – 23 marca 1919) – kreowany przez Leona XIII 19 czerwca 1899
- Cassidy, Edward (5 lipca 1924 – 10 kwietnia 2021) – kreowany przez Jana Pawła II 28 czerwca 1991
- Castaldo, Alfonso (6 listopada 1890 – 3 marca 1966) – kreowany przez Jana XXIII 15 grudnia 1958
- Castiglione, Giovanni (31 stycznia 1742 – 9 stycznia 1815) – kreowany in pectore przez Piusa VII 23 lutego 1801 (nomin. opublikowana 17 stycznia 1803)
- Castiglioni, Francesco Saverio (20 listopada 1761 – 30 listopada 1830) – kreowany przez Piusa VII 8 marca 1816
- Castillo Lara, Rosalio José (4 września 1922 – 16 października 2007) – kreowany przez Jana Pawła II 25 maja 1985
- Castillo Mattasoglio, Carlos (ur. 28 lutego 1950) – kreowany przez Franciszka 7 grudnia 2024
- Castracane degli Antelminelli, Castruccio (21 września 1779 – 22 lutego 1852) – kreowany przez Grzegorza XVI 15 kwietnia 1833
- Castrillón Hoyos, Darío (ur. 4 lipca 1929) – kreowany przez Jana Pawła II 21 lutego 1998
- Caterini, Prospero (15 października 1795 – 28 października 1881) – kreowany przez Piusa IX 7 marca 1853
- Cattani, Giacomo (13 lub 23 stycznia 1823 – 14 lutego 1887) – kreowany przez Leona XIII 19 września 1879
- Cattani Amadori, Federico (17 kwietnia 1856 – 11 kwietnia 1943) – kreowany przez Piusa XI 16 grudnia 1935
- Cavalcanti, Joaquim Arcoverde de Albuquerque (17 stycznia 1850 – 18 kwietnia 1930) – kreowany przez Pius X 11 grudnia 1905
- Cavallari, Aristide (8 lutego 1849 – 24 listopada 1914) – kreowany przez Pius X 16 kwietnia 1907
- Cavagnis, Felice (15 stycznia 1841 – 29 grudnia 1906) – kreowany przez Leona XIII 15 kwietnia 1901
- Caverot, Louis-Marie-Joseph-Eusèbe (26 maja 1806 – 23 stycznia 1887) – kreowany przez Piusa IX 12 marca 1877
- Cavicchioni, Beniamino (27 grudnia 1836 – 17 kwietnia 1911) – kreowany przez Leona XIII 22 czerwca 1903
- Cé, Marco (8 lipca 1925 – 12 maja 2014) – kreowany przez Jana Pawła II 30 czerwca 1979
- Cebrián y Valda, Francisco Antonio (19 lutego 1734 – 10 lutego 1820) – kreowany przez Piusa VII 23 września 1816
- Celesia, Michelangelo OSBCas (13 stycznia 1814 – 14 kwietnia 1904) – kreowany przez Leona XIII 10 listopada 1884
- Celio, Gennaro – kreowany przez Gelazjusza I w 494 roku
- Celio, Lorenzo – kreowany przez Gelazjusza I w 494 roku
- Cento, Fernando (10 sierpnia 1883 – 13 stycznia 1973) – kreowany przez Jana XXIII 15 grudnia 1958
- święty Celio, Ormisdas – kreowany przez Symmachusa w 514 roku
- Cerejeira, Manuel Gonçalves (29 listopada 1888 – 2 sierpnia 1977) – kreowany przez Piusa XI 16 grudnia 1929
- Cerretti, Bonaventura (17 czerwca 1872 – 8 maja 1933) – kreowany przez Piusa XI 14 grudnia 1925
- Cesarei Leoni, Francesco (1 stycznia 1757 – 25 lipca 1830) – kreowany in pectore przez Piusa VII 8 marca 1816 (nomin. opublikowana 28 lipca 1817)
- Charost, Alexis (14 listopada 1860 – 7 listopada 1930) – kreowany przez Piusa XI 11 grudnia 1922
- Cheli, Giovanni (4 października 1918 – 7 lutego 2013) – kreowany przez Jana Pawła II 21 lutego 1998
- Cheong Jin-suk, Nicholas (7 grudnia 1931 – 27 kwietnia 2021) – kreowany przez Benedykta XVI 24 marca 2006
- Chiarlo, Carlo (4 listopada 1881 – 21 stycznia 1964) – kreowany przez Jana XXIII 15 grudnia 1958
- Chigi, Flavio III (31 maja 1810 – 15 lutego 1885) – kreowany przez Piusa IX 22 grudnia 1873
- Chomalí Garib, Fernando (ur. 10 marca 1957) – kreowany przez Franciszka 7 grudnia 2024
- Chow Sau-yan, Stephen (ur. 7 sierpnia 1959) – kreowany przez Franciszka 30 września 2023
- Ciacchi, Luigi (16 sierpnia 1765 – 17 grudnia 1865) – kreowany przez Grzegorza XVI 12 lutego 1838
- Ciappi, Mario Luigi OP (6 października 1909 – 23 kwietnia 1996) – kreowany przez Pawła VI 27 czerwca 1977
- Ciasca, Agostino OSA (7 maja 1835 – 6 lutego 1902) – kreowany przez Leona XIII 19 czerwca 1899
- Cicognani, Amleto Giovanni (24 lutego 1883 – 17 grudnia 1973) – kreowany przez Jana XXIII 15 grudnia 1958
- Cicognani, Gaetano (26 listopada 1881 – 5 lutego 1962) – kreowany przez Piusa XII 12 stycznia 1953
- Cienfuegos y Jovellanos, Francisco Javier de (12 marca 1776 – 21 czerwca 1847) – kreowany przez Leona XII 13 marca 1826
- Cintra, Sebastião Leme da Silveira (20 stycznia 1882 – 17 października 1942) – kreowany przez Piusa XI 30 czerwca 1930
- Cipriani Thorne, Juan Luis (ur. 28 grudnia 1943) – kreowany przez Jana Pawła II 21 lutego 2001
- Cipriano – kreowany przez Gelazjusza I w 494 roku
- Ciriaci, Pietro (2 grudnia 1885 – 30 grudnia 1966) – kreowany przez Piusa XII 12 stycznia 1953
- Citonato – kreowany przez Gelazjusza I w 494 roku
- Civardi, Ernesto (21 października 1906 – 28 listopada 1989) – kreowany przez Jana Pawła II 30 czerwca 1979
- Clancy, Edward Bede (13 grudnia 1923 – 3 sierpnia 2014) – kreowany przez Jana Pawła II 28 czerwca 1988
- Clarelli Parracciani, Niccola (12 kwietnia 1799 – 7 lipca 1872) – kreowany przez Grzegorza XVI 22 stycznia 1844
- Clemente, Manuel José Macário do Nascimento (ur. 16 lipca 1948) – kreowany przez Franciszka 14 lutego 2015
- Clermont-Tonnerre, Anne-Antoine-Jules de (1 stycznia 1749 – 21 lutego 1830) – kreowany przez Piusa VII 2 grudnia 1822
- Cobo Cano, José (ur. 20 września 1965) – kreowany przez Franciszka 30 września 2023
- Coccopalmerio, Francesco (ur. 6 marca 1938) – kreowany przez Benedykta XVI 18 lutego 2012
- Cody, John (24 grudnia 1907 – 25 kwietnia 1982) – kreowany przez Pawła VI 26 czerwca 1967
- Coffy, Robert (24 października 1920 – 15 lipca 1995) – kreowany przez Jana Pawła II 28 czerwca 1991
- Colasuonno, Francesco (2 stycznia 1925 – 31 maja 2003) – kreowany przez Jana Pawła II 21 lutego 1998
- Collins, Thomas (ur. 16 stycznia 1947) – kreowany przez Benedykta XVI 18 lutego 2012
- Colloredo-Waldsee-Mels, Anton Theodor von (29 czerwca 1729 – 12 września 1911) – kreowany przez Piusa VII 17 stycznia 1803
- Colombo, Giovanni (6 grudnia 1902 – 20 maja 1992) – kreowany przez Pawła VI 22 lutego 1965
- Comastri, Angelo (ur. 17 września 1943) – kreowany przez Benedykta XVI 24 listopada 2007
- Concha Córdoba, Luis (7 listopada 1891 – 18 września 1975) – kreowany przez Jana XXIII 16 stycznia 1961
- Confalonieri, Carlo (25 lipca 1893 – 1 sierpnia 1986) – kreowany przez Jana XXIII 15 grudnia 1958
- Congar, Yves-Marie-Joseph OP (8 kwietnia 1904 – 22 czerwca 1995) – kreowany przez Jana Pawła II 26 listopada 1994
- Connell, Desmond (24 marca 1926 – 21 lutego 2017) – kreowany przez Jana Pawła II 21 lutego 2001
- Consalvi, Ercole (8 czerwca 1757 – 24 stycznia 1824) – kreowany przez Piusa VII 11 sierpnia 1800
- Consolini, Domenico (7 czerwca 1806 – 20 grudnia 1884) – kreowany przez Piusa IX 22 czerwca 1866
- Conway, William John (22 stycznia 1913 – 17 kwietnia 1977) – kreowany przez Pawła VI 22 lutego 1965
- Cooke, Terence (1 marca 1921 – 6 października 1983) – kreowany przez Pawła VI 28 kwietnia 1969

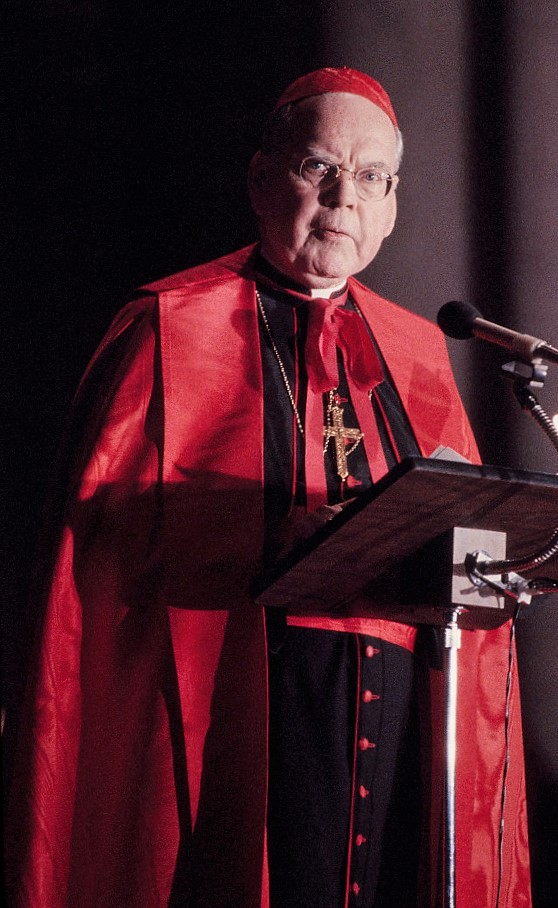
Terence kardynał Cooke

- Cooray, Thomas OMI (28 grudnia 1901 – 29 października 1988) – kreowany przez Pawła VI 22 lutego 1965
- Copello, Santiago Luis (7 stycznia 1880 – 9 lutego 1967) – kreowany przez Piusa XI 16 grudnia 1935
- Coppa, Giovanni (9 listopada 1925 – 16 maja 2016) – kreowany przez Benedykta XVI 24 listopada 2007
- Cordeiro, Joseph (19 stycznia 1918 – 11 lutego 1994) – kreowany przez Pawła VI 5 marca 1973
- Cordes, Paul Josef (5 września 1934 – 15 marca 2024) – kreowany przez Benedykta XVI 24 listopada 2007
- Cordero Lanza di Montezemolo, Andrea (27 sierpnia 1925 – 19 listopada 2017) – kreowany przez Benedykta XVI 24 marca 2006
- Corripio Ahumada, Ernesto (29 czerwca 1919 – 10 kwietnia 2008) – kreowany przez Jana Pawła II 30 czerwca 1979
- Corsi, Cosimo (10 czerwca 1798 – 7 października 1870) – kreowany przez Grzegorza XVI 24 stycznia 1842
- Corti, Renato (1 marca 1936 – 12 maja 2020) – kreowany przez Franciszka 19 listopada 2016
- Cos y Macho, José María (6 sierpnia 1838 – 17 grudnia ¹ 1919) – kreowany przez Pius X 27 listopada 1911
- Cosenza, Giuseppe (20 lutego 1788 – 30 marca 1863) – kreowany przez Piusa IX 30 września 1850
- Costa, Paulo César (ur. 20 lipca 1967) – kreowany przez Franciszka 27 sierpnia 2022
- Costantini, Celso Benigno Luigi (3 kwietnia 1876 – 17 października 1958) – kreowany przez Piusa XII 12 stycznia 1953
- Cottier, George OP (25 kwietnia 1922 – 31 marca 2016) – kreowany przez Jana Pawła II 21 października 2003
- Coullié, Pierre-Hector (14 marca 1829 – 12 września 1912) – kreowany przez Leona XIII 19 kwietnia 1897
- Coussa, Gabriel-Acacius OSBMA (3 sierpnia 1897 – 29 lipca 1962) – kreowany przez Jana XXIII 19 marca 1962
- Coutts, Joseph (ur. 21 lipca 1945) – kreowany przez Franciszka 28 czerwca 2018
- Cremonesi, Carlo (4 listopada 1866 – 25 listopada 1943) – kreowany przez Piusa XI 16 grudnia 1935
- Crescini, Remigio OSB (5 maja 1757 – 20 lipca 1830) – kreowany przez Piusa VIII 27 lipca 1829
- Cretoni, Serafino (4 września 1833 – 3 lutego 1909) – kreowany przez Leona XIII 22 czerwca 1896
- Cristaldi, Belisario (11 lipca 1764 – 25 lutego 1831) – kreowany in pectore przez Leona XII 2 października 1826 (nomin. opublikowana 15 grudnia 1828)
- Cristofori, Carlo (5 stycznia 1813 – 30 stycznia 1891) – kreowany przez Leona XIII 27 lipca 1885
- Crivelli, Carlo (20 maja 1736 – 19 stycznia 1818) – kreowany in pectore przez Piusa VII 23 lutego 1801 (nomin. opublikowana 29 marca 1802)
- Croÿ-Solre, Gustave-Maximilien-Juste de (12 września 1773 – 1 stycznia 1844) – kreowany przez Leona XII 21 marca 1825
- Csernoch, János (18 czerwca 1852 – 25 lipca 1927) – kreowany przez Pius X 25 marca 1914
- Cullen, Paul (29 kwietnia 1803 – 24 października 1878) – kreowany przez Piusa IX 22 czerwca 1866
- Cunha e Menezes, Carlos da (9 kwietnia 1759 – 14 grudnia 1825) – kreowany przez Piusa VII 27 września 1819
- Cupich, Blase Joseph (ur. 19 marca 1949) – kreowany przez Franciszka 19 listopada 2016
- Cushing, Richard (24 sierpnia 1895 – 2 listopada 1970) – kreowany przez Jana XXIII 15 grudnia 1958
- Czacki, Włodzimierz (16 kwietnia 1834 – 8 marca 1888) – kreowany przez Leona XIII 25 września 1882
- Czerny, Michael SJ (ur. 18 lipca 1946) – kreowany przez Franciszka 5 października 2019

¹ – według innych źródeł 16 grudnia
   (wróć do indeksu)

## D
- Dadaglio, Luigi (28 września 1914 – 22 sierpnia 1990) – kreowany przez Jana Pawła II 25 maja 1985
- Dalbor, Edmund (30 października 1869 – 13 lutego 1926) – kreowany przez Benedykta XV 15 grudnia 1919
- Dal Corso, Eugenio PSDP (ur. 16 maja 1939) – kreowany przez Franciszka 5 października 2019
- Dalla Costa, Elia (14 maja 1872 – 22 grudnia 1961) – kreowany przez Piusa XI 13 marca 1933
- D’Alton, John (11 października 1882 – 1 lutego 1963) – kreowany przez Piusa XII 12 stycznia 1953
- Daly, Cahal (1 października 1917 – 31 grudnia 2009) – kreowany przez Jana Pawła II 28 czerwca 1991
- Damasceno Assis, Raymundo (ur. 15 lutego 1937) – kreowany przez Benedykta XVI 20 listopada 2010
- święty Damazy – (304? – 11 grudnia 384)
- Dandini, Ercole (25 lipca 1759 – 22 lipca 1840) – kreowany przez Piusa VII 10 marca 1823
- d’Andrea, Girolamo (12 kwietnia 1812 – 14 maja 1868) – kreowany przez Piusa IX 15 marca 1852
- Daniélou, Jean-Guenolé-Marie (14 maja 1905 – 20 maja 1974) – kreowany przez Pawła VI 28 kwietnia 1969
- Danneels, Godfried (4 czerwca 1933 – 14 marca 2019) – kreowany przez Jana Pawła II 2 lutego 1983
- d’Annibale, Giuseppe (22 września 1815 – 17 lipca 1892) – kreowany przez Leona XIII 11 lutego 1889
- Dante, Enrico (5 lipca 1884 – 24 kwietnia 1967) – kreowany przez Pawła VI 22 lutego 1965
- Daoud, Ignacy Mojżesz I (18 września 1930 – 7 kwietnia 2012) – kreowany przez Jana Pawła II 21 lutego 2001
- Darmaatmadja, Julius SJ (ur. 20 grudnia 1934) – kreowany przez Jana Pawła II 26 listopada 1994
- Darmojuwono, Justinus (2 listopada 1914 – 3 lutego 1994) – kreowany przez Pawła VI 26 czerwca 1967
- d’Astros, Paul-Thérèse-David (15 października 1772 – 29 września 1851) – kreowany przez Piusa IX 30 września 1850
- d’Avanzo, Bartolomeo (3 lipca 1811 – 20 października 1884) – kreowany przez Piusa IX 3 kwietnia 1876
- David, Pablo Virgilio (ur. 2 marca 1959) – kreowany przez Franciszka 7 grudnia 2024
- de Angelis, Filippo (16 kwietnia 1792 – 8 lipca 1877) – kreowany in pectore przez Grzegorza XVI 13 września 1838 (nomin. opublikowana 8 lipca 1839)
- Dearden, John Francis (15 października 1907 – 1 sierpnia 1988) – kreowany przez Pawła VI 28 kwietnia 1969
- Dechamps, Victor-Auguste-Isidore CSsR (6 grudnia 1810 – 29 września 1883) – kreowany przez Piusa IX 15 marca 1875
- Decourtray, Albert (9 kwietnia 1923 – 16 września 1994) – kreowany przez Jana Pawła II 25 maja 1985
- De Donatis, Angelo (ur. 4 stycznia 1954) – kreowany przez Franciszka 28 czerwca 2018
- Degenhardt, Johannes Joachim (31 stycznia 1926 – 25 lipca 2002) – kreowany przez Jana Pawła II 21 lutego 2001

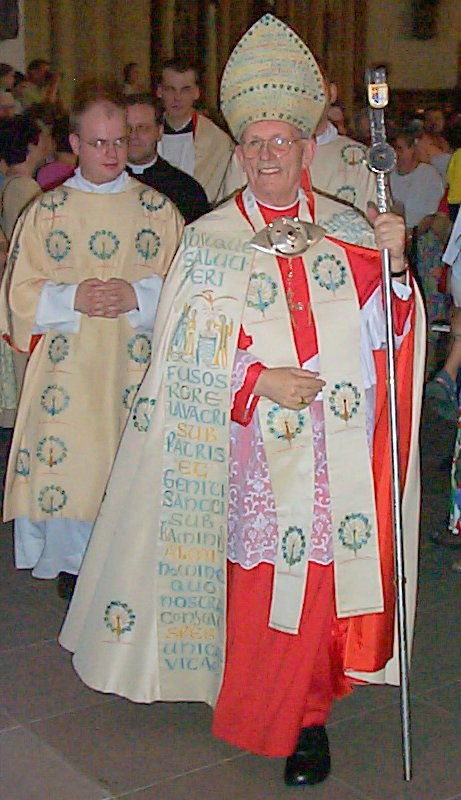
Johannes Joachim kardynał Degenhardt

- De Giorgi, Salvatore (ur. 6 września 1930) – kreowany przez Jana Pawła II 21 lutego 1998
- de Gregorio, Emmanuele (18 grudnia 1758 – 7 listopada 1839) – kreowany przez Piusa VII 8 marca 1816
- De Lai, Gaetano (26 lipca 1853 – 24 października 1928) – kreowany przez Pius X 16 grudnia 1907
- Delargey, Reginald (10 grudnia 1914 – 29 stycznia 1979) – kreowany przez Pawła VI 24 maja 1976
- De la Torre, Carlos María (14 listopada 1873 – 31 lipca 1968) – kreowany przez Piusa XII 12 stycznia 1953
- de La Tour d’Auvergne-Lauraguais, Hugues-Robert-Jean-Charles (14 sierpnia 1768 – 20 lipca 1851) – kreowany przez Grzegorza XVI 23 grudnia 1839
- Del Drago, Luigi (20 czerwca 1776 – 18 kwietnia 1845) – kreowany in pectore przez Grzegorza XVI 30 września 1831 (nomin. opublikowana 2 lipca 1832)
- della Chiesa, Giacomo (21 listopada 1854 – 22 stycznia 1922) – kreowany przez Pius X 25 marca 1914
- della Genga, Annibale (22 sierpnia 1760 – 10 lutego 1829) – kreowany przez Piusa VII 8 marca 1816
- della Genga Sermattei, Gabriel (4 grudnia 1801 – 10 lutego 1861) – kreowany przez Grzegorza XVI 1 lutego 1836
- della Porta, Girolamo (14 listopada 1746 – 5 września 1812) – kreowany przez Piusa VII 23 lutego 1801
- della Porta Rodiani, Giuseppe (5 września 1773 – 18 grudnia 1841) – kreowany in pectore przez Grzegorza XVI 23 czerwca 1834 (nomin. opublikowana 6 kwietnia 1835)
- della Volpe, Francesco Salesio (20 grudnia 1844 – 5 listopada 1916) – kreowany in pectore przez Leona XIII 19 czerwca 1899 (nomin. opublikowana 15 kwietnia 1901)
- Dell’Acqua, Angelo (9 grudnia 1903 – 27 sierpnia 1972) – kreowany przez Pawła VI 26 czerwca 1967
- Dell’Olio, Donato Maria (27 grudnia 1847 – 18 stycznia 1902) – kreowany przez Leona XIII 15 kwietnia 1901
- Delly, Emanuel Karim III (27 września 1927 – 8 kwietnia 2014) – kreowany przez Benedykta XVI 24 listopada 2007
- del Mestri, Guido (13 stycznia 1911 – 2 sierpnia 1993) – kreowany przez Jana Pawła II 28 czerwca 1991
- De Luca, Antonino Saverio (28 października 1805 – 28 grudnia 1883) – kreowany przez Piusa IX 16 marca 1863
- de Magistris, Luigi (23 lutego 1926 – 16 lutego 2022) – kreowany przez Franciszka 14 lutego 2015
- De Paolis, Velasio (19 września 1935 – 9 września 2017) – kreowany przez Benedykta XVI 20 listopada 2010
- de Rohan Chabot, Louis-François-Auguste (29 lutego 1788 – 8 lutego 1833) – kreowany przez Piusa VIII 5 lipca 1830
- Dery, Peter Proeku (10 maja 1918 – 6 marca 2008) – kreowany przez Benedykta XVI 24 marca 2006
- de Simone, Camillo (13 grudnia 1737 – 2 stycznia 1818) – kreowany in pectore przez Piusa VII 8 marca 1816 (nomin. opublikowana 22 lipca 1816)
- de Simone, Domenico (29 listopada 1768 – 9 listopada 1837) – kreowany przez Piusa VIII 15 marca 1830
- Deskur, Andrzej Maria (29 lutego 1924 – 3 września 2011) – kreowany przez Jana Pawła II 25 maja 1985
- Desprez, Florian-Jules (14 kwietnia 1807 – 21 stycznia 1895) – kreowany przez Leona XIII 12 maja 1879
- Despuig y Dameto, Antonio (30 marca 1745 – 2 maja 1813) – kreowany przez Piusa VII 11 lipca 1803
- Dew, John Atcherley (ur. 5 maja 1948) – kreowany przez Franciszka 14 lutego 2015
- Dezza, Paolo (13 grudnia 1901 – 17 grudnia 1999) – kreowany przez Jana Pawła II 28 czerwca 1991
- Di Pietro, Angelo (22 maja 1828 – 5 grudnia 1914) – kreowany przez Leona XIII 16 stycznia 1893
- Di Pietro, Camillo (10 stycznia 1806 – 6 marca 1884) – kreowany in pectore przez Piusa IX 19 grudnia 1853 (nomin. opublikowana 16 czerwca 1856)
- Di Pietro, Michele (18 stycznia 1747 – 2 lipca 1821) – kreowany in pectore przez Piusa VII 23 lutego 1801 (nomin. opublikowana 9 sierpnia 1802)
- Diepenbrock, Melchior von (6 stycznia 1798 – 20 stycznia 1853) – kreowany przez Piusa IX 30 września 1850
- Dias, Ivan (14 kwietnia 1936 – 19 czerwca 2017) – kreowany przez Jana Pawła II 21 lutego 2001
- Dinamio, Romano (335 – ?)
- DiNardo, Daniel (ur. 23 maja 1949) – kreowany przez Benedykta XVI 24 listopada 2007
- d’Isoard, Joachim-Jean-Xavier (23 października 1766 – 7 października 1839) – kreowany przez Leona XII 25 czerwca 1827
- Disocoro – kreowany przez Feliksa IV w 530 roku
- Doi, Peter Tatsuo (22 grudnia 1892 – 21 lutego 1970) – kreowany przez Jana XXIII 28 marca 1960
- Dolan, Timothy (ur. 6 lutego 1950) – kreowany przez Benedykta XVI 18 lutego 2012
- Dolci, Angelo Maria (12 lipca 1867 – 13 września 1939) – kreowany przez Piusa XI 13 marca 1933
- Domenico – kreowany przez Gelazjusza I w 494 roku
- Donnet, François Auguste Ferdinand (16 listopada 1795 – 23 grudnia 1882) – kreowany przez Piusa IX 15 marca 1852
- Doria Pamphili, Giorgio (17 listopada 1772 – 16 listopada 1837) – kreowany in pectore przez Piusa VII 8 marca 1816 (nomin. opublikowana 22 lipca 1816)
- dos Santos, Alexandre José Maria (18 marca 1924 – 29 września 2021) – kreowany przez Jana Pawła II 28 czerwca 1988
- Döpfner, Julius (26 kwietnia 1913 – 24 lipca 1976) – kreowany przez Jana XXIII 15 grudnia 1958
- Dougherty, Denis Joseph (16 sierpnia 1865 – 31 maja 1951) – kreowany przez Benedykta XV 7 marca 1921
- Domno Tusco (? – ?)
- D’Rozario, Patrick CSC (ur. 1 października 1943) – kreowany przez Franciszka 19 listopada 2016
- Dri, Luis Pascual OFMCap – (17 kwietnia 1927 – 30 czerwca 2025) – kreowany przez Franciszka 30 września 2023
- Dubillard, François-Virgil (16 lutego 1845 – 1 grudnia 1914) – kreowany przez Pius X 27 listopada 1911
- Dubois, Louis-Ernest (1 września 1856 – 23 września 1929) – kreowany przez Benedykta XV 4 grudnia 1916
- Dubourg, Auguste-René (30 września ¹ 1842 – 22 września 1921) – kreowany przez Benedykta XV 4 grudnia 1916
- Duka, Dominik OP (ur. 26 kwietnia 1943) – kreowany przez Benedykta XVI 18 lutego 2012
- Dulles, Avery SJ (24 sierpnia 1918 – 12 grudnia 2008) – kreowany przez Jana Pawła II 21 lutego 2001
- Dunajewski, Albin (1 marca 1817 – 18 czerwca 1894) – kreowany przez Leona XIII 23 czerwca 1890
- Dupont, Jacques-Marie-Antoine-Célestin (1 lutego 1792 – 26 maja 1859) – kreowany przez Piusa IX 11 czerwca 1847
- błogosławiony Dusmet, Giuseppe Benedetto OSBCas (15 sierpnia 1818 – 4 kwietnia 1894) – kreowany przez Leona XIII 11 lutego 1889
- Duval, Léon-Etienne (9 listopada 1903 – 30 maja 1996) – kreowany przez Pawła VI 22 lutego 1965
- Dziwisz, Stanisław (ur. 27 kwietnia 1939) – kreowany przez Benedykta XVI 24 marca 2006

¹ – według innych źródeł 1 października
   (wróć do indeksu)

## E
- Echeverría Ruiz, Bernardino O. F. M. (12 listopada 1912 – 6 kwietnia 2000) – kreowany przez Jana Pawła II 26 listopada 1994
- Egan, Edward (2 kwietnia 1932 – 5 marca 2015) – kreowany przez Jana Pawła II 21 lutego 2001
- Ehrle, Franziskus SJ (17 października 1845 – 31 marca 1934) – kreowany przez Piusa XI 11 grudnia 1922
- Eijk, Willem Jacobus (ur. 22 czerwca 1953) – kreowany przez Benedykta XVI 18 lutego 2012
- Ekandem, Dominic Ignatius (1917 – 24 listopada 1995) – kreowany przez Pawła VI 24 maja 1976
- Enrique y Tarancón, Vicente (14 maja 1907 – 28 listopada 1994) – kreowany przez Pawła VI 28 kwietnia 1969
- Epifanio – kreowany przez Gelazjusza I w 494 roku
- Epifanio – kreowany przez Gelazjusza I w 494 roku
- Epifanio – kreowany przez Symmachusa w 499 roku
- Ercolani, Luigi (17 października 1758 – 10 grudnia 1825) – kreowany in pectore przez Piusa VII 8 marca 1816 (nomin. opublikowana 22 lipca 1816)
- Erdö, Péter (ur. 25 czerwca 1952) – kreowany przez Jana Pawła II 21 października 2003
- Errázuriz Ossa, z Ojców Schönstatt, Francisco Javier (ur. 5 września 1933) – kreowany przez Jana Pawła II 21 lutego 2001
- Erskine, Charles (13 lutego 1739 – 20 marca 1811) – kreowany in pectore przez Piusa VII 23 lutego 1801 (nomin. opublikowana 17 stycznia 1803)
- Estepa Llaurens, José Manuel (1 stycznia 1926 – 21 lipca 2019) – kreowany przez Benedykta XVI 20 listopada 2010
- Etchegaray, Roger (25 września 1922 – 4 września 2019) – kreowany przez Jana Pawła II 30 czerwca 1979
- Etsou-Nzabi-Bamungwabi, Frédéric CICM (3 grudnia 1930 – 6 stycznia 2007) – kreowany przez Jana Pawła II 28 czerwca 1991
- Eyt, Pierre Louis (4 czerwca 1934 – 11 czerwca 2001) – kreowany przez Jana Pawła II 26 listopada 1994
- Ezzati Andrello, Ricardo (ur. 7 stycznia 1942) – kreowany przez Franciszka 22 lutego 2014

   (wróć do indeksu)

## F
- Fagiolo, Vincenzo (5 lutego 1918 – 22 września 2000) – kreowany przez Jana Pawła II 26 listopada 1994
- Falcão, José Freire (23 października 1925 – 26 września 2021) – kreowany przez Jana Pawła II 28 czerwca 1988
- Falcinelli Antoniacci, Mariano OSBCas (16 listopada 1806 – 29 maja 1874) – kreowany przez Piusa IX 22 grudnia 1873
- Falconieri Mellini, Chiarissimo (25 września 1794 – 22 sierpnia 1859) – kreowany przez Grzegorza XVI 12 lutego 1838
- Falconio, Diomede O. F. M. (20 września 1842 – 8 lutego 1917) – kreowany przez Pius X 27 listopada 1911
- Falloux du Coudray, Frédéric de (15 sierpnia 1815 – 22 czerwca 1884) – kreowany przez Piusa IX 12 marca 1877
- Falzacappa, Giovanni Francesco (7 kwietnia 1767 – 18 listopada 1840) – kreowany przez Piusa VII 10 marca 1823
- Farina, Raffaele SDB (ur. 24 września 1933) – kreowany przez Benedykta XVI 24 listopada 2007
- Farley, John Murphy (20 kwietnia 1842 – 17 września 1918) – kreowany przez Pius X 27 listopada 1911
- Farrell, Kevin (ur. 2 września 1947) – kreowany przez Franciszka 19 listopada 2016
- Fasolino, Nicolás (3 stycznia 1887 – 13 sierpnia 1969) – kreowany przez Pawła VI 26 czerwca 1967
- Faulhaber, Michael von (5 marca 1869 – 12 czerwca 1952) – kreowany przez Benedykta XV 7 marca 1921
- Felice – kreowany przez Gelazjusza I w 492 lub 494 roku
- święty Felice – kreowany przez Hormizdasa w 515 roku
- Felici, Angelo (26 lipca 1919 – 17 czerwca 2007) – kreowany przez Jana Pawła II 28 czerwca 1988
- Felici, Pericle (1 sierpnia 1911 – 22 marca 1982) – kreowany przez Pawła VI 26 czerwca 1967
- Felix, Kelvin (15 lutego 1933 – 30 maja 2024) – kreowany przez Franciszka 22 lutego 2014
- Feltin, Maurice (15 maja 1883 – 27 września 1975) – kreowany przez Piusa XII 12 stycznia 1953

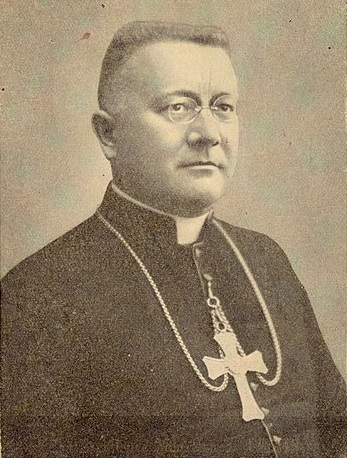
Maurice kardynał Feltin

- Fernandez, Anthony Soter (22 kwietnia 1932 – 28 października 2020) – kreowany przez Franciszka 19 listopada 2016
- Fernández, Victor Manuel (ur. 18 lipca 1962) – kreowany przez Franciszka 30 września 2023
- Fernández Artime, Ángel SDB (ur. 21 sierpnia 1960) – kreowany przez Franciszka 30 września 2023
- Feroci, Enrico (ur. 27 sierpnia 1940) – kreowany przez Franciszka 28 listopada 2020
- Ferrão, Filipe Neri (ur. 20 stycznia 1953) – kreowany przez Franciszka 27 sierpnia 2022
- Ferrari, Andrea Carlo (13 sierpnia 1850 – 2 lutego 1921) – kreowany przez Leona XIII 18 maja 1894
- Ferrata, Domenico (4 marca 1847 – 10 października 1914) – kreowany przez Leona XIII 22 czerwca 1896
- Ferrero della Marmora, Teresio Maria Carlo Vittorio (15 października 1757 – 31 grudnia 1831) – kreowany przez Leona XII 27 września 1824
- Ferretti, Gabriele (31 stycznia 1795 – 13 września 1860) – kreowany in pectore przez Grzegorza XVI 30 listopada 1838 (nomin. opublikowana 8 lipca 1839)
- Ferretto, Giuseppe Antonio (9 marca 1899 – 17 marca 1973) – kreowany przez Jana XXIII 16 stycznia 1961
- Ferrieri, Innocenzo (14 września 1810 – 13 stycznia 1887) – kreowany przez Piusa IX 13 marca 1868
- Fesch, Joseph (3 stycznia 1763 – 13 maja 1839) – kreowany przez Piusa VII 17 stycznia 1803
- Fieschi, Adriano (7 marca 1788 – 6 lutego 1858) – kreowany in pectore przez Grzegorza XVI 23 czerwca 1834 (nomin. opublikowana 13 września 1838)
- Fietta, Giuseppe (6 listopada 1883 – 1 października 1960) – kreowany przez Jana XXIII 15 grudnia 1958
- Filipiak, Bolesław (1 września 1901 – 14 października 1978) – kreowany przez Pawła VI 24 maja 1976
- Filoni, Fernando (ur. 15 kwietnia 1946) – kreowany przez Benedykta XVI 18 lutego 2012
- Firrao, Giuseppe (20 lipca 1736 – 24 stycznia 1830) – kreowany przez Piusa VII 23 lutego 1801
- Fischer, Anton Hubert (30 maja 1840 – 30 lipca 1912) – kreowany przez Leona XIII 22 czerwca 1903
- Fitzgerald, Michael Louis M.Afr (ur. 17 sierpnia 1937) – kreowany przez Franciszka 5 października 2019
- Flahiff, George Bernard CSB (26 października 1905 – 22 sierpnia 1989) – kreowany przez Pawła VI 28 kwietnia 1969
- Flavio Severo (? – ?)
- Florit, Ermenegildo (5 lipca 1901 – 8 grudnia 1985) – kreowany przez Pawła VI 22 lutego 1965
- Foley, John Patrick (11 listopada 1935 – 11 grudnia 2011) – kreowany przez Benedykta XVI 24 listopada 2007
- Fontana, Francesco CRSP (28 sierpnia 1750 – 19 marca 1822) – kreowany przez Piusa VII 8 marca 1816
- Fornari, Raffaele (23 stycznia 1787 – 15 czerwca 1854) – kreowany in pectore przez Piusa IX 21 grudnia 1846 (nomin. opublikowana 30 września 1850)
- Forni, Efrem (10 stycznia 1889 – 26 lutego 1976) – kreowany przez Jana XXIII 19 marca 1962
- Fossati, Maurilio OSSGCN (24 maja 1876 – 30 marca 1965) – kreowany przez Piusa XI 13 marca 1933
- Foulon, Joseph-Alfred (29 kwietnia 1823 – 23 stycznia 1893) – kreowany przez Leona XIII 24 maja 1889
- Franchi, Alessandro (25 czerwca 1819 – 31 lipca 1878) – kreowany przez Piusa IX 22 grudnia 1873
- święty Frangipane, Felice Anicio (? – ?)
- Francica-Nava di Bontifé, Giuseppe (23 lipca 1846 – 7 grudnia 1928) – kreowany przez Leona XIII 19 czerwca 1899
- Francis, Sebastian (ur. 11 listopada 1951) – kreowany przez Franciszka 30 września 2023
- Fransoni, Giacomo Filippo (10 grudnia 1775 – 20 kwietnia 1856) – kreowany przez Leona XII 2 października 1826
- Franzelin, Johannes Baptiste S.J. (15 kwietnia 1816 – 11 grudnia 1886) – kreowany przez Piusa IX 3 kwietnia 1876
- Freeman, James Darcy (19 listopada 1907 – 16 marca 1991) – kreowany przez Pawła VI 5 marca 1973
- Fresno Larrain, Juan Francisco (26 lipca 1914 – 14 października 2004) – kreowany przez Jana Pawła II 25 maja 1985
- Frezza, Fortunato (ur. 6 lutego 1942) – kreowany przez Franciszka 27 sierpnia 2022
- Frezza, Luigi (27 maja 1783 – 14 października 1837) – kreowany in pectore przez Grzegorza XVI 23 czerwca 1834 (nomin. opublikowana 11 lipca 1836)
- Frings, Joseph (6 lutego 1887 – 17 grudnia 1978) – kreowany przez Piusa XII 18 lutego 1946
- Frosini, Antonio Maria (8 sierpnia 1751 – 8 lipca 1834) – kreowany przez Piusa VII 10 marca 1823
- Frühwirth, Andrew Franz OP (21 sierpnia 1845 – 9 lutego 1933) – kreowany przez Benedykta XV 6 grudnia 1915
- Fumasoni Biondi, Pietro (4 września 1872 – 12 lipca 1960) – kreowany przez Piusa XI 13 marca 1933
- Furno, Carlo (2 grudnia 1921 – 9 grudnia 2015) – kreowany przez Jana Pawła II 26 listopada 1994
- Fürstenberg, Friedrich Egon von (8 października 1813 – 20 sierpnia 1892) – kreowany przez Leona XIII 12 maja 1879
- Fürstenberg, Maximilien de (23 października 1904 – 22 września 1988) – kreowany przez Pawła VI 26 czerwca 1967

   (wróć do indeksu)

## G
- Gabrielli, Giulio (20 lipca 1748 – 26 września 1822) – kreowany przez Piusa VII 23 lutego 1801
- Gagnon, Edouard PSS (ur. 15 stycznia 1918) – kreowany przez Jana Pawła II 25 maja 1985
- Gaisruck, Karl Kajetan (7 sierpnia 1769 – 19 listopada 1846) – kreowany przez Leona XII 27 września 1824
- Galeati, Sebastiano (8 lutego 1822 – 25 stycznia 1901) – kreowany przez Leona XIII 23 czerwca 1890
- Galen, Clemens August von (16 marca 1878 – 22 marca 1946) – kreowany przez Piusa XII 18 lutego 1946
- Galimberti, Luigi (26 kwietnia 1835 – 7 maja 1896) – kreowany przez Leona XIII 16 stycznia 1893
- Gallarati Scotti, Giovanni Filippo (25 lutego 1747 – 6 października 1819) – kreowany przez Piusa VII 23 lutego 1801
- Galleffi, Pietro Francesco (27 października 1770 – 18 czerwca 1837) – kreowany przez Piusa VI 11 lipca 1803
- Galli, Aurelio (26 lutego 1866 – 26 marca 1929) – kreowany przez Piusa XI 30 grudnia 1923
- Gamba, Giuseppe (25 kwietnia 1857 – 26 grudnia 1929) – kreowany przez Piusa XI 20 grudnia 1926
- Gamberini, Antonio Domenico (31 października 1761 – 25 kwietnia 1841) – kreowany przez Leona XII 15 grudnia 1828
- Gambetti, Mauro OFMConv. (ur. 27 października 1965) – kreowany przez Franciszka 28 listopada 2020
- Ganglbauer, Cölestin OSB. (20 sierpnia 1817 – 14 grudnia 1889) – kreowany przez Leona XIII 10 listopada 1884
- Gantin, Bernardin (8 maja 1922 – 13 maja 2008) – kreowany przez Pawła VI 27 czerwca 1977
- García Cuesta, Miguel (6 października 1803 – 14 kwietnia 1873) – kreowany przez Piusa IX 27 września 1861
- Garcia-Gasco Vicente, Agustin (12 lutego 1931 – 1 maja 2011) – kreowany przez Benedykta XVI 24 listopada 2007
- García Gil, Manuel S.P. (14 marca 1802 – 28 kwietnia 1881) – kreowany przez Piusa IX 12 marca 1877
- García Rodríguez, Juan de la Caridad (ur. 11 lipca 1948) – kreowany przez Franciszka 5 października 2019
- Gardoqui Arriquíbar, Francisco Antonio Javier de (9 października 1747 – 27 stycznia 1820) – kreowany przez Piusa VII 8 marca 1816
- Garibi y Rivera, José (30 stycznia 1889 – 27 maja 1972) – kreowany przez Jana XXIII 15 grudnia 1958
- Garrone, Gabriel-Marie (12 października 1901 – 15 stycznia 1994) – kreowany przez Pawła VI 26 czerwca 1967
- Gasparri, Enrico (25 lipca 1871 – 20 maja 1946) – kreowany przez Piusa XI 14 grudnia 1925
- Gasparri, Pietro (5 maja 1852 – 18 listopada 1934) – kreowany przez Pius X 16 grudnia 1907
- Gasquet, Francis Aidan OSB (5 października 1946 – 5 kwietnia 1929) – kreowany przez Pius X 25 marca 1914
- Gaude, Francesco S.P. (5 kwietnia 1809 – 14 grudnia 1860) – kreowany przez Piusa IX 17 grudnia 1855
- Gazzola, Bonaventura O.F.M. (21 kwietnia 1744 – 29 stycznia 1832) – kreowany przez Leona XII 3 maja 1824
- Gazzoli, Ludovico (18 marca 1774 – 12 lutego 1858) – kreowany in pectore przez Grzegorza XVI 30 września 1831 (nomin. opublikowana 2 lipca 1832)
- Gazzoli, Luigi (4 maja 1735 – 23 stycznia 1809) – kreowany in pectore przez Piusa VII 16 maja 1803 (nomin. opublikowana 11 lipca 1803)
- Geissel, Johannes von (5 lutego 1796 – 8 września 1964) – kreowany przez Piusa IX 30 września 1850
- Gennari, Casimiro (29 grudnia 1839 – 31 stycznia 1914) – kreowany przez Leona XIII 15 kwietnia 1901
- George, Francis OMI (16 stycznia 1937 – 17 kwietnia 2015) – kreowany przez Jana Pawła II 21 lutego 1998
- Gerlier, Pierre-Marie (1 stycznia 1880 – 17 stycznia 1965) – kreowany przez Piusa XI 13 grudnia 1937
- Ghattas, Stéphanos II CM (16 stycznia 1920 – 20 stycznia 2009) – kreowany przez Jana Pawła II 21 lutego 2001
- Ghirlanda, Gianfranco SJ (ur. 5 lipca 1942) – kreowany przez Franciszka 27 sierpnia 2022
- Giannelli, Pietro (11 sierpnia 1807 – 5 listopada 1881) – kreowany przez Piusa IX 15 marca 1875
- Gibbons, James (23 lipca 1834 – 24 marca 1921) – kreowany przez Leona XIII 7 czerwca 1886
- Gilroy, Norman Thomas (22 stycznia 1896 – 21 października 1977) – kreowany przez Piusa XII 18 lutego 1946
- Ginesio (? – ?)
- Giobbe, Paolo (10 stycznia 1880 – 14 kwietnia 1972) – kreowany przez Jana XXIII 15 grudnia 1958
- Giordani, Luigi (13 października 1822 – 21 kwietnia 1893) – kreowany przez Leona XIII 14 marca 1887
- Giordano, Michele (26 września 1930 – 2 grudnia 2010) – kreowany przez Jana Pawła II 28 czerwca 1988
- Giorgi, Oreste (19 maja 1856 – 30 grudnia 1924) – kreowany przez Benedykta XV 4 grudnia 1916
- Giovanni – kreowany przez Gelazjusza I w 494 roku
- Epifanio – kreowany przez Symmachusa w 499 roku
- święty Giovanni – (? – 18 maja 526) – kreowany przez Gelazjusza I w 495 roku
- Giovanni, Celio – kreowany przez Gelazjusza I w 494 roku
- Giovanni, Celio – kreowany przez Symmachusa w 514 roku
- Gioviano – kreowany przez Gelazjusza I w 494 roku
- Giraud, Pierre (11 sierpnia 1791 – 17 kwietnia 1850) – kreowany przez Piusa IX 11 czerwca 1847
- święty Girolamo (366 – 30 września 420)
- Giudice Caracciolo, Filippo COr (27 marca 1785 – 29 stycznia 1844) – kreowany przez Grzegorza XVI 29 lipca 1833
- Giustini, Filippo (8 maja 1852 – 17 marca ¹ 1920) – kreowany przez Pius X 25 marca 1914
- Giustiniani, Alessandro (3 lutego 1778 – 11 października 1843) – kreowany in pectore przez Grzegorza XVI 30 września 1831 (nomin. opublikowana 2 lipca 1832)

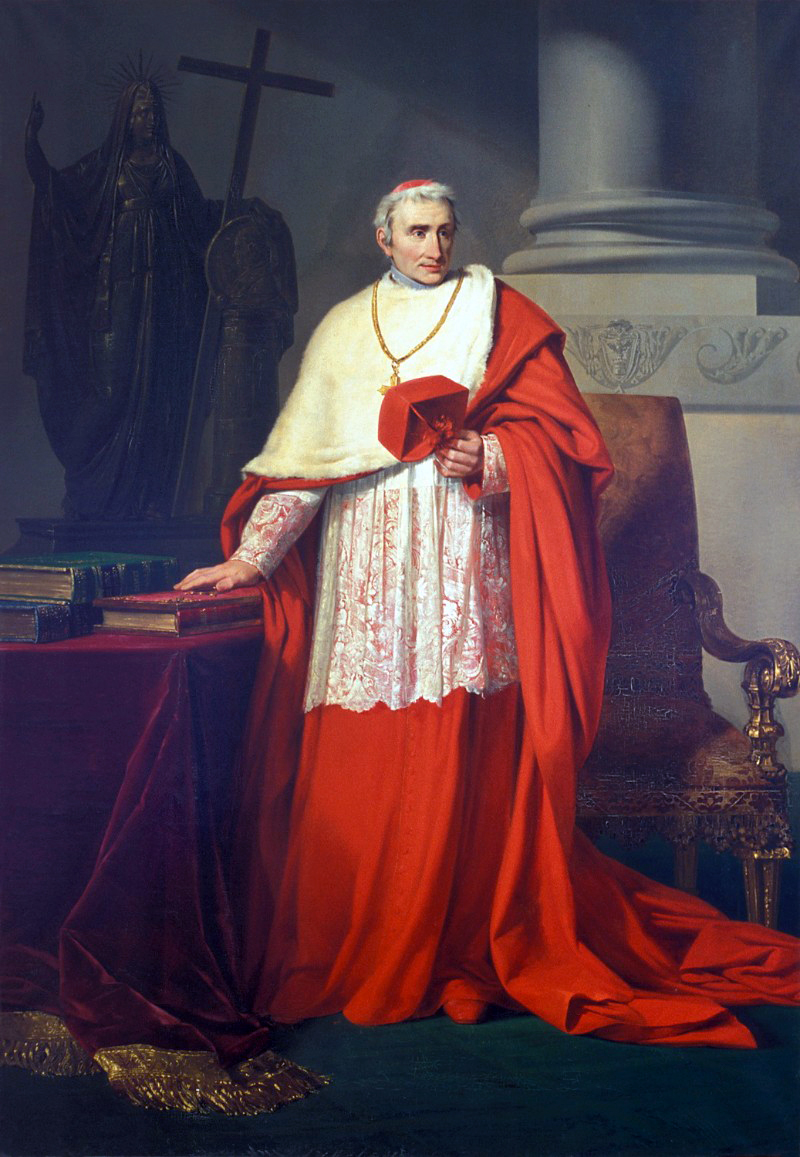
Giacomo kardynał Giustiniani

- Giustiniani, Giacomo (20 grudnia 1769 – 24 lutego 1843) – kreowany przez Leona XII 2 października 1826
- Gizzi, Tommaso Pasquale (22 września 1787 – 3 czerwca 1849) – kreowany in pectore przez Grzegorza XVI 12 lipca 1841 (nomin. opublikowana 22 stycznia 1844)
- Glemp, Józef (18 grudnia 1929 – 23 stycznia 2013) – kreowany przez Jana Pawła II 2 lutego 1983
- Glennon, John (14 czerwca 1862 – 9 marca 1946) – kreowany przez Piusa XII 18 lutego 1946
- Godfrey, William (25 września 1889 – 22 stycznia 1963) – kreowany przez Jana XXIII 15 grudnia 1958
- Goh, William (ur. 25 czerwca 1957) – kreowany przez Franciszka 27 sierpnia 2022
- Gomá y Tomá, Isidro (19 kwietnia 1869 – 22 kwietnia 1940) – kreowany przez Piusa XI 16 grudnia 1935
- Gomes Furtado, Arlindo (ur. 15 listopada 1949) – kreowany przez Franciszka 14 lutego 2015
- Gonella, Matteo Eustachio (20 września 1811 – 15 kwietnia 1870) – kreowany przez Piusa IX 13 marca 1868
- González Martín, Marcelo (16 stycznia 1918 – 25 kwietnia 2004) – kreowany przez Pawła VI 5 marca 1973
- González y Díaz Tuñón, Zeferino OP (28 stycznia 1831 – 29 listopada 1894) – kreowany przez Leona XIII 10 listopada 1884
- González Zumárraga, Antonio José (18 marca 1925 – 13 października 2008) – kreowany przez Jana Pawła II 21 lutego 2001
- Goossens, Pierre-Lambert (18 lipca 1827 – 25 stycznia 1906) – kreowany przez Leona XIII 24 maja 1889
- Gordiano – kreowany przez Gelazjusza I w 495 roku
- Gori-Merosi, Carmine (15 lutego 1810 – 15 września 1886) – kreowany przez Leona XIII 10 listopada 1884
- Gotti, Girolamo Maria OCD (29 marca 1834 – 19 marca 1916) – kreowany przez Leona XIII 29 listopada 1895
- Gousset, Thomas (1 maja 1792 – 22 grudnia 1866) – kreowany przez Piusa IX 30 września 1850
- Gouveia, Teódosio Clemente de (13 maja 1889 – 6 lutego 1962) – kreowany przez Piusa XII 18 lutego 1946
- Gouyon, Paul (24 października 1910 – 26 września 2000) – kreowany przez Pawła VI 28 kwietnia 1969
- Gracias, Oswald (ur. 24 grudnia 1944) – kreowany przez Benedykta XVI 24 listopada 2007
- Gracias, Valerian (23 października 1901 – 11 września 1978) – kreowany przez Piusa XII 12 stycznia 1953
- Graniello, Giuseppe Maria C.R.S.P. (8 lutego 1834 – 8 stycznia 1896) – kreowany przez Leona XIII 12 czerwca 1893
- Granito Pignatelli di Belmonte, Gennaro (10 kwietnia 1851 – 16 lutego 1948) – kreowany przez Pius X 27 listopada 1911
- Grano, Carlo (14 września 1887 – 2 kwietnia 1976) – kreowany przez Pawła VI 26 czerwca 1967
- Grassellini, Gaspare (19 stycznia 1796 – 16 września 1875) – kreowany przez Piusa IX 16 czerwca 1856
- Gravina, Pietro (16 grudnia 1749 – 6 grudnia 1830) – kreowany przez Piusa VII 8 marca 1816
- Gray, Gordon Joseph (10 sierpnia 1910 – 19 lipca 1993) – kreowany przez Pawła VI 28 kwietnia 1969
- Grech, Mario (ur. 20 lutego 1957) – kreowany przez Franciszka 28 listopada 2020
- Grech, Prosper OSA (24 grudnia 1925 – 30 grudnia 2019) – kreowany przez Benedykta XVI 18 lutego 2012
- Grégoire, Paul (24 października 1911 – 30 września 1993) – kreowany przez Jana Pawła II 28 czerwca 1988
- Gregory, Wilton (ur. 7 grudnia 1947) – kreowany przez Franciszka 28 listopada 2020
- Grente, Georges-François-Xavier-Marie (5 maja 1872 – 5 maja 1959) – kreowany przez Piusa XII 12 stycznia 1953
- Griffin, Bernard (21 lutego 1899 – 20 sierpnia 1956) – kreowany przez Piusa XII 18 lutego 1946
- Grillmeier, Alois SJ (1 stycznia 1910 – 13 września 1998) – kreowany przez Jana Pawła II 26 listopada 1994
- Grimaldi, Nicola (19 lipca 1768 – 12 stycznia 1845) – kreowany przez Grzegorza XVI 20 stycznia 1834
- Grocholewski, Zenon (11 października 1939 – 17 lipca 2020) – kreowany przez Jana Pawła II 21 lutego 2001
- Groër, Hans Hermann OSB (13 października 1919 – 24 marca 2003) – kreowany przez Jana Pawła II 28 czerwca 1988
- Gruscha, Anton Josef (3 listopada 1820 – 5 sierpnia 1911) – kreowany przez Leona XIII 1 czerwca 1891
- Guarino, Giuseppe (6 marca 1827 – 22 września 1897) – kreowany przez Leona XIII 16 stycznia 1893
- Guerri, Sergio (25 grudnia 1905 – 15 marca 1992) – kreowany przez Pawła VI 28 kwietnia 1969
- Guerrieri Gonzaga, Cesare (2 marca 1749 – 5 lutego 1832) – kreowany przez Piusa VII 27 września 1819
- Guevara, Juan Gualberto (12 lipca 1882 – 27 listopada 1954) – kreowany przez Piusa XII 18 lutego 1946
- Gugerotti, Claudio – (ur. 7 października 1955) – kreowany przez Franciszka 30 września 2023
- Guibert, Joseph-Hippolyte OMI (13 grudnia 1802 – 8 lipca 1886) – kreowany przez Piusa IX 22 grudnia 1873
- Guidi, Filippo Maria S.P. (18 lipca 1815 – 27 lutego 1879) – kreowany przez Piusa IX 16 marca 1863
- Guidobono Cavalchini, Francesco (4 grudnia 1755 – 5 grudnia 1828) – kreowany in pectore przez Piusa VII 24 sierpnia 1807 (nomin. opublikowana 6 kwietnia 1818
- Guilbert, Aimé-Victor-François (15 listopada 1812 – 16 sierpnia 1889) – kreowany przez Leona XIII 24 maja 1889
- Guisasola y Menéndez, Victoriano (21 kwietnia 1852 – 2 września 1920) – kreowany przez Pius X 25 marca 1914
- Gulbinowicz, Henryk Roman (17 października 1923 – 16 listopada 2020) – kreowany przez Jana Pawła II 25 maja 1985
- Gusmini, Giorgio (9 grudnia 1855 – 24 sierpnia 1921) – kreowany przez Benedykta XV 6 grudnia 1915
- Gut, Benno OSB (1 kwietnia 1897 – 8 grudnia 1970) – kreowany przez Pawła VI 26 czerwca 1967
- Guyot, Louis-Jean (7 lipca 1905 – 1 sierpnia 1988) – kreowany przez Pawła VI 5 marca 1973

¹ – według innych źródeł 18 marca.
   (wróć do indeksu)

## H
- Habsburg-Lotharingen, Rudolf Johann (8 stycznia 1788 – 24 lipca 1831) – kreowany przez Piusa VII 4 czerwca 1819
- Häffelin, Johann Casimir von (3 stycznia 1737 – 27 sierpnia 1827) – kreowany przez Piusa VII 6 kwietnia 1818
- Haller, Johannes (30 kwietnia 1825 – 5 maja 1900) – kreowany przez Leona XIII 29 listopada 1895
- Hamao, Stephen Fumio (9 marca 1930 – 8 listopada 2007) – kreowany przez Jana Pawła II 21 października 2003
- Hamer, Jean-Jéróme (1 czerwca 1916 – 2 grudnia 1996) – kreowany przez Jana Pawła II 25 maja 1985
- Hardjoatmodjo, Ignatius Suharyo (ur. 9 lipca 1950) – kreowany przez Franciszka 5 października 2019
- Hartmann, Felix von (20 listopada 1867 – 4 września 1938) – kreowany przez Piusa X 25 marca 1914
- Harvey, James Michael (ur. 20 października 1949) – kreowany przez Benedykta XVI 24 listopada 2012
- Hassoun, Andon Bedros IX (15 czerwca 1809 – 28 lutego 1884) – kreowany przez Leona XIII 13 grudnia 1880
- Haulik Váralyai, Juraj (20 kwietnia 1788 – 11 maja 1869) – kreowany przez Piusa IX 16 czerwca 1856

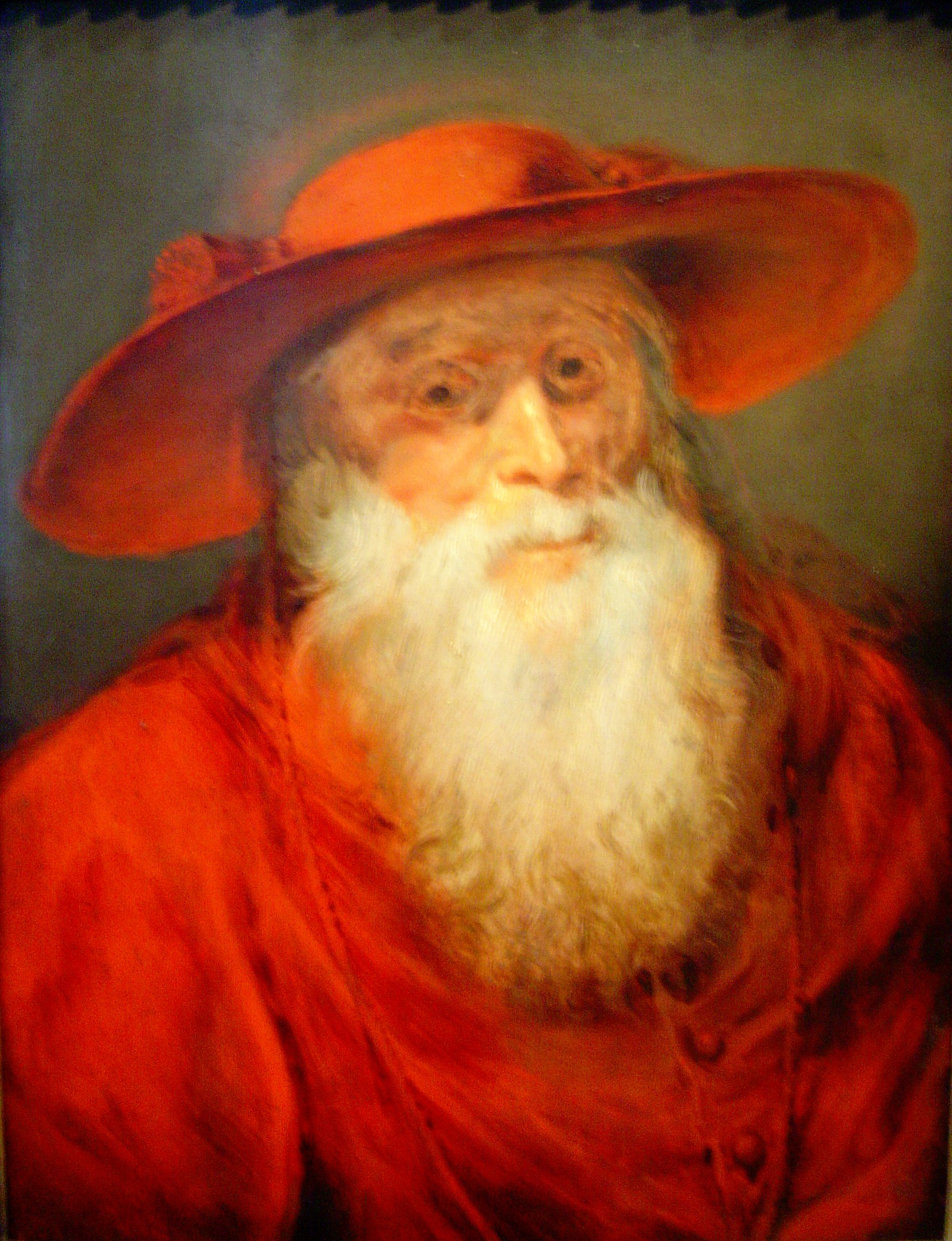
św. Hieronim uważany tradycyjnie za kardynała – Peter Paul Rubens, 1625-1630

- Hayes, Patrick Joseph (20 listopada 1867 – 4 września 1938) – kreowany przez Piusa XI 24 marca 1924
- Haynald, Lajos (3 października 1816 – 4 lipca 1891) – kreowany przez Leona XIII 12 maja 1879
- Heard, William Theodore (24 lutego 1884 – 16 września 1973) – kreowany przez Jana XXIII 14 grudnia 1959
- Heenan, John (26 stycznia 1905 – 7 listopada 1975) – kreowany przez Pawła VI 22 lutego 1965
- Hengsbach, Franz (10 września 1910 – 24 czerwca 1991) – kreowany przez Jana Pawła II 28 czerwca 1988
- Henriques de Carvalho, Guilherme (1 lutego 1793 – 15 listopada 1857) – kreowany przez Grzegorza XVI 19 stycznia 1846
- Hergenröther, Joseph (15 września 1824 – 3 października 1890) – kreowany przez Leona XIII 12 maja 1879
- Herranz Casado, Julián (ur. 31 marca 1930) – kreowany przez Jana Pawła II 21 października 2003
- Herrera Oria, Ángel (19 grudnia 1886 – 28 lipca 1968) – kreowany przez Pawła VI 22 lutego 1965
- Herrero y Espinosa de los Monteros, Sebastián COr (20 stycznia 1822 – 9 grudnia 1903) – kreowany przez Leona XIII 22 czerwca 1903
- Hickey, James Aloysius (11 października 1920 – 24 października 2004) – kreowany przez Jana Pawła II 28 czerwca 1988

- św. Hieronim

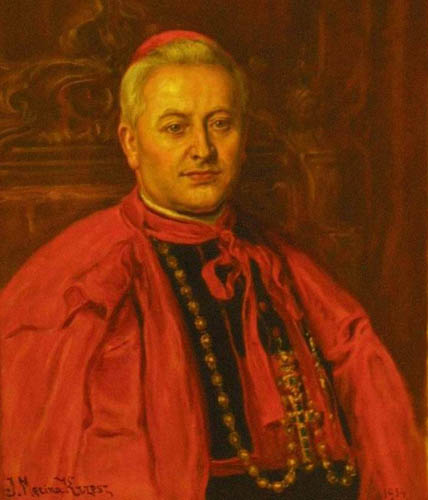
August kardynał Hlond

- Hinsley, Arthur (25 sierpnia 1865 – 17 marca 1943) – kreowany przez Piusa XI 13 grudnia 1937
- Hlond, August SDB (5 lipca 1881 – 22 października 1948) – kreowany przez Piusa XI 20 czerwca 1927
- Höffner, Joseph (24 grudnia 1906 – 16 października 1987) – kreowany przez Pawła VI 28 kwietnia 1969
- Hohenlohe-Schillingsfürst, Gustav Adolf von (26 lutego 1823 – 30 października 1896) – kreowany przez Piusa IX 22 czerwca 1866
- Hollerich, Jean-Claude SJ (ur. 9 sierpnia 1958) – kreowany przez Franciszka 5 października 2019
- Honoré, Jean (13 sierpnia 1920 – 28 lutego 2013) – kreowany przez Jana Pawła II 21 lutego 2001
- Hornig, Károly (10 sierpnia ¹ 1840 – 9 lutego 1917) – kreowany przez Pius X 2 grudnia 1912
- błogosławiony Hossu, Iuliu (30 stycznia 1885 – 28 maja 1970)
- Howard of Norfolk, Edward Henry (13 lutego 1829 – 16 września 1892) – kreowany przez Piusa IX 12 marca 1877
- Hume, Basil OSB (2 marca 1923 – 17 czerwca 1999) – kreowany przez Pawła VI 24 maja 1976
- Hummes, Cláudio OFM (8 sierpnia 1934 – 4 lipca 2022) – kreowany przez Jana Pawła II 21 lutego 2001
- Husar, Lubomyr MSU (26 lutego 1933 – 31 maja 2017) – kreowany przez Jana Pawła II 21 lutego 2001

¹ – według innych źródeł 15 stycznia.
   (wróć do indeksu)

## I
- Illirico Pietro (? – ?)
- Ilario – kreowany przez Gelazjusza I w 494 roku
- Ilundain y Esteban, Eustaquio (20 września 1862 – 10 sierpnia 1937) – kreowany przez Piusa XI 30 marca 1925
- Inguanzo Rivero, Pedro (22 grudnia 1764 – 30 stycznia 1836) – keowany przez Leona XII 20 grudnia 1824
- Innitzer, Theodor (25 grudnia 1875 – 9 października 1955) – kreowany przez Piusa XI 13 marca 1933
- Innocenti, Antonio (23 sierpnia 1915 – 6 września 2008) – kreowany przez Jana Pawła II 25 maja 1985

   (wróć do indeksu)

## J
- Jacobini, Angelo (25 kwietnia 1825–2 lub 3 marca 1886) – kreowany przez Leona XIII 27 marca 1882
- Jacobini, Domenico Maria (3 września 1837 – 1 lutego 1900) – kreowany przez Leona XIII 22 czerwca 1896
- Jacobini, Lodovico (6 stycznia 1832 – 28 lutego 1887) – kreowany przez Leona XIII 19 września 1879
- Jäger, Lorenz (23 września 1892 – 1 kwietnia 1975) – kreowany przez Pawła VI 22 lutego 1965
- Javierre Ortas, Antonio María (21 lutego 1921 – 1 lutego 2007) – kreowany przez Jana Pawła II 28 czerwca 1988
- Jaworski, Marian (21 sierpnia 1926 – 5 września 2020) – kreowany in pectore przez Jana Pawła II 21 lutego 1998 (nomin. opublikowana 21 lutego 2001)
- Jiménez Carvajal, Jorge Enrique CIM (ur. 29 marca 1942) – kreowany przez Franciszka 27 sierpnia 2022
- Jong, Jan de (10 września 1885 – 8 września 1955) – kreowany przez Piusa XII 18 lutego 1946
- Joos, Gustaaf (5 lipca 1923 – 2 listopada 2004) – kreowany przez Jana Pawła II 21 października 2003
- Jorio, Alberto di (18 lipca 1884 – 5 września 1979) – kreowany przez Jana XXIII 15 grudnia 1958
- Jorio, Domenico (7 października 1867 – 21 października 1954) – kreowany przez Piusa XI 16 grudnia 1935
- Journet, Charles (26 stycznia 1891 – 15 kwietnia 1975) – kreowany przez Pawła VI 22 lutego 1965
- Jubany Arnau, Narciso (12 sierpnia 1913 – 26 grudnia 1996) – kreowany przez Pawła VI 5 marca 1973
- Jullien, André-Damien-Ferdinand PSS (25 października 1882 – 11 stycznia 1964) – kreowany przez Jana XXIII 15 grudnia 1958

   (wróć do indeksu)

## K
- Kakowski, Aleksander (5 lutego 1862 – 30 grudnia 1938) – kreowany przez Benedykta XV 15 grudnia 1919
- Kambanda, Antoine (ur. 10 listopada 1958) – kreowany przez Franciszka 28 listopada 2020
- Karlic, Estanislao Esteban (7 lutego 1926 – 8 sierpnia 2025) – kreowany przez Benedykta XVI 24 listopada 2007
- Kašpar, Karel 16 maja (1870 – 21 kwietnia 1941) – kreowany przez Piusa XI 16 grudnia 1935
- Kasper, Walter (ur. 5 marca 1933) – kreowany przez Jana Pawła II 21 lutego 2001
- Katschthaler, Johannes Baptist (29 maja 1832 – 27 lutego 1914) – kreowany przez Leona XIII 22 czerwca 1903
- Keeler, William (4 marca 1931 – 23 marca 2017) – kreowany przez Jana Pawła II 26 listopada 1994
- Kesel, Josef De (ur. 17 czerwca 1947) – kreowany przez Franciszka 19 listopada 2016
- Khoarai, Sebastian Koto OMI (11 września 1929 – 17 kwietnia 2021) – kreowany przez Franciszka 19 listopada 2016
- Khoraiche, Antoine-Pierre (20 września 1907 – 19 sierpnia 1994) – kreowany przez Jana Pawła II 2 lutego 1983
- Kikuchi, Tarcisio Isao S.V.D. (ur. 1 listopada 1958) – kreowany przez Franciszka 7 grudnia 2024
- Kim, Stephen Sou Hwan (8 maja 1922 – 15 lutego 2009) – kreowany przez Pawła VI 28 kwietnia 1969
- Kitbunchu, Michael Michai (ur. 25 stycznia 1929) – kreowany przez Jana Pawła II 2 lutego 1983
- Knox, James (2 marca 1914 – 26 czerwca 1983) – kreowany przez Pawła VI 5 marca 1973
- Koch, Kurt (ur. 15 marca 1950) – kreowany przez Benedykta XVI 20 listopada 2010
- Koliqi, Mikel (29 września 1902 – 28 stycznia 1997) – kreowany przez Jana Pawła II 26 listopada 1994
- Kominek, Bolesław (23 grudnia 1903 – 10 marca 1974) – kreowany przez Pawła VI 5 marca 1973
- König, Franz (3 sierpnia 1905 – 13 marca 2004) – kreowany przez Jana XXIII 15 grudnia 1958
- Koovakad, George (ur.11 sierpnia 1973) – kreowany przez Franciszka 7 grudnia 2024
- Kopp, Georg von (25 lipca 1837 – 4 marca 1914) – kreowany przez Leona XIII 16 stycznia 1893
- Korec, Ján Chryzostom SJ (22 stycznia 1924 – 24 października 2015) – kreowany przez Jana Pawła II 28 czerwca 1991
- Kovithavanij, Francis Xavier Kriengsak (ur. 27 czerwca 1949) – kreowany przez Franciszka 14 lutego 2015
- Kozłowiecki, Adam SJ (1 kwietnia 1911 – 28 września 2007) – kreowany przez Jana Pawła II 21 lutego 1998
- Krajewski, Konrad (ur. 25 listopada 1963) – kreowany przez Franciszka 28 czerwca 2018
- Krementz, Philipp (1 grudnia 1819 – 6 maja 1899) – kreowany przez Leona XIII 16 stycznia 1893
- Krol, John (26 października 1910 – 3 marca 1996) – kreowany przez Pawła VI 26 czerwca 1967
- Kuharic, Franjo (15 kwietnia 1919 – 11 marca 2002) – kreowany przez Jana Pawła II 2 lutego 1983
- Kung Pin-Mei, Ignatius (2 sierpnia 1901 – 12 marca 2000) – kreowany in pectore przez Jana Pawła II 30 czerwca 1979 (nomin. opublikowana 28 czerwca 1991)
- Kutschker, Johann Rudolf (11 kwietnia 1810 – 27 stycznia 1881) – kreowany przez Piusa IX 22 czerwca 1877
- Kutwa, Jean-Pierre (ur. 22 grudnia 1945) – kreowany przez Franciszka 22 lutego 2014

   (wróć do indeksu)

## L
- Labouré, Joseph-Marie-Guillaume (27 października 1841 – 21 kwietnia 1906) – kreowany przez Leona XIII 19 kwietnia 1897
- Lacroix, Gérald (ur. 27 lipca 1957) – kreowany przez Franciszka 22 lutego 2014
- Ladaria Ferrer, Luis SJ (ur. 19 kwietnia 1944) – kreowany przez Franciszka 28 czerwca 2018
- Lacunza Maestrojuán, José Luis OAR (ur. 24 lutego 1944) – kreowany przez Franciszka 14 lutego 2015
- La Fare, Anne-Louis-Henri de (8 września 1752 – 10 grudnia 1829) – kreowany przez Piusa VII 16 maja 1823
- LaFontaine, Pietro (29 listopada 1860 – 9 lipca 1935) – kreowany przez Benedykta XV 4 grudnia 1916
- Laghi, Pio (21 maja 1922 – 10 stycznia 2009) – kreowany przez Jana Pawła II 28 czerwca 1991
- Lajolo, Giovanni (ur. 3 stycznia 1935) – kreowany przez Benedykta XVI 24 listopada 2007
- la Luzerne, César-Guillaume de (17 lipca 1738 – 21 czerwca 1821) – kreowany przez Piusa VII 28 lipca 1817
- Lambruschini, Luigi Emmanuele Nicolo CRSP (16 maja 1776 – 12 maja 1854) – kreowany przez Grzegorza XVI 30 września 1831
- Landázuri Ricketts, Juan O. F. M. (19 grudnia 1913 – 16 stycznia 1997) – kreowany przez Jana XXIII 19 marca 1962
- Langa, Júlio Duarte (ur. 27 października 1927) – kreowany przez Franciszka 14 lutego 2015
- Langénieux, Benoit-Marie (15 października 1824 – 1 stycznia 1905) – kreowany przez Leona XIII 7 czerwca 1886
- Langlois, Chibly (ur. 29 listopada 1958) – kreowany przez Franciszka 22 lutego 2014
- Lante Montefeltro della Rovere, Alessandro (27 listopada 1762 – 14 lipca 1818) – kreowany przez Piusa VII 8 marca 1816
- Lante Montefeltro della Rovere, Antonio (17 grudnia 1737 – 23 października 1817) – kreowany in pectore przez Piusa VII 8 marca 1816 (nomin. opublikowana 28 lipca 1817)
- Lapuma, Vincenzo (22 stycznia 1874 – 4 listopada 1943) – kreowany przez Piusa XI 16 grudnia 1935
- Larraona, Arcadio María CMF (13 listopada 1887 – 7 maja 1973) – kreowany przez Jana XXIII 14 grudnia 1959
- Lasagni, Pietro (15 czerwca 1814 – 19 kwietnia 1885) – kreowany in pectore przez Leona XIII 13 grudnia 1880 (nomin. opublikowana 27 marca 1882)
- Lastra y Cuesta, Luis de la (1 grudnia 1803 – 5 maja 1876) – kreowany przez Piusa IX 16 marca 1863
- Latier de Bayane, Alphonse-Hubert de (30 października 1739 – 27 lipca 1818) – kreowany in pectore przez Piusa VII 23 lutego 1801 (nomin. opublikowana 9 sierpnia 1802)
- Latil, Jean-Baptist-Marie-Anne-Antoine de (6 marca 1761 – 1 grudnia 1839) – kreowany przez Leona XII 13 marca 1826
- Laurenti, Camillo (20 listopada 1861 – 6 września 1938) – kreowany przez Benedykta XV 13 czerwca 1921
- Laurenzi, Carlo (12 stycznia 1821 – 2 listopada 1895) – kreowany in pectore przez Leona XIII 13 grudnia 1880 (nomin. opublikowana 10 listopada 1884)
- Lauri, Lorenzo (15 października 1864 – 8 października 1941) – kreowany przez Piusa XI 20 grudnia 1926
- Lavigerie, Charles (31 października 1821 – 26 listopada 1892) – kreowany przez Leona XIII 27 marca 1882
- Lavitrano, Luigi (7 marca 1874 – 2 sierpnia 1950) – kreowany przez Piusa XI 16 grudnia 1929
- Law, Bernard (4 listopada 1931 – 20 grudnia 2017) – kreowany przez Jana Pawła II 25 maja 1985
- Lebrún Moratinos, José (19 marca 1919 – 21 lutego 2001) – kreowany przez Jana Pawła II 2 lutego 1983
- Leçot, Victor-Lucien-Sulpice (8 stycznia 1831 – 19 grudnia 1908) – kreowany przez Leona XIII 12 czerwca 1893
- Ledóchowski, Mieczysław Halka (29 października 1822 – 22 lipca 1902) – kreowany przez Piusa IX 15 marca 1875
- Lefèbvre, Joseph-Charles (15 kwietnia 1892 – 2 kwietnia 1973) – kreowany przez Jana XXIII 28 marca 1960
- Lefebvre de Cheverus, Jean-Louis (28 stycznia 1768 – 19 lipca 1836) – kreowany przez Grzegorza XVI 1 lutego 1836
- Lega, Michele (1 stycznia 1860 – 16 grudnia 1935) – kreowany przez Pius X 25 marca 1914
- Léger, Paul-Émile PSS (26 kwietnia 1904 – 13 listopada 1991) – kreowany przez Piusa XII 12 stycznia 1953
- Lehmann, Karl (16 maja 1936 – 11 marca 2018) – kreowany przez Jana Pawła II 21 lutego 2001
- Lékai, László (12 marca 1910 – 30 czerwca 1986) – kreowany przez Pawła VI 24 maja 1976
- Leo, Frank (ur. 30 czerwca 1971) – kreowany przez Franciszka 7 grudnia 2024
- Lépicier, Alexis-Henri-Marie OSM (28 lutego 1863 – 20 maja 1936) – kreowany przez Piusa XI 19 grudnia 1927
- Lercaro, Giacomo (28 października 1891 – 18 października 1976) – kreowany przez Piusa XII 12 stycznia 1953
- Levada, William Joseph (15 czerwca 1936 – 26 września 2019) – kreowany przez Benedykta XVI 24 marca 2006
- Lewicki Michał (16 sierpnia 1774 – 14 stycznia 1858) – kreowany przez Piusa IX 16 czerwca 1856
- Liénart, Achille (7 lutego 1884 – 15 lutego 1973) – kreowany przez Piusa XI 30 czerwca 1930
- Ligo, Domizio (387 – ?)
- Litta, Lorenzo (23 lutego 1756 – 1 maja 1820) – kreowany in pectore przez Piusa VII 23 lutego 1801 (nomin. opublikowana 28 września 1801)
- Lluch y Garriga, Joaquín OCD (22 lutego 1816 – 23 września 1882) – kreowany przez Leona XIII 27 marca 1882
- Locatelli, Achille (15 marca 1856 – 5 kwietnia 1935) – kreowany przez Piusa XI 11 grudnia 1922
- Locatelli, Francesco Maria (22 lutego 1727 – 13 lutego 1811) – kreowany in pectore przez Piusa VII 23 lutego 1801 (nomin. opublikowana 17 stycznia 1803)
- Logue, Michael (1 października 1840 – 19 listopada 1924) – kreowany przez Leona XIII 16 stycznia 1893
- Lojudice, Augusto Paolo (ur. 1 lipca 1964) – kreowany przez Franciszka 28 listopada 2020
- Longo Annio (? – 22 czerwca?)
- López Rodríguez, Nicolás de Jesús (ur. 31 października 1936) – kreowany przez Jana Pawła II 28 czerwca 1991
- López Romero, Cristóbal SDB (ur. 19 maja 1952) – kreowany przez Franciszka 5 października 2019
- López Trujillo, Alfonso (8 listopada 1935 – 19 kwietnia 2008) – kreowany przez Jana Pawła II 2 lutego 1983
- Lorenzelli, Benedetto (11 maja 1853 – 15 września 1915) – kreowany przez Pius X 16 kwietnia 1907
- Lorenzo (261 – ?)
- Lorenzo – kreowany przez Symmachusa w 499 roku
- Lorenzo – kreowany przez Hormizdasa w 515 roku
- Lorscheider, Aloísio O. F. M. (8 października 1924 – 23 grudnia 2007) – kreowany przez Pawła VI 24 maja 1976
- Lourdusamy, Durasamy Simon (5 lutego 1924 – 2 czerwca 2014) – kreowany przez Jana Pawła II 25 maja 1985
- Lozano Barragán, Javier (26 stycznia 1933 – 20 kwietnia 2022) – kreowany przez Jana Pawła II 21 października 2003
- Lualdi, Alessandro (12 sierpnia 1858 – 12 listopada 1927) – kreowany przez Pius X 16 kwietnia 1907
- Lubac, Henri-Marie de SJ (20 lutego 1896 – 4 września 1991) – kreowany przez Jana Pawła II 2 lutego 1983
- Lubachivsky, Myroslav Ivan (24 czerwca 1914 – 14 grudnia 2000) – kreowany przez Jana Pawła II 25 maja 1985
- Lucciardi, Domenico (9 grudnia 1796 – 13 marca 1864) – kreowany przez Piusa IX 15 marca 1852
- Luchi, Michelangelo OSB (20 kwietnia 1744 – 29 września 1802) – kreowany in pectore przez Piusa VII 23 lutego 1801 (nomin. opublikowana 28 września 1801)
- Luciani, Albino (17 października 1912 – 28 września 1978) 1995) – kreowany przez Pawła VI 5 marca 1973
- Lucidi, Evaristo (4 października 1866 – 31 marca 1929) – kreowany przez Piusa XI 30 grudnia 1923
- Luçon, Louis-Henri-Joseph (28 października 1842 – 28 maja 1930) – kreowany przez Piusa X 16 grudnia 1907
- Lugari, Giovanni Battista (18 lutego 1846 – 31 lipca 1914) – kreowany przez Piusa X 27 listopada 1911
- Luque Sánchez, Crisanto (1 lutego 1889 – 7 maja 1959) – kreowany przez Piusa XII 12 stycznia 1953
- Lustiger, Jean-Marie (17 września 1926 – 5 sierpnia 2007) – kreowany przez Jana Pawła II 2 lutego 1983

   (wróć do indeksu)

## M
- MacCabe, Edward (14 lutego 1816 – 11 lutego 1885) – kreowany przez Leona XIII 27 marca 1882
- Macchi, Luigi (3 marca 1832–29 lub 30 marca 1907) – kreowany przez Leona XIII 11 lutego 1889
- Macchi, Vincenzo (30 sierpnia 1770 – 30 września 860) – kreowany przez Leona XII 2 października 1826
- Macharski, Franciszek (20 maja 1927 – 2 sierpnia 2016) – kreowany przez Jana Pawła II 30 czerwca 1979

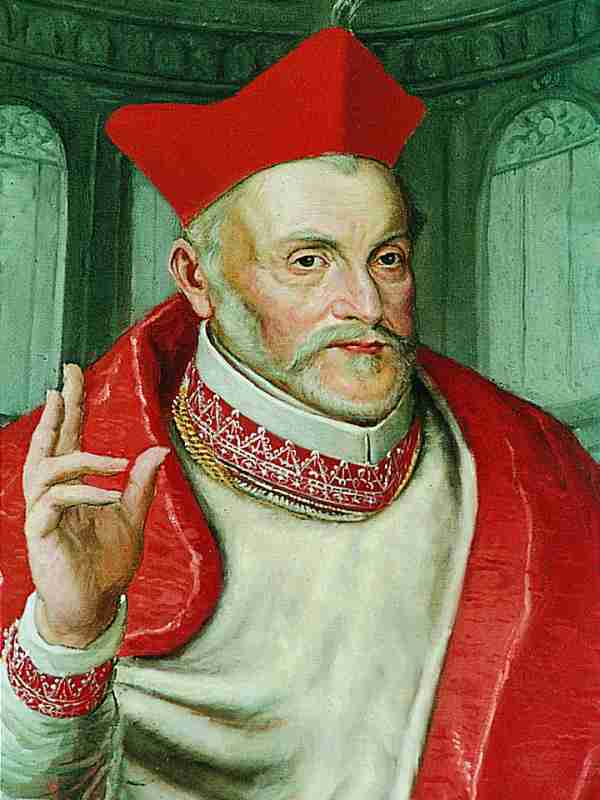
kardynał Bernard Maciejowski

- MacRory, Joseph (19 marca 1861 – 13 października 1945) – kreowany przez Piusa XI 16 grudnia 1929
- Maeda, Thomas Aquino Man’yō (ur. 3 marca 1949) – kreowany przez Franciszka 28 czerwca 2018
- Maffi, Pietro (12 października 1858 – 17 marca 1931) – kreowany przez Pius X 16 kwietnia 1907
- Mafi, Soane Patita Paini (ur. 19 grudnia 1961) – kreowany przez Franciszka 14 lutego 2015
- Maglione, Luigi (2 marca 1877 – 22 sierpnia 1944) – kreowany przez Piusa XI 16 grudnia 1935
- Mahony, Roger (ur. 27 lutego 1936) – kreowany przez Jana Pawła II 28 czerwca 1991
- Mai, Angelo (7 marca 1782 – 8 września 1854) – kreowany in pectore przez Grzegorza XVI 19 maja 1837 (nomin. opublikowana 12 lutego 1838)
- Maida, Adam (ur. 18 marca 1930) – kreowany przez Jana Pawła II 26 listopada 1994
- Makrickas, Rolandas (ur. 31 stycznia 1972) – kreowany przez Franciszka 7 grudnia 2024
- Malagola, Amilcare (24 grudnia 1840 – 22 czerwca 1895) – kreowany przez Leona XIII 16 stycznia 1893
- Malula, Joseph Albert (12 grudnia 1917 – 14 czerwca 1989) – kreowany przez Pawła VI 28 kwietnia 1969
- Malvasia, Alessandro (26 kwietnia 1748 – 12 września 1819) – kreowany przez Piusa VII 8 marca 1816
- Mamberti, Dominique (ur. 7 marca 1952) – kreowany przez Franciszka 14 lutego 2015
- Manara, Achille (20 listopada 1827 – 15 lutego 1906) – kreowany przez Leona XIII 29 listopada 1895
- Mangelli Orsi, Paolo (30 października 1762 – 4 marca 1846) – kreowany przez Grzegorza XVI 27 stycznia 1843
- Mangkhanekhoun, Louis-Marie Ling (ur. 8 kwietnia 1944) – kreowany przez Franciszka 28 czerwca 2017
- Manning, Henry Edward (15 lipca 1808 – 14 stycznia 1892) – kreowany przez Piusa IX 15 marca 1875
- Manning, Timothy (15 listopada 1909 – 23 czerwca 1989) – kreowany przez Pawła VI 5 marca 1973
- Mantica, Francesco (14 września 1727 – 13 kwietnia 1802) – kreowany przez Piusa VII 23 lutego 1801
- Marazzani Visconti, Giovanni Francesco (11 sierpnia 1755 – 18 stycznia 1829) – kreowany in pectore przez Leona XII 2 października 1826 (nomin. opublikowana 15 grudnia 1828)
- Marcellino – kreowany przez Symmachusa w 499 roku
- Marcello – kreowany przez Gelazjusza I w 494 roku
- Marciano – kreowany przez Gelazjusza I w 494 roku
- Marciano – kreowany przez Symmachusa w 499 roku
- Marchetti Selvaggiani, Francesco (1 października 1871 – 13 stycznia 1951) – kreowany przez Piusa XI 30 czerwca 1930
- Marchetto, Agostino (ur. 28 sierpnia 1940) – kreowany przez Franciszka 30 września 2023
- Marchisano, Francesco (25 czerwca 1929 – 27 lipca 2014) – kreowany przez Jana Pawła II 21 października 2003
- Marco y Catalán, Juan Francisco (24 października 1771 – 16 marca 1841) – kreowany przez Leona XII 15 grudnia 1828
- Marella, Paolo (25 stycznia 1895 – 15 października 1984) – kreowany przez Jana XXIII 14 grudnia 1959
- Marengo, Giorgio IMC (ur. 7 czerwca 1974) – kreowany przez Franciszka 27 sierpnia 2022
- Margéot, Jean (3 lutego 1916 – 17 lipca 2009) – kreowany przez Jana Pawła II 28 czerwca 1988
- Mariani, Domenico (3 kwietnia 1863 – 23 kwietnia 1939) – kreowany przez Piusa XI 16 grudnia 1935
- Marini, Nicolò (20 sierpnia 1843 – 27 lipca 1923) – kreowany przez Benedykta XV 4 grudnia 1916
- Marini, Pietro (5 października 1794 – 19 sierpnia 1863) – kreowany przez Piusa IX 21 grudnia 1846
- Marmaggi, Francesco (31 sierpnia 1870 – 3 listopada 1949) – kreowany przez Piusa XI 16 grudnia 1935
- Martin, Jacques (26 sierpnia 1908 – 27 września 1992) – kreowany przez Jana Pawła II 28 czerwca 1988
- Martin, Joseph-Marie-Eugène (9 sierpnia 1891 – 21 stycznia 1976) – kreowany przez Pawła VI 22 lutego 1965
- Martín de Herrera y de la Iglesia, José María (26 sierpnia 1835 – 8 grudnia 1922) – kreowany przez Leona XIII 19 kwietnia 1897
- Martinelli, Tommaso Maria OESA (4 lutego 1827 – 30 marca 1888) – kreowany przez Piusa IX 22 grudnia 1873
- Martinelli, Sebastiano OESA (20 sierpnia 1848 – 4 lipca 1918) – kreowany przez Leona XIII 15 kwietnia 1901
- Martínez Flores, Adalberto (ur. 8 lipca 1951) – kreowany przez Franciszka 27 sierpnia 2022
- Martínez Sistach, Lluís (ur. 29 kwietnia 1937) – kreowany przez Benedykta XVI 24 listopada 2007
- Martínez Somalo, Eduardo (31 marca 1927 – 10 sierpnia 2021) – kreowany przez Jana Pawła II 28 czerwca 1988
- Martini, Carlo Maria SJ (15 lutego 1927 – 31 sierpnia 2012) – kreowany przez Jana Pawła II 2 lutego 1983
- Martiniano – kreowany przez Gelazjusza I w 494 roku
- Martino, Renato Raffaele (ur. 23 listopada 1932) – kreowany przez Jana Pawła II 21 października 2003
- Marty, François (16 maja 1904 – 16 lutego 1994) – kreowany przez Pawła VI 28 kwietnia 1969
- Marto, António Augusto dos Santos (ur. 5 maja 1947) – kreowany przez Franciszka 28 czerwca 2018
- Marx, Reinhard (ur. 21 września 1953) – kreowany przez Benedykta XVI 20 listopada 2010
- Masotti, Ignazio (16 stycznia 1817 – 31 października lub 1 listopada 1888) – kreowany przez Leona XIII 10 listopada 1884
- Massaia, Guglielmo O.F.M.Cap. (8 czerwca 1809 – 6 sierpnia 1889) – kreowany przez Leona XIII 10 listopada 1884
- Mastai Ferretti, Giovanni Maria (13 maja 1792 – 7 lutego 1878) – kreowany in pectore przez Grzegorza XVI 23 grudnia 1839 (nomin. opublikowana 14 grudnia 1840)
- Mastrozzi, Valentino (25 lipca 1729 – 13 maja 1809) – kreowany przez Piusa VII 23 lutego 1801
- Massimi, Massimo (10 kwietnia 1877 – 6 marca 1954) – kreowany przez Piusa XI 16 grudnia 1935
- Massimo, Francesco Saverio (26 lutego 1806 – 11 stycznia 1848) – kreowany in pectore przez Grzegorza XVI 12 lutego 1838 (nomin. opublikowana 24 stycznia 1842)
- Mathieu, Dominique O.F.M.Conv (ur. 13 czerwca 1963) – kreowany przez Franciszka 7 grudnia 2024
- Mathieu, François-Désiré (28 maja 1839 – 26 października 1908) – kreowany przez Leona XIII 19 czerwca 1899
- Mathieu, Jacques-Marie-Adrien-Césaire (20 stycznia 1796 – 9 lipca 1875) – kreowany przez Piusa IX 30 września 1850
- Mattei, Lorenzo Girolamo (28 maja 1748 – 24 lipca 1833) – kreowany przez Grzegorza XVI 15 kwietnia 1833
- Mattei, Mario (6 września 1792 – 7 października 1870) – kreowany przez Grzegorza XVI 2 lipca 1832
- Matteucci, Antonio (15 marca 1802 – 9 lipca 1866) – kreowany przez Piusa IX 22 czerwca 1866
- Maurer, José Clemente CSsR (13 marca 1900 – 27 czerwca 1990) – kreowany przez Pawła VI 26 czerwca 1967
- Mauri, Egidio S.P. (9 grudnia 1828 – 13 marca 1896 – kreowany przez Leona XIII 18 maja 1894
- Maurin, Louis-Joseph (15 lutego 1859 – 16 listopada 1936) – kreowany przez Benedykta XV 4 grudnia 1916
- Mayer, Paul Augustine (23 maja 1911 – 30 kwietnia 2010) – kreowany przez Jana Pawła II 25 maja 1985
- Mazio, Raffaele (24 października 1765 – 4 lutego 1832) – kreowany przez Piusa VIII 15 marca 1830
- Mazombwe, Medardo Joseph (24 września 1931 – 29 sierpnia 2013) – kreowany przez Benedykta XVI 20 listopada 2010
- Mazzella, Camillo S.J. (10 lutego 1833 – 26 marca 1900) – kreowany przez Leona XIII 7 czerwca 1886
- McCann, Owen (29 czerwca 1907 – 26 marca 1994) – kreowany przez Pawła VI 22 lutego 1965
- McCarrick, Theodore (7 lipca 1930 – 4 kwietnia 2025) – kreowany przez Jana Pawła II 21 lutego 2001
- McCloskey, John (10 marca 1810 – 10 października 1885) – kreowany przez Piusa IX 15 marca 1875
- McElroy, Robert (ur. 5 lutego 1954) – kreowany przez Franciszka 27 sierpnia 2022
- McGuigan, James Charles (26 listopada 1894 – 6 kwietnia 1974) – kreowany przez Piusa XII 18 lutego 1946
- McIntyre, James (25 czerwca 1886 – 16 lipca 1979) – kreowany przez Piusa XII 12 stycznia 1953
- McKeefry, Peter (3 lipca 1899 – 18 listopada 1973) – kreowany przez Pawła VI 28 kwietnia 1969
- Medeiros, Humberto Sousa (6 października 1915 – 17 września 1983) – kreowany przez Pawła VI 5 marca 1973
- Medici di Ottaiano, Francesco de' (28 listopada 1808 – 11 października 1857) – kreowany przez Piusa IX 16 czerwca 1856
- Medina Estévez, Jorge (23 grudnia 1926 – 3 października 2021) – kreowany przez Jana Pawła II 21 lutego 1998
- Meglia, Pier Francesco (3 listopada 1810 – 31 marca 1883) – kreowany przez Leona XIII 19 września 1879
- Meignan, Guillaume-René (12 kwietnia 1827 – 20 stycznia 1896) – kreowany przez Leona XIII 16 stycznia 1893
- Meisner, Joachim (25 grudnia 1933 – 5 lipca 2017) – kreowany przez Jana Pawła II 2 lutego 1983
- Mejía, Jorge María (31 stycznia 1923 – 9 grudnia 2014) – kreowany przez Jana Pawła II 21 lutego 2001
- Melchers, Paul (6 stycznia 1813 – 14 grudnia 1895) – kreowany przez Leona XIII 27 lipca 1885
- Melo, Pedro Paulo de Figuereido da Cunha e (19 czerwca 1770 – 31 grudnia 1855) – kreowany przez Piusa IX 30 września 1850
- Mendonça, José Tolentino Calaça de (ur. 15 grudnia 1965) – kreowany przez Franciszka 5 października 2019
- Menichelli, Edoardo (ur. 14 października 1939) – kreowany przez Franciszka 14 lutego 2015
- Meouchi, Paul-Pierre (1 kwietnia 1894 – 11 stycznia 1975) – kreowany przez Pawła VI 22 lutego 1965
- Mercati, Giovanni (17 grudnia 1866 – 23 sierpnia 1957) – kreowany przez Piusa XI 15 czerwca 1936
- Mercurio – kreowany przez Bonifacego II w 499 roku
- Mercier, Desiré-Joseph (21 listopada 1851 – 23 stycznia 1926) – kreowany przez Pius X 16 kwietnia 1907
- Mermillod, Gaspard (22 września 1824 – 23 lutego 1892) – kreowany przez Leona XIII 23 czerwca 1890
- Merry del Val y Zulueta, Rafael (10 października 1865 – 26 lutego 1930) – kreowany przez Pius X 9 listopada 1903
- Mertel, Teodolfo (9 lutego 1806 11 lipca 1899) – kreowany przez Piusa IX 16 marca 1858
- Meyer, Albert (9 marca 1903 – 7 kwietnia 1965) – kreowany przez Jana XXIII 14 grudnia 1959
- Mezzofanti, Giuseppe Gasparo (19 września 1774 – 15 marca 1849) – kreowany przez Grzegorza XVI 12 lutego 1838
- Micara, Clemente (24 grudnia 1879 – 11 marca 1965) – kreowany przez Piusa XII 18 lutego 1946
- Micara, Lodovico O.F.M.Cap. (12 października 1775 – 24 maja 1847) – kreowany in pectore przez Leona XII 20 grudnia 1824 (nomin. opublikowana 13 marca 1826)
- Miglio, Arrigo (ur. 18 lipca 1942) – kreowany przez Franciszka 27 sierpnia 2022
- Mihalović, Josip (16 stycznia 1814 – 19 lutego 1891) – kreowany przez Piusa IX 22 czerwca 1877
- Milesi Pironi Ferretti, Giuseppe (9 marca 1817 – 2 sierpnia 1873) – kreowany przez Piusa IX 16 marca 1858
- Mimmi, Marcello (18 lipca 1882 – 6 marca 1961) – kreowany przez Piusa XII 12 stycznia 1953
- Mindszenty, József (29 marca 1892 – 6 maja 1975) – kreowany przez Piusa XII 18 lutego 1946
- Minoretti, Carlo Dalmazio (17 września 1861 – 13 marca 1938) – kreowany przez Piusa XI 16 grudnia 1929
- Miranda y Gómez, Miguel Darío (19 grudnia 1895 – 15 marca 1986) – kreowany przez Pawła VI 28 kwietnia 1969
- Missia, Jakob (30 czerwca 1838 – 23 marca 1902) – kreowany przez Leona XIII 19 czerwca 1899
- Mistrangelo, Alfonso Maria (26 kwietnia 1852 – 7 listopada 1930) – kreowany przez Benedykta XV 6 grudnia 1915
- Mocenni, Mario (22 stycznia 1823 – 14 listopada 1904) – kreowany przez Leona XIII 16 stycznia 1893
- Monaco La Valletta, Raffaele (23 lutego 1827 – 14 lipca 1896) – kreowany przez Piusa IX 13 marca 1868
- Monduzzi, Dino (2 kwietnia 1922 – 13 października 2006) – kreowany przez Jana Pawła II 21 lutego 1998
- Monescillo y Viso, Antolín (2 września 1811 – 11 sierpnia 1897) – kreowany przez Leona XIII 10 listopada 1884
- Monico, Giacomo (26 czerwca 1776 – 25 kwietnia 1851) – kreowany przez Grzegorza XVI 29 lipca 1833
- Monteiro de Castro, Manuel (ur. 29 marca 1938) – kreowany przez Benedykta XVI 18 lutego 2012
- Montenegro, Francesco (ur. 22 maja 1946) – kreowany przez Franciszka 14 lutego 2015
- Monterisi, Francesco (ur. 28 maja 1934) – kreowany przez Benedykta XVI 20 listopada 2010
- Montini, Giovanni Battista Enrico Antonio Maria (26 września 1897 – 6 sierpnia 1978) – kreowany przez Jana XXIII 15 grudnia 1958
- Monsengwo Pasinya, Laurent (7 października 1939 – 11 lipca 2021) – kreowany przez Benedykta XVI 20 listopada 2010
- Mooney, Edward (9 maja 1882 – 25 października 1958) – kreowany przez Piusa XII 18 lutego 1946
- Morais Cardoso, Inácio do Nascimento (20 grudnia 1811 – 23 lutego 1883) – kreowany przez Piusa IX 22 grudnia 1873
- Moran, Francis Patrick (16 grudnia 1830 – 16 sierpnia 1911) – kreowany przez Leona XIII 27 lipca 1885
- Morano, Francesco (8 czerwca 1872 – 12 lipca 1968) – kreowany przez Jana XXIII 14 grudnia 1959
- Moreno y Maisanove, Juan de la Cruz Ignacio (24 listopada 1817 – 28 sierpnia 1884) – kreowany przez Piusa IX 13 marca 1868
- Moretti, Vincenzo (14 listopada 1815 – 6 października 1881) – kreowany przez Piusa IX 28 grudnia 1877
- Mori, Giuseppe (24 stycznia 1850 – 30 września 1934) – kreowany przez Piusa XI 11 grudnia 1922
- Morichini, Carlo Luigi (21 listopada 1805 – 26 kwietnia 1879) – kreowany przez Piusa IX 15 marca 1852
- Morlot, François-Nicholas-Madeleine (28 grudnia 1795 – 29 grudnia 1862) – kreowany przez Piusa IX 7 marca 1853
- Morozzo Della Rocca, Giuseppe (12 marca 1758 – 22 marca 1842) – kreowany przez Piusa VII 8 marca 1816
- Motta, Carlos Carmelo de Vasconcellos (16 lipca 1890 – 18 września 1982) – kreowany przez Piusa XII 18 lutego 1946
- Mozzoni, Umberto (29 czerwca 1904 – 7 listopada 1983) – kreowany przez Pawła VI 5 marca 1973
- Muench, Aloisius Joseph (18 lutego 1889 – 15 lutego 1962) – kreowany przez Jana XXIII 14 grudnia 1959
- Mulla, Stephen Ameyu (ur. 10 stycznia 1964) – kreowany przez Franciszka 30 września 2023
- Müller, Gerhard Ludwig (ur. 31 grudnia 1947) – kreowany przez Franciszka 22 lutego 2014
- Mundelein, George William (2 lipca 1872 – 2 października 1939) – kreowany przez Piusa XI 24 marca 1924
- Muñoz Duque, Aníbal (3 października 1908 – 15 stycznia 1987) – kreowany przez Pawła VI 5 marca 1973
- Muñoz Vega, Pablo) (23 maja 1903 – 3 czerwca 1994) – kreowany przez Pawła VI 28 kwietnia 1969
- Mureșan, Lucian (ur. 23 maja 1931) – kreowany przez Benedykta XVI 18 lutego 2012
- Murphy-O’Connor, Cormac (24 sierpnia 1932 – 1 września 2017) – kreowany przez Jana Pawła II 21 lutego 2001

   (wróć do indeksu)

## N
- Nagl, Franz Xavier (26 listopada 1855 – 4 lutego 1913) – kreowany przez Pius X 27 listopada 1911
- Naguib, Antonios (18 marca 1935 – 28 marca 2022) – kreowany przez Benedykta XVI 20 listopada 2010
- Nagy, Stanisław Kazimierz SCI (30 września 1921 – 5 czerwca 2013) – kreowany przez Jana Pawła II 21 października 2003
- Napier, Wilfrid Fox O. F. M. (ur. 8 marca 1941) – kreowany przez Jana Pawła II 21 lutego 2001
- Narciso Frodiano (? – ?)
- Naro, Benedetto (26 lipca 1744 – 6 października 1832) – kreowany przez Piusa VII 8 marca 1816
- Nasalli, Ignazio (7 października 1750 – 2 grudnia 1831) – kreowany przez Leona XII 25 czerwca 1827
- Nasalli Rocca di Corneliano, Giovanni Battista (27 sierpnia 1872 – 13 marca 1952) – kreowany przez Piusa XI 23 maja 1923
- Nasalli Rocca di Corneliano, Mario (12 sierpnia 1903 – 9 listopada 1988) – kreowany przez Pawła VI 28 kwietnia 1969
- Nascimento, Alexandre do (ur. 1 marca 1925) – kreowany przez Jana Pawła II 2 lutego 1983
- Navarrete, Urbano S.J. (25 maja 1920 – 22 listopada 2010) – kreowany przez Benedykta XVI 24 listopada 2007
- Nembrini Pironi Gonzaga, Cesare (21 listopada 1768 – 5 grudnia 1837) – kreowany przez Piusa VIII 27 lipca 1829
- Német, László S.V.D. (ur. 7 września 1956) – kreowany przez Franciszka 7 grudnia 2024
- Neto, José Sebastião O.F.M.Disc. (8 lutego 1841 – 7 grudnia 1920) – kreowany przez Leona XIII 24 marca 1884
- Neves, Lucas Moreira (16 września 1925 – 8 września 2002) – kreowany przez Jana Pawła II 28 czerwca 1988
- święty Newman, John Henry COr (21 lutego 1801 – 11 sierpnia 1890) – kreowany przez Leona XIII 12 maja 1879
- Nguyễn Văn Nhơn, Pierre (ur. 1 kwietnia 1938) – kreowany przez Franciszka 14 lutego 2015
- Nguyễn Văn Thuận, François Xavier (17 kwietnia 1928 – 16 września 2002) – kreowany przez Jana Pawła II 21 lutego 2001
- Nichols, Vincent (ur. 8 listopada 1945) – kreowany przez Franciszka 22 lutego 2014
- Nicora, Attilio (16 marca 1937 – 22 kwietnia 2017) – kreowany przez Jana Pawła II 21 października 2003
- Nina, Lorenzo (12 maja 1812 – 25 lipca 1885) – kreowany przez Piusa IX 12 marca 1877
- Njue John (ur. 1946) – kreowany przez Benedykta XVI 24 listopada 2007
- Nobili Vitelleschi, Salvatore (28 lipca 1818 – 17 października 1875) – kreowany in pectore przez Piusa IX 15 marca 1875 (nomin. opublikowana 17 września 1875)
- Nocella, Carlo (25 listopada 1826 – 22 lipca 1908) – kreowany przez Leona XIII 22 czerwca 1903
- Noè, Virgilio (30 marca 1922 – 24 lipca 2011) – kreowany przez Jana Pawła II 28 czerwca 1991
- Noronha e Abranches, Miguel Carlos José de (6 listopada 1744 – 6 września 1803) – kreowany przez Piusa VII 16 maja 1803
- Nsubuga, Emmanuel Kiwanuka (11 listopada 1914 – 20 kwietnia 1991) – kreowany przez Pawła VI 24 maja 1976
- Nunes, José da Costa (15 marca 1880 – 29 listopada 1976) – kreowany przez Jana XXIII 19 marca 1962
- Nycz, Kazimierz (ur. 1 lutego 1950) – kreowany przez Benedykta XVI 20 listopada 2010
- Nzapalainga, Dieudonné C.S.Sp. (ur. 14 marca 1967) – kreowany przez Franciszka 19 listopada 2016

   (wróć do indeksu)

## O
- Obando Bravo, Miguel SDB (2 lutego 1926 – 3 czerwca 2018) – kreowany przez Jana Pawła II 25 maja 1985
- Obeso Rivera, Sergio (31 października 1931 – 11 sierpnia 2019) – kreowany przez Franciszka 28 czerwca 2018
- O’Boyle, Patrick (18 lipca 1896 – 10 sierpnia 1987) – kreowany przez Pawła VI 26 czerwca 1967
- O’Brien, Edwin (ur. 8 kwietnia 1939) – kreowany przez Benedykta XVI 18 lutego 2012
- O’Brien, Keith Michael Patrick (17 marca 1938 – 19 marca 2018) – kreowany przez Jana Pawła II 21 października 2003
- O’Connell, William (8 grudnia 1859 – 22 kwietnia 1944) – kreowany przez Pius X 27 listopada 1911
- O’Connor, John Joseph (15 stycznia 1920 – 3 maja 2000) – kreowany przez Jana Pawła II 25 maja 1985
- Oddi, Silvio (14 listopada 1910 – 29 czerwca 2001) – kreowany przez Pawła VI 28 kwietnia 1969
- Odescalchi, Carlo SJ (5 marca 1785 – 17 sierpnia 1841) – kreowany przez Piusa VII 10 marca 1823
- O’Donnell, Patrick (28 listopada 1856 – 22 października 1927) – kreowany przez Piusa XI 14 grudnia 1925
- O’Hara John Francis CSC (1 maja 1888 – 20 sierpnia 1960) – kreowany przez Jana XXIII 15 grudnia 1958
- Okogie, Anthony Olobunmi (ur. 16 czerwca 1936) – kreowany przez Jana Pawła II 21 października 2003
- Okpaleke, Peter (ur. 1 marca 1963) – kreowany przez Franciszka 27 sierpnia 2022
- O’Malley, Seán Patrick OFMCap (ur. 29 czerwca 1944) – kreowany przez Benedykta XVI 24 marca 2006
- Omella Omella, Juan José (ur. 21 kwietnia 1946) – kreowany przez Franciszka 28 czerwca 2017
- Onaiyekan, John (ur. 29 stycznia 1944) – kreowany przez Benedykta XVI 24 listopada 2012
- Oppizzoni, Carlo (15 kwietnia 1769 – 13 kwietnia 1855) – kreowany przez Piusa VII 26 marca 1804
- Oreglia di Santo Stefano, Luigi (9 lipca 1828 – 7 grudnia 1913) – kreowany przez Piusa IX 22 grudnia 1873
- Orfei, Enrico (23 października 1800 – 22 grudnia 1871) – kreowany przez Piusa IX 16 marca 1858
- Orfini, Viviano (23 sierpnia 1751 – 8 maja 1823) – kreowany przez Piusa VII 10 marca 1823
- Orioli, Antonio Francesco OFMConv. (10 grudnia 1778 – 20 lutego 1852) – kreowany przez Grzegorza XVI 12 lutego 1838
- Ortega, Jaime (18 października 1936 – 26 lipca 2019) – kreowany przez Jana Pawła II 26 listopada 1994
- Osoro Sierra, Carlos (ur. 16 maja 1945) – kreowany przez Franciszka 19 listopada 2016
- Ostini, Pietro (27 kwietnia 1775 – 4 marca 1849) – kreowany in pectore przez Grzegorza XVI 30 września 1831 (nomin. opublikowana 11 lipca 1836)
- Ottaviani, Alfredo (29 października 1890 – 3 sierpnia 1979) – kreowany przez Piusa XII 12 stycznia 1953
- Otunga, Maurice Michael (31 stycznia 1923 – 6 września 2003) – kreowany przez Pawła VI 5 marca 1973
- Ouédraogo, Philippe (ur. 31 grudnia 1945) – kreowany przez Franciszka 22 lutego 2014
- Ouellet, Marc PSS (ur. 8 czerwca 1944) – kreowany przez Jana Pawła II 21 października 2003
- Oviedo Cavada, Carlos (19 stycznia 1927 – 7 grudnia 1998) – kreowany przez Jana Pawła II 26 listopada 1994

   (wróć do indeksu)

## Ó
- Ó Fiaich, Tomás (3 listopada 1923 – 8 maja 1990) – kreowany przez Jana Pawła II 30 czerwca 1979

## P
- Pacca, Bartolomeo (25 grudnia 1756 – 19 kwietnia 1844) – kreowany przez Piusa VII 23 lutego 1801
- Pacca, Bartolomeo (25 lutego 1817 – 14 października 1880) – kreowany in pectore przez Piusa IX 15 marca 1875 (nomin. opublikowana 17 września 1875)
- Pacelli, Eugenio Maria Giuseppe Giovanni (2 marca 1876 – 9 października 1958) – kreowany przez Piusa XI 16 grudnia 1929
- Pacini, Alfredo (10 lutego 1888 – 23 grudnia 1967) – kreowany przez Pawła VI 26 czerwca 1967
- Padiyara, Antony (11 lutego 1921 – 23 marca 2000) – kreowany przez Jana Pawła II 28 czerwca 1988
- Padrón, Diego (ur. 17 maja 1939) – kreowany przez Franciszka 30 września 2023
- Palazzini, Pietro (9 maja 1912 – 11 października 2000) – kreowany przez Pawła VI 5 marca 1973
- Pallotta, Antonio (23 lutego 1770 – 19 lipca 1834) – kreowany przez Piusa VII 10 marca 1823
- Pallotti, Luigi (30 marca 1829 – 31 lipca 1890) – kreowany przez Leona XIII 23 maja 1887
- Panafieu, Bernard-Louis-Auguste-Paul (26 stycznia 1931 – 12 listopada 2017) – kreowany przez Jana Pawła II 21 października 2003
- Pandolfi, Luigi (6 września 1751 – 2 lutego 1824) – kreowany przez Piusa VII 10 marca 1823
- Pandolfi Alberici, Francesco Maria (18 marca 1764 – 3 czerwca 1835) – kreowany in pectore przez Grzegorza XVI 30 września 1831 (nomin. opublikowana 2 lipca 1832)
- Panebianco, Antonio Maria O.F.M.Conv. (13 sierpnia 1808 – 21 listopada 1885) – kreowany przez Piusa IX 27 września 1861
- Panico, Giovanni (12 kwietnia 1895 – 7 lipca 1962) – kreowany przez Jana XXIII 19 marca 1962
- Paolino – kreowany przez Gelazjusza I w 494 roku
- Paolino – kreowany przez Gelazjusza I w 494 roku
- Pappalardo, Salvatore (23 września 1918 – 10 grudnia 2006) – kreowany przez Pawła VI 5 marca 1973
- Parecattil, Joseph (1 kwietnia 1912 – 20 lutego 1987) – kreowany przez Pawła VI 28 kwietnia 1969
- Parente, Pietro (16 lutego 1891 – 29 grudnia 1986) – kreowany przez Pawła VI 26 czerwca 1967
- Parocchi, Lucido Maria (?-?) – kreowany przez Piusa IX 22 czerwca 1877
- Parolin, Pietro (ur. 17 stycznia 1955) – kreowany przez Franciszka 22 lutego 2014
- Parrado y García, Agustín (5 października 1872 – 8 października 1946) – kreowany przez Piusa XII 18 lutego 1946
- Paskai, László OFM (8 maja 1927 – 17 sierpnia 2015) – kreowany przez Jana Pawła II 28 czerwca 1988
- Patabendige Don, Albert Malcolm Ranjith (ur. 15 listopada 1947) – kreowany przez Benedykta XVI 20 listopada 2010
- Patrizi Naro, Costantino (4 września 1798 – 17 grudnia 1876) – kreowany in pectore przez Grzegorza XVI 23 czerwca 1834 (nomin. opublikowana 11 lipca 1836)
- Paupini, Giuseppe (25 lutego 1907 – 18 lipca 1992) – kreowany przez Pawła VI 28 kwietnia 1969
- Pavan, Pietro (30 sierpnia 1903 – 26 grudnia 1994) – kreowany przez Jana Pawła II 25 maja 1985
- Payá y Rico, Miguel (20 grudnia 1811 – 25 grudnia 1891) – kreowany przez Piusa IX 12 marca 1877
- Pecci, Gioacchino Vincenzo Raffaele Luigi (2 marca 1810 – 20 lipca 1903) – kreowany przez Piusa IX 19 grudnia 1853
- Pecci, Giuseppe (13 kwietnia 1776 – 21 stycznia 1855) – kreowany przez Piusa IX 30 września 1850
- Pecci, Giuseppe S.J. (13 lub 15 grudnia 1807 – 8 lutego 1890) – kreowany przez Leona XIII 12 maja 1879
- Pedicini, Carlo Maria (2 listopada 1769 – 19 listopada 1843) – kreowany przez Piusa VII 10 marca 1823
- Pelagallo, Carlo Andrea (30 marca 1747 – 6 września 1822) – kreowany przez Piusa VII 8 marca 1816
- Pelagio – kreowany przez Hormizdasa w 523 roku
- Pell, George (8 czerwca 1941 – 10 stycznia 2023) – kreowany przez Jana Pawła II 21 października 2003
- Pellegrinetti, Ermenegildo (27 marca 1876 – 29 marca 1943) – kreowany przez Piusa XI 13 grudnia 1937
- Pellegrini Antonio (11 sierpnia 1812 – 2 listopada 1887) – kreowany przez Piusa IX 28 grudnia 1877
- Pellegrino, Michele (25 kwietnia 1903 – 10 października 1986) – kreowany przez Pawła VI 26 czerwca 1967
- Pengo, Polycarp (ur. 5 sierpnia 1944) – kreowany przez Jana Pawła II 21 lutego 1998
- Pentini, Francesco (11 grudnia 1797 – 17 grudnia 1869) – kreowany przez Piusa IX 16 marca 1863
- Perosi, Carlo (18 grudnia 1868 – 22 lutego 1930) – kreowany przez Piusa XI 21 czerwca 1926
- Perraud, Adolphe-Louis-Albert COr (7 lutego 1828 – 10 lutego 1906) – kreowany in pectore przez Leona XIII 16 stycznia 1893 (nomin. opublikowana 29 listopada 1895)
- Persico, Ignazio O.F.M.Cap. (30 stycznia 1823 – 7 grudnia 1895) – kreowany przez Leona XIII 16 stycznia 1893
- Petit de Julleville, Pierre-André-Charles (22 listopada 1876 – 10 grudnia 1947) – kreowany przez Piusa XII 18 lutego 1946
- Petrocchi, Giuseppe (ur. 19 sierpnia 1948) – kreowany przez Franciszka 28 czerwca 2018
- Phạm Đình Tụng, Paul Joseph (15 czerwca 1919 – 22 lutego 2009) – kreowany przez Jana Pawła II 26 listopada 1994
- Phạm Minh Mẫn, Jean-Baptiste (ur. 5 marca 1934) – kreowany przez Jana Pawła II 21 października 2003
- Philippe, Paul-Pierre OP (16 kwietnia 1905 – 9 kwietnia 1984) – kreowany przez Pawła VI 5 marca 1973
- Piacenza, Mauro (ur. 15 września 1944) – kreowany przez Benedykta XVI 20 listopada 2010
- Pianetti, Gaspare Bernardo (7 lutego 1780 – 30 stycznia 1862) – kreowany in pectore przez Grzegorza XVI 23 grudnia 1839 (nomin. opublikowana 14 grudnia 1840)
- Piat, Maurice C.S.Sp. (ur. 19 lipca 1941) – kreowany przez Franciszka 19 listopada 2016
- Piazza, Adeodato Giovanni O. C. D. (30 września 1884 – 30 listopada 1957) – kreowany przez Piusa XI 13 grudnia 1937
- Picachy, Lawrence SJ (7 sierpnia 1916 – 29 listopada 1992) – kreowany przez Pawła VI 24 maja 1976
- Piccolomini, Giacomo (31 lipca 1795 – 17 sierpnia 1861) – kreowany in pectore przez Grzegorza XVI 22 lipca 1844 (nomin. opublikowana 24 listopada 1845)
- Pie, Louis-Édouard-François-Desiré (26 września 1815 – 17 maja 1880) – kreowany przez Leona XIII 12 maja 1879
- Pierotti, Raffaele S.P. (1 stycznia 1836 – 7 września 1905) – kreowany przez Leona XIII 30 listopada 1896
- Pierre, Christophe (ur. 30 stycznia 1946) – kreowany przez Franciszka 30 września 2023
- Pietro – kreowany przez Gelazjusza I w 494 roku
- Pietro – kreowany przez Gelazjusza I w 494 roku
- Pietro – kreowany przez Feliksa IV w 530 roku
- Pietro – kreowany przez Wigiliusza w 553 roku
- Pietro – kreowany przez Grzegorza I w 590 roku
- Pietro – kreowany przez Grzegorza I w 590 roku
- Pietro OSB – kreowany przez Grzegorza I w 590 roku
- Piffl, Friedrich Gustav CRSA (15 października 1864 – 21 kwietnia 1932) – kreowany przez Pius X 25 marca 1914
- Pignatelli, Ferdinando Maria CRT (9 czerwca 1770 – 10 maja 1853) – kreowany przez Grzegorza XVI 8 lipca 1839
- Pignatelli di Belmonte, Domenico CRT (19 listopada 1730 – 3 lutego 1803) – kreowany przez Piusa VII 9 sierpnia 1802
- Pignedoli, Sergio (4 czerwca 1910 – 15 czerwca 1980) – kreowany przez Pawła VI 5 marca 1973
- Pimenta, Simon (1 marca 1920 – 19 lipca 2013) – kreowany przez Jana Pawła II 28 czerwca 1988
- Pimiento Rodríguez, José de Jesús (18 lutego 1919 – 3 września 2019) – kreowany przez Franciszka 14 lutego 2015
- Piovanelli, Silvano (21 lutego 1924 – 9 lipca 2016) – kreowany przez Jana Pawła II 25 maja 1985
- błogosławiony Pironio, Eduardo Francisco (3 grudnia 1920 – 5 lutego 1998) – kreowany przez Pawła VI 24 maja 1976
- Pitra, Jean-Baptiste-François OSB (1 sierpnia 1812 – 9 lutego 1889) – kreowany przez Piusa IX 16 marca 1863
- Pizzaballa, Pierbattista OFM (ur. 21 kwietnia 1965) – kreowany przez Franciszka 30 września 2023
- Pizzardo, Giuseppe (13 lipca 1877 – 1 sierpnia 1970) – kreowany przez Piusa XI 13 grudnia 1937
- Place, Charles-Philippe (14 lutego 1814 – 5 marca 1893) – kreowany przez Leona XIII 7 czerwca 1886
- Pla y Deniel, Enrique (19 grudnia 1876 – 5 lipca 1968) – kreowany przez Piusa XII 18 lutego 1946
- Poggi, Luigi (25 listopada 1917 – 4 maja 2010) – kreowany przez Jana Pawła II 26 listopada 1994
- Poletti, Ugo (19 kwietnia 1914 – 25 lutego 1997) – kreowany przez Pawła VI 5 marca 1973
- Poletto, Severino (18 marca 1933 – 17 grudnia 2022) – kreowany przez Jana Pawła II 21 lutego 2001
- Poli, Mario Aurelio (ur. 29 listopada 1947) – kreowany przez Franciszka 22 lutego 2014
- Policarpo, José da Cruz (26 lutego 1936 – 12 marca 2014) – kreowany przez Jana Pawła II 21 lutego 2001
- Polidori, Paolo (4 stycznia 1778 – 23 kwietnia 1847) – kreowany przez Grzegorza XVI 23 czerwca 1834
- Poma, Antonio (12 czerwca 1910 – 24 września 1985) – kreowany przez Pawła VI 28 kwietnia 1969
- Pompedda, Mario Francesco (18 kwietnia 1929 – 17 października 2006) – kreowany przez Jana Pawła II 21 lutego 2001
- Pompilj, Basilio (16 kwietnia 1858 – 5 maja 1931) – kreowany przez Pius X 27 listopada 1911
- Ponzio, Sabino – kreowany przez Symmachusa w 514 roku
- Poola, Anthony (ur. 15 listopada 1961) – kreowany przez Franciszka 27 sierpnia 2022
- Porras, Baltazar (ur. 10 października 1944) – kreowany przez Franciszka 19 listopada 2016
- Portanova, Gennaro (11 października 1845 – 25 kwietnia 1908) – kreowany przez Leona XIII 19 czerwca 1899
- Posadas Ocampo, Juan Jesús (10 listopada 1926 – 24 maja 1993) – kreowany przez Jana Pawła II 28 czerwca 1991
- Poupard, Paul (ur. 30 sierpnia 1930) – kreowany przez Jana Pawła II 25 maja 1985

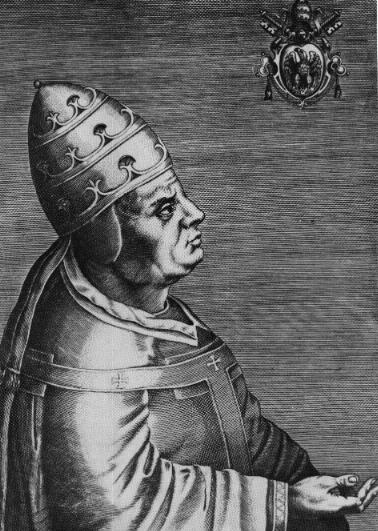
Urban VI – ostatni papież nie będący kardynałem

- Prevost, Robert OSA (ur. 14 września 1955) – kreowany przez Franciszka 30 września 2023
- Preysing Lichtenegg-Moos, Konrad von (30 sierpnia 1880 – 21 grudnia 1950) – kreowany przez Piusa XII 18 lutego 1946
- Primatesta, Raúl (14 kwietnia 1919 – 1 maja 2006) – kreowany przez Pawła VI 5 marca 1973
- Prisco, Giuseppe Antonio Ermenegildo (8 września 1833 – 4 lutego 1923) – kreowany przez Leona XIII 30 listopada 1896
- Probiano – kreowany przez Gelazjusza I w 494 roku
- Projettizio – kreowany przez Gelazjusza I w 492 lub 494 roku
- święty Prosper d’Aquitaine (? – 1 marca 492)
- Puente y Primo de Rivera, Fernando de la (28 sierpnia 1808 – 12 marca 1867) – kreowany przez Piusa IX 27 września 1861
- Pujats, Jānis (ur. 14 listopada 1930) – kreowany in pectore przez Jana Pawła II 21 lutego 1998 (nomin. opublikowana 21 lutego 2001)
- Puljić, Vinko (ur. 8 września 1945) – kreowany przez Jana Pawła II 26 listopada 1994
- Puzyna Jan Duklan (13 grudnia 1842 – 8 września 1911) – kreowany przez Leona XIII 15 kwietnia 1901

   (wróć do indeksu)

## Q
- Quaglia, Angelo (28 sierpnia 1802 – 27 sierpnia 1872) – kreowany przez Piusa IX 27 września 1861
- Quarantotti, Giovanni Battista (27 września 1733 – 15 września 1820) – kreowany in pectore przez Piusa VII 8 marca 1816 (nomin. opublikowana 22 lipca 1816)
- Quarracino, Antonio (8 sierpnia 1923 – 28 lutego 1998) – kreowany przez Jana Pawła II 28 czerwca 1991
- Quevedo, Orlando (ur. 11 marca 1939) – kreowany przez Franciszka 22 lutego 2014
- Quevedo y Quintano, Pedro Benito Antonio (12 stycznia 1736 – 28 marca 1818) – kreowany in pectore przez Piusa VII 8 marca 1816 (nomin. opublikowana 23 września 1816)
- Quezada Toruño, Rodolfo (8 marca 1932 – 4 czerwca 2012) – kreowany przez Jana Pawła II 21 października 2003
- Quintero Parra, José Humberto (22 września 1902 – 8 lipca 1984) – kreowany przez Jana XXIII 16 stycznia 1961
- Quiroga y Palacios, Fernando (21 stycznia 1900 – 7 grudnia 1971) – kreowany przez Piusa XII 12 stycznia 1953

   (wróć do indeksu)

## R
- Radcliffe, Timothy O.P. (ur. 22 sierpnia 1945) – kreowany przez Franciszka 7 grudnia 2024
- Ragonesi, Francesco (21 grudnia 1850 – 14 września 1931) – kreowany przez Benedykta XV 7 marca 1921
- Raï, Béchara Boutros OMM (ur. 25 lutego 1940) – kreowany przez Benedykta XVI 24 listopada 2012
- Raimondi, Luigi (25 października 1912 – 24 czerwca 1975) – kreowany przez Pawła VI 5 marca 1973
- Rakotomalala, Jéróme (15 lipca 1914 – 1 listopada 1975) – kreowany przez Pawła VI 28 kwietnia 1969
- Ramazzini Imeri, Alvaro Leonel (ur. 16 lipca 1947) – kreowany przez Franciszka 5 października 2019
- Rampolla del Tindaro, Mariano (17 sierpnia 1843 – 16 grudnia 1913) – kreowany przez Leona XIII 14 marca 1887
- Randi, Lorenzo Ilarione (12 lipca 1818 – 20 grudnia 1887) – kreowany in pectore przez Piusa IX 15 marca 1875 (nomin. opublikowana 17 września 1875)
- Ranuzzi de’ Bianchi, Vittorio Amedeo (14 lipca 1857 – 16 lutego 1927) – kreowany przez Benedykta XV 4 grudnia 1916
- Ratti, Achille (31 maja 1857 – 10 lutego 1939) – kreowany przez Benedykta XV 13 czerwca 1921
- Ratzinger, Joseph (16 kwietnia 1927 – 31 grudnia 2022) – kreowany przez Pawła VI 27 czerwca 1977
- Rauber, Karl-Josef (11 kwietnia 1934 – 26 marca 2023) – kreowany przez Franciszka 14 lutego 2015
- Rauscher, Joseph Othmar von (6 października 1797 – 24 listopada 1875) – kreowany przez Piusa IX 17 grudnia 1855
- Ravasi, Gianfranco (ur. 18 października 1942) – kreowany przez Benedykta XVI 20 listopada 2010
- Razafimahatratra, Victor SJ (8 września 1921 – 6 października 1993) – kreowany przez Pawła VI 24 maja 1976
- Razafindratandra, Armand Gaétan (7 sierpnia 1925 – 9 stycznia 2010) – kreowany przez Jana Pawła II 26 listopada 1994
- Re, Giovanni Battista (ur. 30 stycznia 1934) – kreowany przez Jana Pawła II 21 lutego 2001
- Recanati, Giusto OFMCap (9 sierpnia 1789 – 17 listopada 1861) – kreowany przez Piusa IX 7 marca 1853
- Régnier, René-François (17 lipca 1794 – 4 stycznia 1881) – kreowany przez Piusa IX 22 grudnia 1873
- Reig y Casanova, Enrique (20 stycznia 1859 – 27 sierpnia 1927) – kreowany przez Piusa XI 11 grudnia 1922
- Reina, Baldassare (ur. 26 listopada 1970) – kreowany przez Franciszka 7 grudnia 2024
- Reisach, Karl August Graf von (6 lipca 1800 – 22 grudnia 1869) – kreowany przez Piusa IX 17 grudnia 1855
- Renard, Alexandre-Charles (7 czerwca 1906 – 8 października 1983) – kreowany przez Pawła VI 26 czerwca 1967
- Renato (? – ?)
- Repole, Roberto (ur.29 stycznia 1967) – kreowany przez Franciszka 7 grudnia 2024
- Respighi, Pietro (22 września 1843 – 22 marca 1913) – kreowany przez Leona XIII 19 czerwca 1899
- Revollo Bravo, Mario (15 czerwca 1919 – 3 listopada 1995) – kreowany przez Jana Pawła II 28 czerwca 1988
- Riario Sforza, Sisto (5 grudnia 1810 – 29 września 1877) – kreowany przez Grzegorza XVI 19 stycznia 1846
- Riario Sforza, Tommaso (8 stycznia 1782 – 14 marca 1857) – kreowany przez Piusa VII 10 marca 1823
- Ribat, John M.S.C. (ur. 9 lutego 1957) – kreowany przez Franciszka 19 listopada 2016
- Ribeiro, Antonio (21 maja 1928 – 24 marca 1998) – kreowany przez Pawła VI 5 marca 1973
- Riberi, Antonio (15 czerwca 1897 – 16 grudnia 1967) – kreowany przez Pawła VI 26 czerwca 1967
- Riboldi, Agostino Gaetano (18 lutego 1839 – 25 kwietnia 1902) – kreowany przez Leona XIII 15 kwietnia 1901
- Ricard, Jean-Pierre Bernard (ur. 26 września 1944) – kreowany przez Benedykta XVI 24 marca 2006
- Ricci Paracciani, Francesco (8 czerwca 1830 – 9 marca 1894) – kreowany in pectore przez Leona XIII 13 grudnia 1880 (nomin. opublikowana 27 marca 1882)
- Richard de la Vergne, François-Marie-Benjamin (1 marca 1819 – 28 stycznia 1908) – kreowany przez Leona XIII 24 maja 1889
- Richaud, Paul-Marie (16 kwietnia 1887 – 5 lutego 1968) – kreowany przez Jana XXIII 15 grudnia 1958
- Richelmy, Agostino (29 listopada 1850 – 10 sierpnia 1923) – kreowany przez Leona XIII 19 czerwca 1899
- Ries, Julien (19 kwietnia 1920 – 23 lutego 2013) – kreowany przez Benedykta XVI 18 lutego 2012
- Rigali, Justin Francis (ur. 19 kwietnia 1935) – kreowany przez Jana Pawła II 21 lutego 2001
- Riganti, Nicola (24 marca 1744 – 31 sierpnia 1822) – kreowany przez Piusa VII 8 marca 1816
- Righi Lambertini, Egano (22 lutego 1906 – 4 października 2000) – kreowany przez Jana Pawła II 30 czerwca 1979
- Rinaldini, Aristide (5 lutego 1844 – 11 lutego 1920) – kreowany przez Piusa X 16 kwietnia 1907
- Ritter, Joseph (20 lipca 1892 – 10 czerwca 1967) – kreowany przez Jana XXIII 16 stycznia 1961
- Rivarola, Agostino (14 marca 1758 – 7 listopada 1842) – kreowany przez Piusa VII 1 października 1817
- Rivera Carrera, Norberto (ur. 6 czerwca 1942) – kreowany przez Jana Pawła II 21 lutego 1998
- Roberti, Francesco (7 lipca 1889 – 16 lipca 1977) – kreowany przez Jana XXIII 15 grudnia 1958
- Roberti, Roberto Giovanni (23 grudnia 1788 – 7 listopada 1867) – kreowany przez Piusa IX 30 września 1850
- Robles Ortega, Francisco (ur. 2 marca 1949) – kreowany przez Benedykta XVI 24 listopada 2007
- Rocha, Sérgio da (ur. 21 października 1959) – kreowany przez Franciszka 19 listopada 2016
- Roche, Arthur (ur. 6 marca 1950) – kreowany przez Franciszka 27 sierpnia 2022
- Rodé, Franc CM (ur. 23 września 1934) – kreowany przez Benedykta XVI 24 marca 2006
- Rodrigues da Silva, Manuel Bento C.R.S.J.E. (25 grudnia 1800 – 26 września 1869) – kreowany przez Piusa IX 25 czerwca 1858
- Rodríguez Maradiaga, Óscar Andrés (ur. 29 grudnia 1942) – kreowany przez Jana Pawła II 21 lutego 2001
- Romeo, Paolo (ur. 20 lutego 1938) – kreowany przez Benedykta XVI 20 listopada 2010
- Romo y Gamboa, Judas José (7 stycznia 1779 – 11 stycznia 1855) – kreowany przez Piusa IX 30 września 1850
- Roncalli, Angelo Giuseppe (25 listopada 1881 – 3 czerwca 1963) – kreowany przez Piusa XII 12 stycznia 1953
- Roques, Clément-Émile (8 grudnia 1880 – 4 września 1964) – kreowany przez Piusa XII 18 lutego 1946
- Rosa Chávez, Gregorio (ur. 3 września 1942) – kreowany przez Franciszka 28 czerwca 2017
- Rosales, Gaudencio (ur. 10 sierpnia 1932) – kreowany przez Benedykta XVI 24 marca 2006
- Rosales, Julio (18 września 1906 – 2 czerwca 1983) – kreowany przez Pawła VI 28 kwietnia 1969
- Rossi, Agnelo (4 maja 1913 – 21 maja 1995) – kreowany przez Pawła VI 22 lutego 1965
- Rossi, Ángel Sixto SJ (ur. 11 sierpnia 1958) – kreowany przez Franciszka 30 września 2023
- Rossi, Opilio (14 maja 1910 – 9 lutego 2004) – kreowany przez Pawła VI 24 maja 1976
- Rossi, Raffaelle Carlo O.C.D. (28 października 1876 – 17 września 1948) – kreowany przez Piusa XI 30 czerwca 1930
- Rotelli, Luigi (26 lipca 1833 – 15 września 1891) – kreowany przez Leona XIII 1 czerwca 1891
- Rouco Varela, Antonio María (ur. 24 sierpnia 1936) – kreowany przez Jana Pawła II 21 lutego 1998
- Rouleau, Félix-Raymond-Marie S.P. (6 kwietnia 1866 – 31 maja 1931) – kreowany przez Piusa XI 19 grudnia 1927
- Rovérié de Cabrières, François-Marie-Anatole de (30 sierpnia 1830 – 21 grudnia 1921) – kreowany przez Piusa X 27 listopada 1911
- Roy, Maurice (25 stycznia 1905 – 24 października 1985) – kreowany przez Pawła VI 22 lutego 1965
- Rubiano Sáenz, Pedro (13 września 1932 – 15 kwietnia 2024) – kreowany przez Jana Pawła II 21 lutego 2001
- Rubin, Władysław (20 września 1917 – 28 listopada 1990) – kreowany przez Jana Pawła II 30 czerwca 1979
- Rudnay Divékújfalusi, Alexander (4 października 1760 – 13 września 1831) – kreowany in pectore przez Leona XII 2 października 1826 (nomin. opublikowana 15 grudnia 1828)
- Rueda Aparicio, Luis José (ur. 3 marca 1962) – kreowany przez Franciszka 30 września 2023
- Ruffini, Ernesto (19 stycznia 1888 – 11 czerwca 1967) – kreowany przez Piusa XII 18 lutego 1946
- Ruffo-Scilla, Fulco Luigi (6 kwietnia 1840 – 29 maja 1895) – kreowany przez Leona XIII 14 grudnia 1891
- Ruffo Scilla, Luigi (25 sierpnia 1750 – 17 listopada 1832) – kreowany przez Piusa VII 23 lutego 1801
- Rugambwa, Laurean (12 lipca 1912 – 8 grudnia 1997) – kreowany przez Jana XXIII 28 marca 1960
- Rugambwa, Protase – (ur. 31 maja 1960) – kreowany przez Franciszka 30 września 2023
- Ruggiero, Gaetano de (12 stycznia 1816 – 9 października 1896) – kreowany przez Leona XIII 24 maja 1889
- Ruini, Camillo (ur. 19 lutego 1931) – kreowany przez Jana Pawła II 28 czerwca 1991
- Rusconi, Antonio Lamberto (19 czerwca 1743 – 1 sierpnia 1825) – kreowany przez Piusa VII 8 marca 1816
- Ryłko Stanisław (ur. 4 lipca 1945) – kreowany przez Benedykta XVI 24 listopada 2007
- Ryś, Grzegorz (ur. 9 lutego 1964) – kreowany przez Franciszka 30 września 2023

   (wróć do indeksu)

## S
- Sabattani, Aurelio (18 października 1912 – 19 kwietnia 2003) – kreowany przez Jana Pawła II 2 lutego 1983
- Sacconi, Carlo (9 maja 1808 – 25 lutego 1889) – kreowany przez Piusa IX 27 września 1861
- Saigh, Maksymos IV (10 kwietnia 1878 – 5 listopada 1967) – kreowany przez Pawła VI 22 lutego 1965
- Sako, Louis Raphaël I (ur. 4 lipca 1948) – kreowany przez Franciszka 28 czerwca 2018
- Sala, Giuseppe Antonio (27 października 1762 – 23 czerwca 1839) – kreowany przez Grzegorza XVI 30 września 1831
- Salazar Gómez, Rubén (ur. 22 września 1942) – kreowany przez Benedykta XVI 24 listopada 2012
- Salazar Lopez, Jose (12 stycznia 1910 – 9 lipca 1991) – kreowany przez Pawła VI 5 marca 1973
- Saldarini, Giovanni (11 grudnia 1924 – 18 kwietnia 2011) – kreowany przez Jana Pawła II 28 czerwca 1991
- Sales, Eugênio de Araújo (8 listopada 1920 – 9 lipca 2012) – kreowany przez Pawła VI 28 kwietnia 1969
- Saliège, Jules-Géraud (24 lutego 1870 – 5 listopada 1956) – kreowany przez Piusa XII 18 lutego 1946
- Salm-Reifferscheidt-Krautheim, Franziskus Xaver von (1 lutego 1749 – 19 kwietnia 1822) – kreowany przez Piusa VII 23 września 1816
- Salotti, Carlo (25 lipca 1870 – 24 października 1947) – kreowany in pectore przez Piusa XI 13 marca 1933 (nomin. opublikowana 16 grudnia 1935)
- Saluzzo, Ferdinando Maria (20 listopada 1744 – 3 listopada 1816) – kreowany przez Piusa VII 23 lutego 1801
- Samassa, József (30 września 1828 – 20 sierpnia 1912) – kreowany przez Piusa X 11 grudnia 1905
- Samorè, Antonio (4 grudnia 1905 – 3 lutego 1983) – kreowany przez Pawła VI 26 czerwca 1967
- Sancha y Hervás, Ciriaco María (17 czerwca 1833 – 26 lutego 1909) – kreowany przez Leona XIII 18 maja 1894
- Sánchez, José Tomás (17 marca 1920 – 9 marca 2012) – kreowany przez Jana Pawła II 28 czerwca 1991
- Sandoval Íñiguez, Juan (ur. 28 marca 1933) – kreowany przez Jana Pawła II 26 listopada 1994
- Sandri, Leonardo (ur. 18 listopada 1943) – kreowany przez Benedykta XVI 24 listopada 2007
- Sanfelice d’Acquavilla, Guglielmo OSBCas (14 lub 18 lipca 1834 – 3 stycznia 1897) – kreowany przez Leona XIII 24 marca 1884
- Sanguigni, Domenico (27 czerwca 1809 – 20 listopada 1882) – kreowany przez Leona XIII 19 września 1879
- Sanminiatelli Zabarella, Alessandro (3 sierpnia 1840 – 24 listopada 1910) – kreowany in pectore przez Leona XIII 19 czerwca 1899 (nomin. opublikowana 15 kwietnia 1901)
- Sanseverino, Stanislao (13 lipca 1764 – 11 maja 1826) – kreowany in pectore przez Piusa VII 8 marca 1916 (nomin. opublikowana 22 lipca 1916)
- Santos, Rufino (26 sierpnia 1908 – 3 sierpnia 1973) – kreowany przez Jana XXIII 28 marca 1960
- Sanz y Forés, Benito (21 marca 1828 – 1 listopada 1895) – kreowany przez Leona XIII 16 stycznia 1893
- Sapieha, Adam Stefan (14 maja 1867 – 23 lipca 1951) – kreowany przez Piusa XII 18 lutego 1946
- Sarah, Robert (ur. 15 czerwca 1945) – kreowany przez Benedykta XVI 20 listopada 2010
- Saraiva, Francisco de São Luiz OSB (26 stycznia 1766 – 7 maja 1845) – kreowany przez Grzegorza XVI 19 czerwca 1843
- Saraiva Martins, José C.M.F. (ur. 6 stycznia 1932) – kreowany przez Jana Pawła II 21 lutego 2001
- Sardi, Paolo (1 września 1934 – 13 lipca 2019) – kreowany przez Benedykta XVI 20 listopada 2010
- Sarr, Théodore-Adrien (ur. 28 listopada 1936) – kreowany przez Benedykta XVI 24 listopada 2007
- Sarto, Giuseppe (2 czerwca 1835 – 20 sierpnia 1914) – kreowany przez Leona XIII 12 czerwca 1893
- Satolli, Francesco di Paola (21 lipca 1839 – 8 stycznia 1910) – kreowany przez Leona XIII 29 listopada 1895
- Satowaki, Joseph Asajirō (1 lutego 1904 – 8 sierpnia 1996) – kreowany przez Jana Pawła II 30 czerwca 1979
- Savelli, Domenico (15 września 1792 – 30 sierpnia 1864) – kreowany przez Piusa IX 7 marca 1853
- Sbarretti, Donato Raffaele (12 listopada 1856 – 1 kwietnia 1939) – kreowany przez Benedykta XV 4 grudnia 1916
- Sbarretti, Enea (27 stycznia 1808 – 1 maja 1884) – kreowany przez Piusa IX 12 marca 1877
- Scapinelli di Leguigno, Raffaele (25 kwietnia 1858 – 16 września 1933) – kreowany przez Benedykta XV 6 grudnia 1915
- Sceberras Testaferrata, Fabrizio (1 kwietnia 1757 – 3 sierpnia 1843) – kreowany in pectore przez Piusa VII 8 marca 1816 (nomin. opublikowana 6 kwietnia 1818)
- Scheffczyk, Leo (21 lutego 1920 – 8 grudnia 2005) – kreowany przez Jana Pawła II 21 lutego 2001
- Scheid, Eusébio Oscar SCI (8 grudnia 1932 – 13 stycznia 2021) – kreowany przez Jana Pawła II 21 października 2003
- Scherer, Alfredo Vicente (5 lutego 1903 – 8 marca 1996) – kreowany przez Pawła VI 28 kwietnia 1969
- Scherer, Odilo (ur. 21 września 1949) – kreowany przez Benedykta XVI 24 listopada 2007
- Schiaffino, Placido Maria OSB (5 września 1829 – 23 września 1889) – kreowany przez Leona XIII 27 lipca 1885
- Schlauch, Lörinc (27 marca 1824 – 10 lipca 1902) – kreowany przez Leona XIII 12 czerwca 1893
- Schönborn, Christoph S.P. (ur. 22 stycznia 1945) – kreowany przez Jana Pawła II 21 lutego 1998
- Schönborn, Franziskus von Paula (24 stycznia 1844 – 25 czerwca 1899) – kreowany przez Leona XIII 24 maja 1889
- Schotte, Jan Pieter CICM (29 kwietnia 1928 – 10 stycznia 2005) – kreowany przez Jana Pawła II 26 listopada 1994
- Schröffer, Joseph (20 lutego 1903 – 7 września 1983) – kreowany przez Pawła VI 24 maja 1976
- Schulte, Karl Joseph (14 września 1871 – 11 marca 1941) – kreowany przez Benedykta XV 7 marca 1921
- Schuster, Alfredo Ildefonso OSB (18 stycznia 1880 – 30 sierpnia 1954) – kreowany przez Piusa XI 15 lipca 1929
- Schwarzenberg, Friedrich Josef von (6 kwietnia 1809 – 27 marca 1885) – kreowany przez Grzegorza XVI 24 stycznia 1842
- Schwery, Henri (14 czerwca 1932 – 7 stycznia 2021) – kreowany przez Jana Pawła II 28 czerwca 1991
- Scitovský, Ján (1 listopada 1785 – 19 października 1866) – kreowany przez Piusa IX 7 marca 1853
- Scola, Angelo (ur. 7 listopada 1941) – kreowany przez Jana Pawła II 21 października 2003
- Sebastián Aguilar, Fernando (14 grudnia 1929 – 24 stycznia 2019) – kreowany przez Franciszka 22 lutego 2014
- Sebastiani, Sergio (11 kwietnia 1931 – 16 stycznia 2024) – kreowany przez Jana Pawła II 21 lutego 2001
- Segna, Francesco (31 sierpnia 1836 – 4 stycznia 1911) – kreowany przez Leona XIII 18 maja 1894
- Segura y Sáenz, Pedro (4 grudnia 1880 – 8 kwietnia 1957) – kreowany przez Piusa XI 19 grudnia 1927
- Sembratowicz, Sylwestr (3 września 1836 – 4 sierpnia 1898) – kreowany przez Leona XIII 29 listopada 1895
- Semeraro, Marcello (ur. 22 grudnia 1947) – kreowany przez Franciszka 28 listopada 2020
- Sensi, Giuseppe Maria (27 maja 1907 – 26 lipca 2001) – kreowany przez Pawła VI 24 maja 1976
- Sepe, Crescenzio (ur. 2 czerwca 1943) – kreowany przez Jana Pawła II 21 lutego 2001
- Sepiacci, Luigi OSA (12 września 1835 – 26 kwietnia 1893) – kreowany przez Leona XIII 14 grudnia 1891
- Serafini, Domenico (3 sierpnia 1852 – 5 marca 1918) – kreowany przez Piusa X 25 maja 1914
- Serafini, Giovanni (15 października 1786 – 1 lutego 1855) – kreowany przez Grzegorza XVI 27 stycznia 1843
- Serafini, Giulio (12 października 1867 – 16 lipca 1938) – kreowany przez Piusa XI 30 czerwca 1930
- Serafini, Luigi (6 czerwca 1808 – 1 lutego 1894) – kreowany przez Piusa IX 12 marca 1877
- Séredi, Jusztinian Györg OSB (23 kwietnia 1884 – 29 marca 1945) – kreowany przez Piusa XI 19 grudnia 1927
- Serlupi, Francesco (26 października 1755 – 6 lutego 1828) – kreowany przez Piusa VII 10 marca 1823
- Serra Casano, Francesco (21 lutego 1783 – 17 sierpnia 1850) – kreowany in pectore przez Grzegorza XVI 30 września 1831 (nomin. opublikowana 15 kwietnia 1833)
- Severoli, Antonio Gabriele (28 lutego 1757 – 8 września 1824) – kreowany przez Piusa VII 8 marca 1816
- Sévin, Hector-Irénée (22 marca 1852 – 4 maja 1916) – kreowany przez Piusa X 25 maja 1914
- Sfeir, Nasrallah Piotr (15 maja 1920 – 12 maja 2019) – kreowany przez Jana Pawła II 26 listopada 1994
- Sgreccia, Elio (6 czerwca 1928 – 5 czerwca 2019) – kreowany przez Benedykta XVI 20 listopada 2010
- Shan Kuo-hsi, Paul (3 grudnia 1923 – 22 sierpnia 2012) – kreowany przez Jana Pawła II 21 lutego 1998
- Shehan, Lawrence (18 marca 1898 – 26 sierpnia 1984) – kreowany przez Pawła VI 22 lutego 1965
- Shirayanagi, Peter Seiichi (17 czerwca 1928 – 30 grudnia 2009) – kreowany przez Jana Pawła II 26 listopada 1994
- Sibilia, Enrico (17 listopada 1861 – 4 sierpnia 1948) – kreowany przez Piusa XI 16 grudnia 1935
- Siciliano di Rende, Camillo (8 czerwca 1847 – 16 maja 1897) – kreowany przez Leona XIII 14 marca 1887
- Sidarouss, Stephanos (22 lutego 1904 – 23 sierpnia 1987) – kreowany przez Pawła VI 22 lutego 1965
- Silj, Augusto (9 lipca 1846 – 27 lutego 1926) – kreowany przez Benedykta XV 15 grudnia 1919
- Silva, Americo Ferreira dos Santos (16 stycznia 1829 – 21 stycznia 1899) – kreowany przez Leona XIII 12 maja 1879
- Silva, Augusto Álvaro da (8 kwietnia 1876 – 14 sierpnia 1968) – kreowany przez Piusa XII 12 stycznia 1953
- Silva Henríquez, Raúl (27 września 1907 – 9 kwietnia 1999) – kreowany przez Jana XXIII 19 marca 1962
- Silva, Patrício da O.S.A. (15 października 1756 – 3 stycznia 1840) – kreowany przez Leona XII 27 września 1824
- Silva, Virgilio do Carmo da SDB (ur. 27 listopada 1967) – kreowany przez Franciszka 27 sierpnia 2022
- Silvestrini, Achille (23 października 1923 – 29 sierpnia 2019) – kreowany przez Jana Pawła II 28 czerwca 1988
- Sim, Cornelius (16 września 1951 – 29 maja 2021) – kreowany przez Franciszka 28 listopada 2020
- Simeoni, Giovanni (12 lipca 1816 – 14 stycznia 1892) – kreowany in pectore przez Piusa IX 15 marca 1875 (nomin. opublikowana 17 września 1875)
- Simonetti, Lorenzo (27 maja 1789 – 9 stycznia 1855) – kreowany in pectore przez Grzegorza XVI 22 lipca 1844 (nomin. opublikowana 24 listopada 1845)
- Simoni, Ernest (ur. 18 października 1928) – kreowany przez Franciszka 19 listopada 2016
- Simonis, Adrianus (26 listopada 1931 – 2 września 2020) – kreowany przez Jana Pawła II 25 maja 1985
- Simor, János (23 sierpnia 1813 – 23 stycznia 1891) – kreowany przez Piusa IX 22 grudnia 1873
- Sin, Jaime (31 sierpnia 1928 – 21 czerwca 2005) – kreowany przez Pawła VI 24 maja 1976
- Sincero, Luigi (26 marca 1870 – 7 lutego 1936) – kreowany przez Piusa XI 23 maja 1923
- Siri, Giuseppe (20 maja 1906 – 2 maja 1989) – kreowany przez Piusa XII 12 stycznia 1953
- Sisto ¹ (? – ?)
- Skrbenský z Hriste, Lev (12 czerwca 1863 – 24 grudnia 1938) – kreowany przez Leon XIII 15 kwietnia 1901
- Sladkevičius, Vincentas MIC (20 sierpnia 1920 – 28 maja 2000) – kreowany przez Jana Pawła II 28 czerwca 1988
- Slipyj, Josyf (17 lutego 1892 – 7 września 1984) – kreowany przez Pawła VI 22 lutego 1965
- Sodano, Angelo (23 listopada 1927 – 27 maja 2022) – kreowany przez Jana Pawła II 28 czerwca 1991
- Soglia Ceroni, Giovanni (10 października 1779 – 12 sierpnia 1856) – kreowany in pectore przez Grzegorza XVI 12 lutego 1838 (nomin. opublikowana 18 lutego 1839)
- Solaro, Paolo Giuseppe (24 stycznia 1743 – 9 września 1824) – kreowany przez Piusa VII 23 września 1816
- Soldevilla y Romero, Juan (29 października 1843 – 4 czerwca 1923) – kreowany przez Benedykta XV 15 grudnia 1919
- Sommerau Beeckh, Maximilian Joseph Gottfried von (21 grudnia 1769 – 31 marca 1853) – kreowany przez Piusa IX 30 września 1850
- Souraphiel, Berhaneyesus Demerew CM (ur. 14 lipca 1948) – kreowany przez Franciszka 14 lutego 2015
- Sourrieu, Guillaume-Marie-Romain (27 lutego 1825 – 16 czerwca 1899) – kreowany przez Leona XIII 19 kwietnia 1897
- Spada, Alessandro (4 kwietnia 1787 – 16 grudnia 1843) – kreowany in pectore przez Grzegorza XVI 23 czerwca 1834 (nomin. opublikowana 6 kwietnia 1835)
- Spellman, Francis Joseph (4 maja 1889 – 2 grudnia 1967) – kreowany przez Piusa XII 18 lutego 1946
- Spengler, Jaime O.F.M. (ur. 6 września 1960) – kreowany przez Franciszka 7 grudnia 2024
- Spina, Giuseppe (11 marca 1756 – 13 listopada 1828) – kreowany in pectore przez Piusa VII 23 lutego 1801 (nomin. opublikowana 29 marca 1802)
- Spinola, Ugo Pietro (29 czerwca 1791 – 21 stycznia 1858) – kreowany in pectore przez Grzegorza XVI 30 września 1831 (nomin. opublikowana 2 lipca 1832)
- Spínola y Maestre, Marcelo (14 stycznia 1835 – 20 stycznia 1906) – kreowany przez Piusa X 11 grudnia 1905
- Spinucci, Domenico (2 marca 1739 – 21 grudnia 1823) – kreowany przez Piusa VII 8 marca 1816
- Staffa, Dino (14 sierpnia 1906 – 7 sierpnia 1977) – kreowany przez Pawła VI 26 czerwca 1967
- Stafford, James (ur. 26 lipca 1932) – kreowany przez Jana Pawła II 21 lutego 1998
- Steiner, Leonardo Ulrich OFM (ur. 6 listopada 1950) – kreowany przez Franciszka 27 sierpnia 2022
- Steinhuber, Andreas S.J. (11 listopada 1824 – 15 października 1907) – kreowany in pectore przez Leona XIII 16 stycznia 1893 (nomin. opublikowana 18 maja 1894)
- Stella, Beniamino (ur. 18 sierpnia 1941) – kreowany przez Franciszka 22 lutego 2014
- Stepinac, Alojzije (8 maja 1898 – 10 lutego 1960) – kreowany przez Piusa XII 12 stycznia 1953

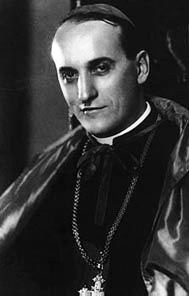
Alojzije Stepinac

- Sterckx, Engelbertus (2 listopada 1792 – 4 grudnia 1867) – kreowany przez Grzegorza XVI 13 września 1838
- Sterzinsky, Georg (9 lutego 1936 – 30 czerwca 2011) – kreowany przez Jana Pawła II 28 czerwca 1991
- Stickler, Alfons Maria SDB (23 sierpnia 1910 – 12 grudnia 2007) – kreowany przez Jana Pawła II 25 maja 1985
- Stritch, Samuel (17 sierpnia 1887 – 27 maja 1958) – kreowany przez Piusa XII 18 lutego 1946
- Sturla Berhouet, Daniel Fernando SDB (ur. 4 lipca 1959) – kreowany przez Franciszka 14 lutego 2015
- Suárez Inda, Alberto (ur. 30 stycznia 1939) – kreowany przez Franciszka 14 lutego 2015
- Suárez Rivera, Adolfo Antonio (9 stycznia 1927 – 23 marca 2008) – kreowany przez Jana Pawła II 26 listopada 1994
- Suenens, Léon-Joseph (16 lipca 1904 – 6 maja 1996) – kreowany przez Jana XXIII 19 marca 1962
- Suhard, Emmanuel Célestin (5 kwietnia 1874 – 30 maja 1949) – kreowany przez Piusa XI 16 grudnia 1935
- Suquía Goicoechea, Ángel (2 października 1916 – 13 lipca 2006) – kreowany przez Jana Pawła II 25 maja 1985
- Svampa, Domenico (13 czerwca 1851 – 10 sierpnia 1907) – kreowany przez Leona XIII 18 maja 1894
- Szoka, Edmund Casimir (14 września 1927 – 20 sierpnia 2014) – kreowany przez Jana Pawła II 28 czerwca 1988

   (wróć do indeksu)

## Š
- Šeper, Franjo (2 października 1905 – 30 grudnia 1981) – kreowany przez Pawła VI 22 lutego 1965
- Špidlík, Tomáš SJ (17 grudnia 1919 – 16 kwietnia 2010) – kreowany przez Jana Pawła II 21 października 2003

   (wróć do indeksu)

## Ś
- Świątek, Kazimierz (21 października 1914 – 21 lipca 2011) – kreowany przez Jana Pawła II 26 listopada 1994

## T
- Tabera Araoz, Arturo CMF (29 października 1903 – 13 czerwca 1975) – kreowany przez Pawła VI 28 kwietnia 1969
- Tacci, Giovanni (12 listopada 1863 – 30 czerwca 1928) – kreowany przez Benedykta XV 13 czerwca 1921
- Tadini, Placido Maria OCD (11 października 1759 – 22 listopada 1847) – kreowany przez Grzegorza XVI 6 kwietnia 1835
- Tagle, Luis Antonio (ur. 21 czerwca 1957) – kreowany przez Benedykta XVI 24 listopada 2012
- Taguchi, Paul Yoshigorō (20 lipca 1902 – 23 lutego 1978) – kreowany przez Pawła VI 5 marca 1973
- Taliani, Emidio (19 kwietnia 1838 – 24 sierpnia 1907) – kreowany przez Leona XIII 22 czerwca 1903
- Talleyrand-Périgord, Alexandre Angélique de (18 października 1736 – 20 października 1821) – kreowany przez Piusa VII 28 lipca 1817
- Tamkevičius, Sigitas SJ (ur. 7 listopada 1938) – kreowany przez Franciszka 5 października 2019
- Taofinuʻu, Pio SM (8 grudnia 1923 – 20 stycznia 2006) – kreowany przez Pawła VI 5 marca 1973
- Tappouni, Ignacy Gabriel I (3 listopada 1879 – 29 stycznia 1968) – kreowany przez Piusa XI 16 grudnia 1935
- Tarancón y Morón, Manuel Joaquín (20 marca 1782 – 25 sierpnia 1862) – kreowany przez Piusa IX 15 marca 1858
- Tardini, Domenico (29 lutego 1888 – 30 lipca 1961) – kreowany przez Jana XXIII 15 grudnia 1958
- Tarnóczy, Maximilian Joseph von (24 października 1806 – 4 kwietnia 1876) – kreowany przez Piusa IX 22 grudnia 1873
- Tarquini, Camillo S.J. (27 września 1810 – 15 lutego 1874) – kreowany przez Piusa IX 22 grudnia 1873
- Taschereau, Elzéar-Alexandre (17 lutego 1820 – 12 kwietnia 1898) – kreowany przez Leona XIII 7 czerwca 1886
- Tauran, Jean-Louis (3 kwietnia 1943 – 5 lipca 2018) – kreowany przez Jana Pawła II 21 października 2003
- Tecchi, Scipione (27 czerwca 1854 – 7 lutego 1815) – kreowany przez Piusa X 25 maja 1914
- Tedeschini, Federico (12 października 1873 – 2 listopada 1959) – kreowany in pectore przez Piusa XI 13 marca 1933 (nomin. opublikowana 16 grudnia 1935)
- Tempesta, Orani João (ur. 23 czerwca 1950) – kreowany przez Franciszka 22 lutego 2014
- Terrazas Sandoval, Julio CSsR (7 marca 1936 – 9 grudnia 2015) – kreowany przez Jana Pawła II 21 lutego 2001
- Testa, Gustavo (28 lipca 1886 – 28 lutego 1969) – kreowany przez Jana XXIII 14 grudnia 1959
- Tettamanzi, Dionigi (14 marca 1934 – 5 sierpnia 2017) – kreowany przez Jana Pawła II 21 lutego 1998
- Theodoli, Augusto (18 września 1819 – 26 czerwca 1892) – kreowany przez Leona XIII 7 czerwca 1886
- Thiandoum, Hyacinthe (2 lutego 1921 – 18 maja 2004) – kreowany przez Pawła VI 24 maja 1976
- Thomas, Léon-Benoît-Charles (29 maja 1826 – 9 marca 1894) – kreowany przez Leona XIII 16 stycznia 1893
- Thottunkal, Baselios Cleemis (ur. 15 czerwca 1959) – kreowany przez Benedykta XVI 24 listopada 2012
- Tiberi Contigliano, Francesco (4 stycznia 1773 – 28 października 1839) – kreowany in pectore przez Grzegorza XVI 30 września 1831 (nomin. opublikowana 2 lipca 1832)
- Ticona Porco, Toribio (ur. 25 kwietnia 1937) – kreowany przez Franciszka 28 czerwca 2018
- Tien Ken-sin, Thomas SVD (24 października 1890 – 24 lipca 1967) – kreowany przez Piusa XII 18 lutego 1946
- Tisserant, Eugène (24 marca 1884 – 21 lutego 1972) – kreowany przez Piusa XI 15 czerwca 1936
- Tobin, Joseph William CSsR (ur. 3 maja 1952) – kreowany przez Franciszka 19 listopada 2016
- Todea, Alexandru (5 czerwca 1912 – 22 maja 2002) – kreowany przez Jana Pawła II 28 czerwca 1991
- Tomášek, František (30 czerwca 1899 – 4 sierpnia 1992) – kreowany in pectore przez Pawła VI 24 maja 1976 (nomin. opublikowana 27 czerwca 1977)
- Tomasi, Silvano C.S. (ur. 12 października 1940) – kreowany przez Franciszka 28 listopada 2020
- Tomko, Jozef (11 marca 1924 – 8 sierpnia 2022) – kreowany przez Jana Pawła II 25 maja 1985
- Tong Hon, John (ur. 31 lipca 1939) – kreowany przez Benedykta XVI 18 lutego 2012
- Tonini, Ersilio (20 lipca 1914 – 28 lipca 2013) – kreowany przez Jana Pawła II 26 listopada 1994
- Tonti, Giulio (9 grudnia 1844 – 11 grudnia 1918) – kreowany przez Benedykta XV 6 grudnia 1915
- Toppo, Telesphore (15 października 1939 – 4 października 2023) – kreowany przez Jana Pawła II 21 października 2003
- Tosi, Eugenio O.SS.C.A. (6 maja 1864 – 7 stycznia 1929) – kreowany przez Piusa XI 11 grudnia 1922
- Tosti, Antonio (4 października 1776 – 20 marca 1866) – kreowany in pectore przez Grzegorza XVI 12 lutego 1838 (nomin. opublikowana 18 lutego 1839)
- Touchet, Stanislas-Arthur-Xavier (13 listopada 1842 – 23 września 1926) – kreowany przez Piusa XI 11 grudnia 1922
- Traglia, Luigi (3 kwietnia 1895 – 22 listopada 1977) – kreowany przez Jana XXIII 28 marca 1960
- Trautmannsdorff Wiensberg, Maria Thaddäus von (28 maja 1761 – 20 stycznia 1819) – kreowany przez Piusa VII 23 września 1816
- Trevisanato, Giuseppe Luigi (15 lutego 1801 – 28 kwietnia 1877) – kreowany przez Piusa IX 16 marca 1863
- Trigona e Parisi, Gaetano Maria (2 czerwca 1767 – 5 lipca 1837) – kreowany przez Grzegorza XVI 23 czerwca 1834
- Trịnh Như Khuê, Joseph-Marie (11 grudnia 1898 – 27 listopada 1978) – kreowany przez Pawła VI 24 maja 1976
- Trịnh Văn Căn, Joseph-Marie (19 marca 1921 – 18 maja 1990) – kreowany przez Jana Pawła II 30 czerwca 1979
- Tripepi, Luigi (21 czerwca 1836 – 29 grudnia 1906) – kreowany przez Leona XIII 15 kwietnia 1901
- Trochta, Štěpán SDB (26 marca 1905 – 6 kwietnia 1974) – kreowany in pectore przez Pawła VI 28 kwietnia 1969 (nomin. opublikowana 5 marca 1973)
- Trombetta, Luigi (3 lutego 1820 – 17 stycznia 1900) – kreowany przez Leona XIII 18 czerwca 1899
- Tsarahazana, Désiré (ur. 13 czerwca 1954) – kreowany przez Franciszka 28 czerwca 2018
- Tscherrig, Emil Paul (ur. 3 lutego 1947) – kreowany przez Franciszka 30 września 2023
- Tucci, Roberto SJ (19 kwietnia 1921 – 14 kwietnia 2015) – kreowany przez Jana Pawła II 21 lutego 2001
- Tumi, Christian Wiyghan (15 października 1930 – 3 kwietnia 2021) – kreowany przez Jana Pawła II 28 czerwca 1988
- Turcotte, Jean-Claude (26 czerwca 1936 – 8 kwietnia 2015) – kreowany przez Jana Pawła II 26 listopada 1994

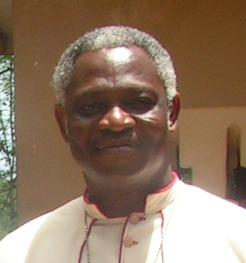
Peter Kodwo Appiah kardynał Turkson

- Turkson, Peter (ur. 11 października 1948) – kreowany przez Jana Pawła II 21 października 2003
- Turriozzi, Fabrizio (16 listopada 1755 – 9 listopada 1826) – kreowany przez Piusa VII 10 marca 1823
- Tzadua, Paulos (25 sierpnia 1921 – 11 grudnia 2003) – kreowany przez – Jana Pawła II 25 maja 1985

   (wróć do indeksu)

## U
- Ugolini, Giuseppe (6 stycznia 1783 – 19 grudnia 1867) – kreowany przez Grzegorza XVI 12 lutego 1838
- Urbani, Giovanni (26 marca 1900 – 17 września 1969) – kreowany przez Jana XXIII 15 grudnia 1958
- Urosa Savino, Jorge Liberato (28 sierpnia 1942 – 23 września 2021) – kreowany przez Benedykta XVI 24 marca 2006
- Ursi, Corrado (26 lipca 1908 – 29 sierpnia 2003) – kreowany przez Pawła VI 26 czerwca 1967

   (wróć do indeksu)

## V
- Vachon, Louis-Albert (4 lutego 1912 – 29 września 2006) – kreowany przez Jana Pawła II 25 maja 1985
- Vagnozzi, Egidio (26 lutego 1906 – 26 grudnia 1980) – kreowany przez Pawła VI 26 czerwca 1967
- Vaivods, Julijans (18 sierpnia 1895 – 23 maja 1990) – kreowany przez Jana Pawła II 2 lutego 1983
- Valeri, Valerio (7 listopada 1883 – 22 lipca 1963) – kreowany przez Piusa XII 12 stycznia 1953
- Valfré di Bonzo, Teodoro (21 sierpnia 1853 – 25 czerwca 1922) – kreowany przez Benedykta XV 15 grudnia 1919
- Vallini, Agostino (ur. 17 kwietnia 1940) – kreowany przez Benedykta XVI 24 marca 2006
- Van Looy, Lucas SDB (ur. 28 września 1941) – kreowany przez Franciszka 27 sierpnia 2022
- van Roey, Joseph-Ernest (13 stycznia 1874 – 6 sierpnia 1961) – kreowany przez Piusa XI 20 stycznia 1927
- van Rossum, Willem Marinus CSsR (3 września 1854 – 30 sierpnia 1932) – kreowany przez Piusa X 27 listopada 1911
- Vanhoye, Albert S.J. (24 lipca 1923 – 29 lipca 2021) – kreowany przez Benedykta XVI 24 marca 2006
- Vannicelli Casoni, Luigi (16 kwietnia 1801 – 21 kwietnia 1877) – kreowany in pectore przez Grzegorza XVI 23 grudnia 1839 (nomin. opublikowana 24 stycznia 1842)
- Vannutelli, Serafino (26 listopada 1834 – 19 sierpnia 1915) – kreowany przez Leona XIII 14 marca 1887
- Vannutelli, Vincenzo (5 grudnia 1836 – 9 lipca 1930) kreowany in pectore przez Leona XIII 30 grudnia 1889 (nomin. opublikowana 23 czerwca 1890)
- Vargas Alzamora, Augusto S.J. (9 listopada 1922 – 4 września 2000) – kreowany przez Jana Pawła II 26 listopada 1994
- Vaszary, Kolos Ferenc OSB (12 lutego 1832 – 3 września 1915) – kreowany przez Leona XIII 16 stycznia 1893
- Vaughan, Herbert (15 kwietnia 1832 – 19 czerwca 1903) – kreowany przez Leona XIII 16 stycznia 1893
- Vegliò, Antonio Maria (ur. 3 lutego 1938) – kreowany przez Benedykta XVI 18 lutego 2012
- Vela Chiriboga, Raúl Eduardo (1 stycznia 1934 – 15 listopada 2020) – kreowany przez Benedykta XVI 20 listopada 2010
- Velasco, Ignacio SDB (17 stycznia 1929 – 6 lipca 2003) – kreowany przez Jana Pawła II 21 lutego 2001
- Velzi, Giuseppe Maria OP (8 marca 1767 – 23 listopada 1836) – kreowany przez Grzegorza XVI 2 lipca 1832
- Verde, Alessandro (27 marca 1865 – 29 marca 1958) – kreowany przez Piusa XI 14 grudnia 1925
- Verdier, Jean PSS (19 lutego 1864 – 9 kwietnia 1940) – kreowany przez Piusa XI 16 grudnia 1929
- Verga, Isidoro (29 kwietnia 1832 – 10 sierpnia 1899) – kreowany przez Leona XIII 10 listopada 1884
- Vérgez Alzaga, Fernando LC (ur. 1 marca 1945) – kreowany przez Franciszka 27 sierpnia 2022
- Versaldi, Giuseppe (ur. 30 lipca 1943) – kreowany przez Benedykta XVI 18 lutego 2012
- Vesco, Jean-Paul O.P. (ur. 10 marca 1962) – kreowany przez Franciszka 7 grudnia 2024
- Veuillot, Pierre (5 stycznia 1913 – 14 lutego 1968) – kreowany przez Pawła VI 26 czerwca 1967
- Viale-Prelà, Michele (29 września 1799 – 15 maja 1860) – kreowany in pectore przez Piusa IX 15 marca 1852 (nomin. opublikowana 7 marca 1853)
- Vico, Antonio (9 stycznia 1847 – 25 lutego 1929) – kreowany przez Piusa X 27 listopada 1911
- Vidal, Ricardo (6 lutego 1931 – 18 października 2017) – kreowany przez Jana Pawła II 25 maja 1985
- Vidal y Barraquer, Francisco de Asís (3 października 1868 – 13 września 1943) – kreowany przez Benedykta XV 7 marca 1921
- Vidoni, Pietro (2 września 1759 – 10 sierpnia 1830) – kreowany przez Piusa VII 8 marca 1816
- Vilela, Avelar Brandão (13 czerwca 1912 – 19 grudnia 1986) – kreowany przez Pawła VI 5 marca 1973
- Villadecani, Francesco di Paola (22 lutego 1780 – 13 czerwca 1861) – kreowany przez Grzegorza XVI 27 stycznia 1843
- Villalba, Luis Héctor (ur. 11 października 1934) – kreowany przez Franciszka 14 lutego 2015
- Villecourt, Clément (9 października 1787 – 17 stycznia 1867) – kreowany przez Piusa IX 17 grudnia 1855
- Villeneuve, Jean-Marie-Rodrigue OMI (2 listopada 1883 – 17 stycznia 1947) – kreowany przez Piusa XI 13 marca 1933
- Villot, Jean-Marie (11 października 1905 – 9 marca 1979) – kreowany przez Pawła VI 22 lutego 1965
- Vingt-Trois, André (7 listopada 1942 – 18 lipca 2025) – kreowany przez Benedykta XVI 24 listopada 2007
- Violardo, Giacomo (10 maja 1898 – 17 marca 1978) – kreowany przez Pawła VI 28 kwietnia 1969
- Vithayathil, Varkey CSsR (29 maja 1927 – 1 kwietnia 2011) – kreowany przez Jana Pawła II 21 lutego 2001
- Vives y Tuto, José de Calasanz O.F.M.Cap. (15 lutego 1854 – 7 września 1913) – kreowany przez Leona XIII 18 czerwca 1899
- Vizzardelli, Carlo (21 lipca 1791 – 24 maja 1851) – kreowany przez Piusa IX 17 stycznia 1848
- Vlk, Miloslav (17 maja 1932 – 18 marca 2017) – kreowany przez Jana Pawła II 26 listopada 1994
- Volk, Hermann (27 grudnia 1903 – 1 lipca 1988) – kreowany przez Pawła VI 5 marca 1973

   (wróć do indeksu)

## W
- Wamala, Emmanuel (ur. 15 grudnia 1926) – kreowany przez Jana Pawła II 26 listopada 1994
- Weld, Thomas (22 stycznia 1773 – 10 kwietnia 1837) – kreowany przez Piusa VIII 15 marca 1830
- Wendel, Joseph (27 maja 1901 – 31 grudnia 1960) – kreowany przez Piusa XII 12 stycznia 1953
- Wetter, Friedrich (ur. 20 lutego 1928) – kreowany przez Jana Pawła II 25 maja 1985
- Willebrands, Johannes (4 września 1909 – 2 sierpnia 2006) – kreowany przez Pawła VI 28 kwietnia 1969
- Williams, Thomas Stafford (ur. 20 marca 1930) – kreowany przez Jana Pawła II 2 lutego 1983
- Winning, Thomas (3 czerwca 1925 – 17 czerwca 2001) – kreowany przez Jana Pawła II 26 listopada 1994
- Wiseman, Nicholas (2 sierpnia 1802 – 15 lutego 1865) – kreowany przez Piusa IX 30 września 1850
- Woelki, Rainer (ur. 18 sierpnia 1956) – kreowany przez Benedykta XVI 18 lutego 2012
- święty Wojtyła, Karol Józef (18 maja 1920 – 2 kwietnia 2005) – kreowany przez Pawła VI 26 czerwca 1967
- Wright, John Joseph (18 lipca 1909 – 10 sierpnia 1979) – kreowany przez Pawła VI 28 kwietnia 1969
- Wu Cheng-chung, John Baptist (26 marca 1925 – 23 września 2002) – kreowany przez Jana Pawła II 28 czerwca 1988
- Wuerl, Donald (ur. 12 listopada 1940) – kreowany przez Benedykta XVI 20 listopada 2010
- błogosławiony Wyszyński, Stefan (3 sierpnia 1901 – 28 maja 1981) – kreowany przez Piusa XII 12 stycznia 1953

   (wróć do indeksu)

## Y
- Yago, Bernard (lipiec 1916 – 5 października 1997) – kreowany przez Jana Pawła II 2 lutego 1983
- Yeom Soo-jung, Andrew (ur. 5 grudnia 1943) – kreowany przez Franciszka 22 lutego 2014
- You Heung-sik, Lazarus (ur. 17 listopada 1951) – kreowany przez Franciszka 27 sierpnia 2022
- Yü Pin, Paul (13 kwietnia 1901 – 16 sierpnia 1978) – kreowany przez Pawła VI 28 kwietnia 1969

   (wróć do indeksu)

## Z
- Zacchia Rondinini, Giuseppe Antonio (22 lutego 1787 – 26 listopada 1845) – kreowany in pectore przez Grzegorza XVI 22 lipca 1844 (nomin. opublikowana 21 kwietnia 1845)
- Zauli, Giovanni Battista (25 listopada 1743 – 21 lipca 1819) – kreowany przez Piusa VII 8 marca 1816
- Zen Ze-kiun, Joseph SDB (ur. 13 stycznia 1932) – kreowany przez Benedykta XVI 24 marca 2006
- Zenari, Mario (ur. 5 stycznia 1946) – kreowany przez Franciszka 19 listopada 2016
- Zerba, Cesare (15 kwietnia 1892 – 11 lipca 1973) – kreowany przez Pawła VI 22 lutego 1965
- Zerbo, Jean (ur. 27 grudnia 1943) – kreowany przez Franciszka 28 czerwca 2017
- Zigliara, Tommaso Maria S.P. (29 października 1833 – 10 maja 1893) – kreowany przez Leona XIII 12 maja 1879
- Zondadari, Antonio Felice (14 stycznia 1740 – 13 kwietnia 1823) – kreowany in pectore przez Piusa VII 23 lutego 1801 (nomin. opublikowana 28 września 1801)
- Zorzi, Pietro Antonio CRS (7 listopada 1745 – 17 grudnia 1803) kreowany przez Piusa VII 17 stycznia 1803
- Zougrana, Paul M. Afr. (3 września 1917 – 4 czerwca 2000) – kreowany przez Pawła VI 22 lutego 1965
- Zubeir Wako, Gabriel (ur. 27 lutego 1941) – kreowany przez Jana Pawła II 21 października 2003
- Zuppi, Matteo Maria (ur. 11 października 1955) – kreowany przez Franciszka 5 października 2019
- Zurla, Giacinto Placido OSBCam (2 kwietnia 1769 – 29 października 1834) – kreowany in pectore przez Piusa VII 10 marca 1823 (nomin. opublikowana 16 maja 1823)

   (wróć do indeksu)